# Geschichte Malis

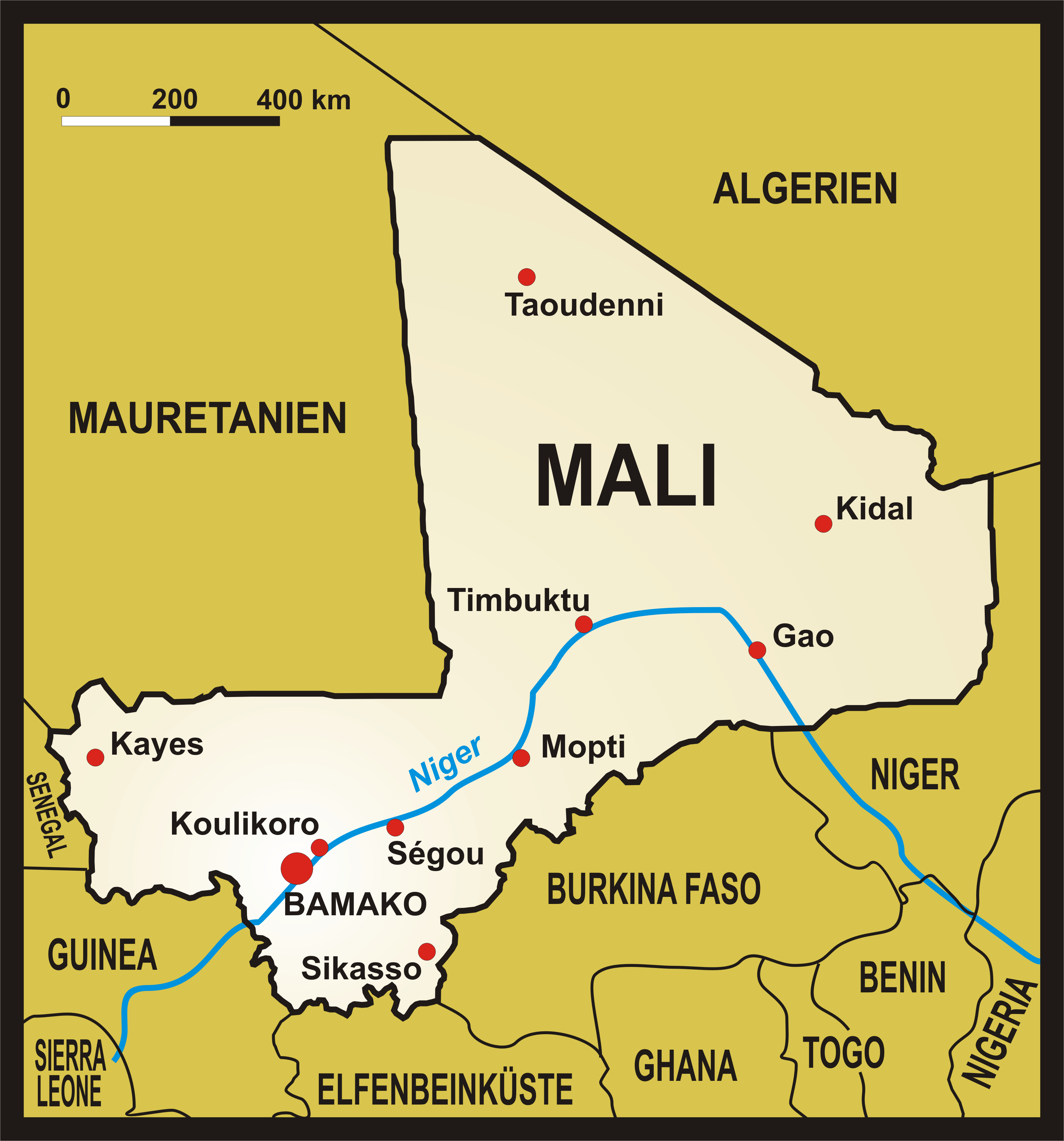
Karte Malis

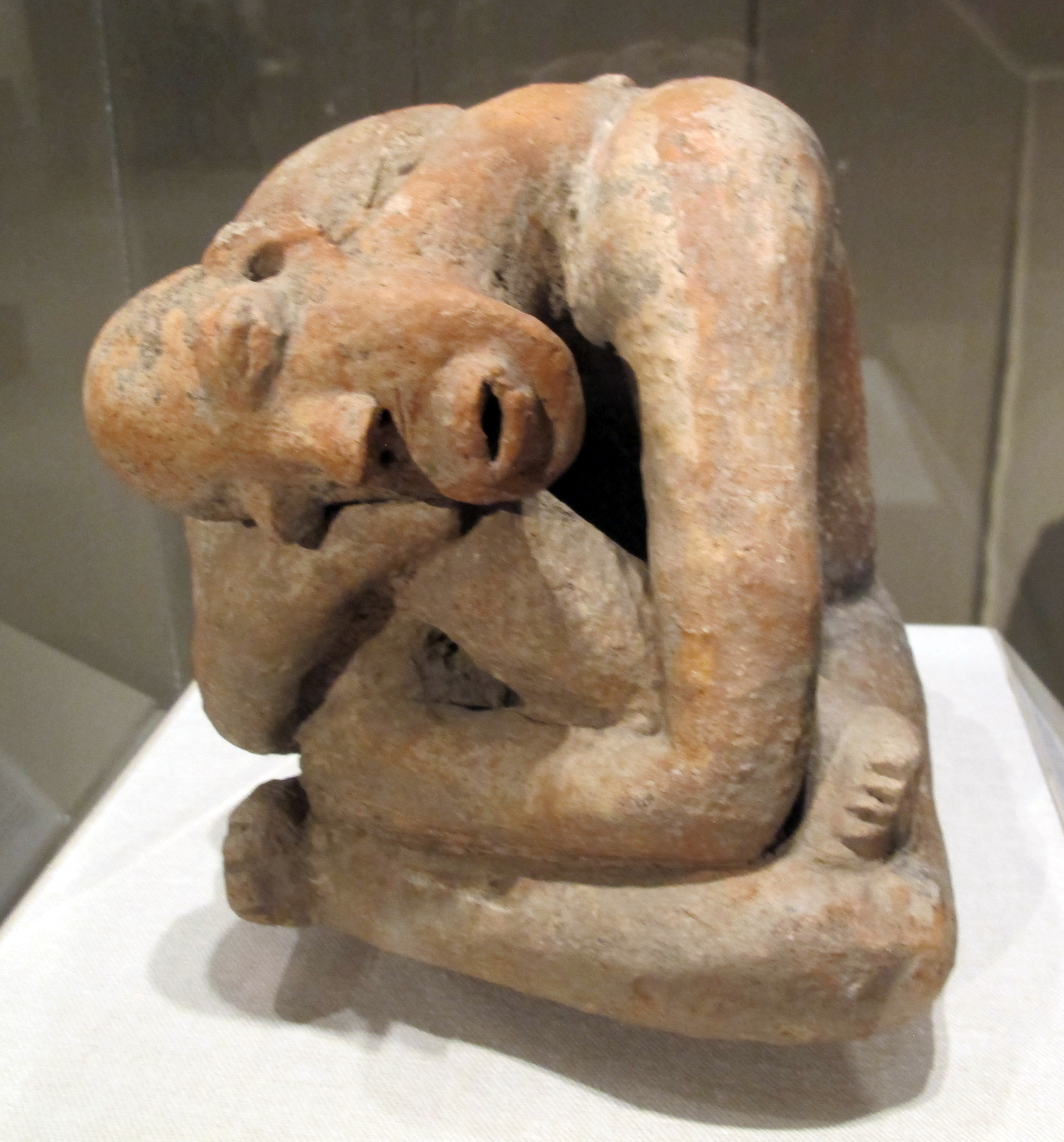
Sitzende Figur, Binnendelta des Niger, 13. Jahrhundert, Metropolitan Museum. Die meisten dieser Figurinen stammen aus Raubgrabungen, die vom Kunstmarkt befeuert werden, und die das kulturelle Erbe Malis gefährden.

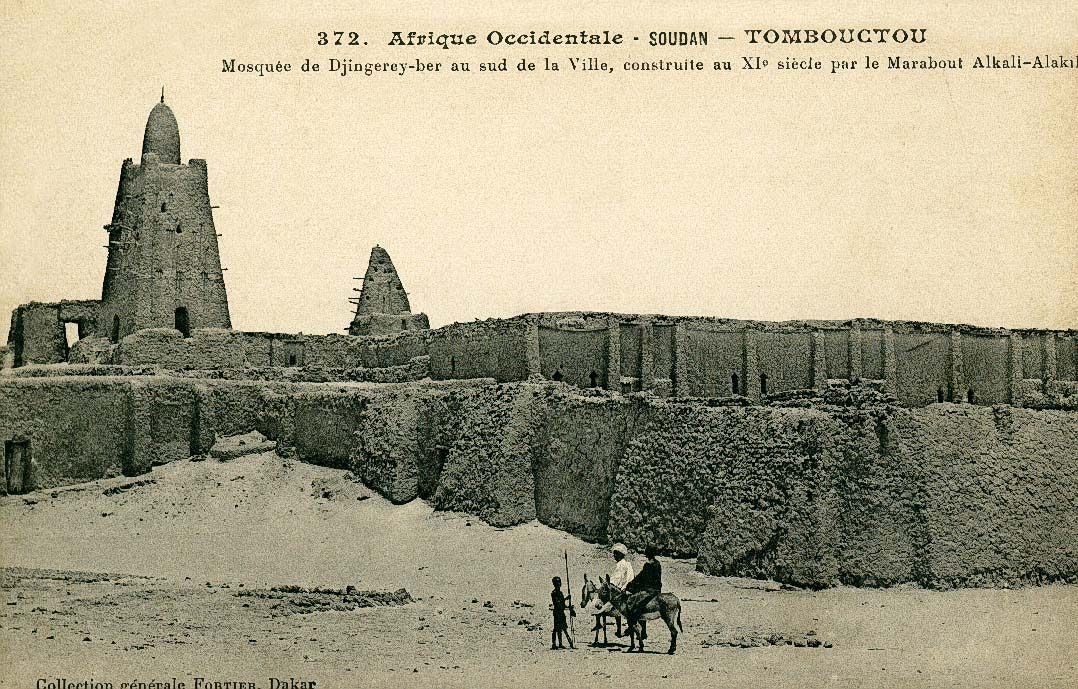
Djinguereber-Moschee in Timbuktu aus dem 14. Jahrhundert (nicht dem 11. Jahrhundert, wie die Postkarte vermerkt), François-Edmond Fortier 1905/06

Die Geschichte Malis umfasst die Entwicklungen auf dem Gebiet der Republik Mali und historischer malischer Reiche von der Urgeschichte bis zur Gegenwart. Die vorschriftliche Geschichte Malis reicht derzeit etwa 150.000 Jahre zurück, während schriftliche Quellen erst mit der Islamisierung ab dem 8. bis 11. Jahrhundert einsetzen. Dabei war die Besiedlung vor dem Beginn der produzierenden Lebensweise und auch lange Zeit danach in überaus hohem Maße von der stark schwankenden Ausdehnung der Sahara abhängig. Ab etwa 9500 v. Chr. stellten Jäger und Sammler Keramik her, später wurden Rinder domestiziert und Schafe und Ziegen aus Westasien eingeführt. Um 2000 v. Chr. lebte man im Süden des Landes ganz überwiegend vom Ackerbau, insbesondere von Hirse und anderen Grassamen; nach 800 v. Chr. kam Reis hinzu. Im Binnendelta des Niger entstand aus eigener Wurzel eine Stadtkultur um 300 v. Chr., wobei die Stadt Djenne-Djeno bis zu 33 ha groß wurde, der Dia-Komplex umfasste etwa 100 ha.
Möglicherweise seit den Phöniziern, dann den Römern betrieben Berber einen Etappenhandel durch die Sahara, der sich mit dem zeitlich nicht näher bestimmbaren Entstehen des Ghanareiches intensiviert haben dürfte. Dabei spielte zunächst Gold eine wesentliche Rolle. Innerislamische Richtungskämpfe zwischen Berbern und Arabern brachten zahlreiche muslimische Flüchtlinge nach Mali, zugleich wird der Handel mit Gold deutlicher fassbar.
Im 11. bis 13. Jahrhundert konvertierten die einflussreichsten Könige der Region zum Islam, was im Widerspruch zur angeblichen militärischen Unterwerfung der Region stand, mit der die Sklavenjagd gerechtfertigt wurde. Berühmt wurde das gleichfalls auf der lokalen Goldgewinnung basierende Malireich, dessen Goldtransaktionen eine solche Größenordnung aufwiesen, dass sie das mittelmeerische Münz- und damit das Handelssystem ins Wanken brachten. Auch kulturell und politisch wurde das Reich zu einem der bedeutendsten Zentren der Alten Welt. Mitte des 14. Jahrhunderts machte sich das Songhaireich von Mali unabhängig und dominierte bis 1591 den Großraum.
Diese Vorherrschaft endete durch einen Feldzug Marokkos, das Gao und Timbuktu eroberte und den Gold- und Salzhandel für kurze Zeit kontrollierte. Die entstehenden Kleinreiche konnten infolgedessen immer weniger am Transsaharahandel partizipieren, der sich ostwärts verlagerte. Zugleich wuchs der technologische, organisatorische und finanztechnische Rückstand gegenüber dem Norden und vor allem denjenigen Ländern, die den Atlantikhandel dominierten, weiter. Mit dem ökonomischen Niedergang nahm der Sklavenhandel zu, der sowohl von Arabern als auch von den frühkolonialen Mächten angetrieben wurde. Die fehlenden staatlichen Strukturen in weiten Teilen des Landes spielten weniger formellen Verbänden, wie den Sufi-Orden in die Hände, vor allem der Qādirīya und der Tidschānīya, die zunehmend den Handel und das Geistesleben kontrollierten. ʿUmar Tall, wichtigster Vertreter der Tidschānīya, begann ab 1851 einen „heiligen Krieg“ (Dschihad) gegen seine Nachbarn, wobei er mit den Franzosen im Senegal in Konflikt geriet. Zugleich aber erlangten die Richter von Timbuktu, die dem neuen Herrn skeptisch gegenüberstanden, weit über Mali hinausreichenden Einfluss.
1883 besetzten französische Truppen Bamako, das erst durch die Kolonialmacht zum Mittelpunkt Malis wurde, 1894 folgte Timbuktu. Hinter dieser Expansion stand das Vorhaben, die anderen Kolonialmächte aus der Region abzudrängen, angetrieben durch Kaufleute aus Bordeaux, die am Handel in Westafrika interessiert waren. Neben der administrativen Durchdringung, die die lokalen Honoratioren im Amt beließ oder neue gegen die etablierten ausspielte, stellten Forts die französische Herrschaft ebenso sicher, wie Eisenbahn- und Schiffsverbindungen. Die Bevölkerung wurde durch Steuern, mitunter auch durch Zwangsarbeit dazu gebracht, an öffentlichen Arbeiten teilzunehmen und Produkte für den internationalen Markt herzustellen. Die entsprechenden bürgerlichen Rechte wurden den Bewohnern jedoch bis kurz vor der Unabhängigkeit im Jahr 1960 vorenthalten.
Der Staat Mali ist wie die meisten Staaten Afrikas in seiner heutigen Form erst aufgrund kolonialer Grenzziehungen entstanden. Von 1960 bis 1991 herrschte dort ein zunächst marxistisch orientiertes Einparteien-Regime, das ab 1992 durch gewählte Regierungen und durch ein Parteiensystem abgelöst wurde. Auseinandersetzungen mit den im Norden lebenden Tuareg führten immer wieder zu Aufständen, doch erst das Auseinanderbrechen Libyens und die Intervention verschiedener terroristischer Organisationen führten zum Bürgerkrieg, in dessen Verlauf es in Timbuktu zu erheblichen Zerstörungen am Weltkulturerbe kam. 2013 griff Frankreich auf Seiten der Regierung in den Krieg ein, später kamen deutsche Soldaten hinzu. Mali gehört dabei zu den ärmsten Ländern der Welt.

## Ur- und Frühgeschichte

### Paläolithikum

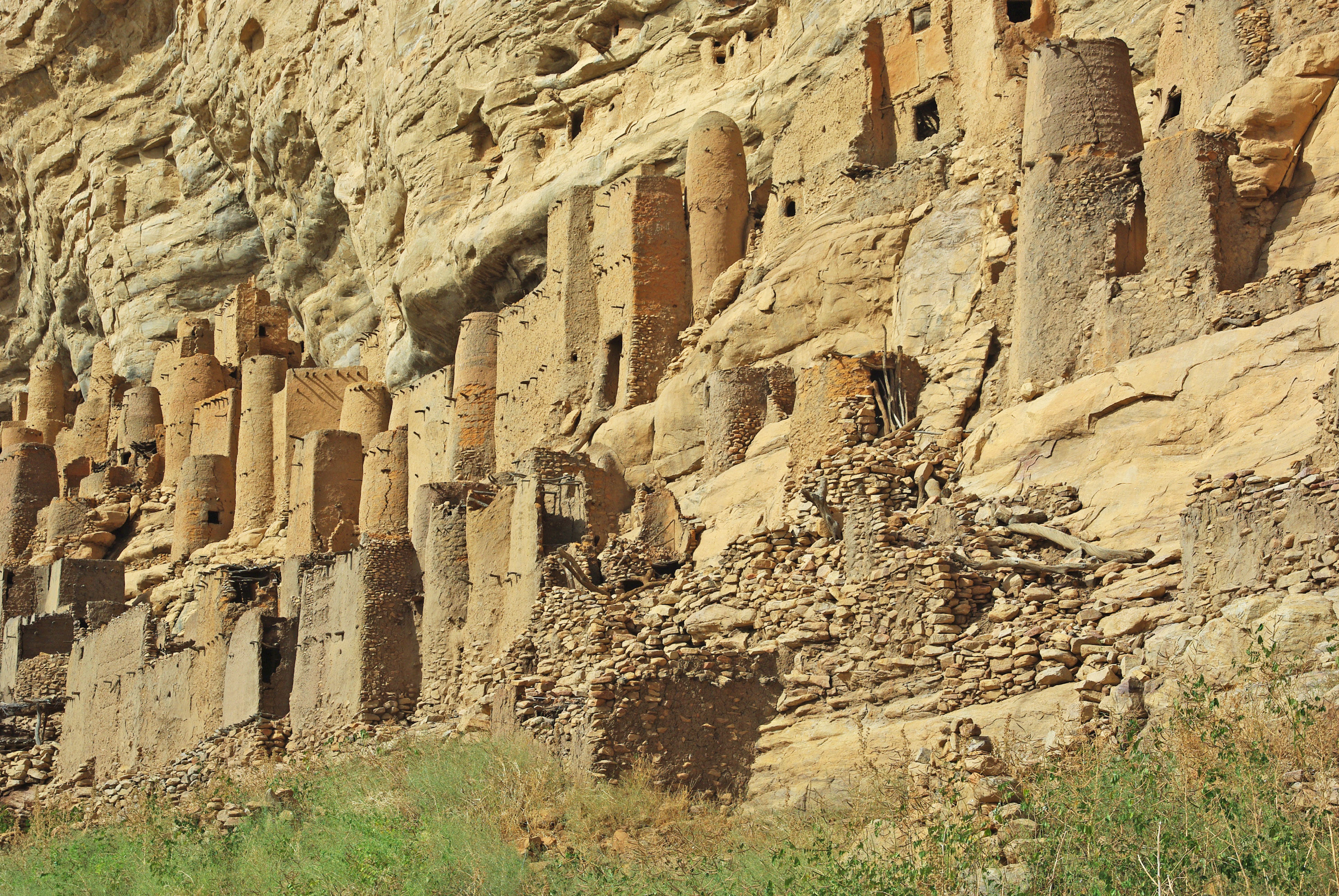
Dogon-Dorf am Fuß der Felsen von Bandiagara

Die Sahara war vielfach trockener, aber auch über lange Zeiten regenreicher als heute. So war sie vor 325.000 bis 290.000 und vor 280.000 bis 225.000 Jahren ein für Menschen unbewohnbarer Ort, sieht man von günstigen Stellen, wie dem Tihodaïne-See am wasserspeichernden Tassili n'Ajjer ab. In diesen und weiteren Trockenphasen dehnte sich die Wüste mehrfach weit nach Norden und Süden aus; ihre Sanddünen finden sich weit jenseits der heutigen Grenzen der Sahara. Mit menschlichen Spuren ist also nur in den regenreicheren Grünphasen zu rechnen. Möglicherweise durchquerten anatomisch moderne Menschen (auch archaischer Homo sapiens genannt), die sich vielleicht in der besagten isolierten Phase vor 300.000 bis 200.000 Jahren südlich der Sahara entwickelten, bereits in der langen Grünphase vor über 200.000 Jahren das zu dieser Zeit gewässerreiche Gebiet. Auch vor etwa 125.000 bis 110.000 Jahren existierte ein ausreichendes Wasserwegenetz, das die Ausbreitung zahlreicher Tierarten nach Norden ermöglichte, denen menschliche Jäger folgten. Dazu trugen riesige Seen bei, wie der Mega-Tschadsee, der zeitweise über 360.000 km² umfasste. Hingegen dehnte sich die Wüste vor 70.000 bis 58.000 Jahren wieder weit nach Norden und Süden aus und dürfte damit einen schwer zu überwindenden Riegel dargestellt haben. Erneut folgte eine grüne Phase vor 50.000 bis 45.000 Jahren.
In Mali ist die Fundsituation ungünstiger als bei den nördlichen Nachbarn. Grabungen am Fundkomplex Ounjougou auf dem Dogon-Plateau bei Bandiagara ergaben, dass nunmehr nachweislich bereits vor mehr als 150.000 Jahren Jäger und Sammler in der Region lebten. Gesichert sind Datierungen aus der Zeit zwischen 70.000 und 25.000 Jahren vor heute. Das Paläolithikum endete in Mali sehr früh, weil es nach diesem Abschnitt vor 25.000 bis 20.000 Jahren zu einer weiteren extremen Trockenphase kam, dem Ogolien. Als sich gegen Ende der letzten Kaltzeit die Tropen um 800 km nordwärts ausdehnten, verwandelte sich die Sahara abermals in eine fruchtbare Savannenlandschaft.

### Neolithikum

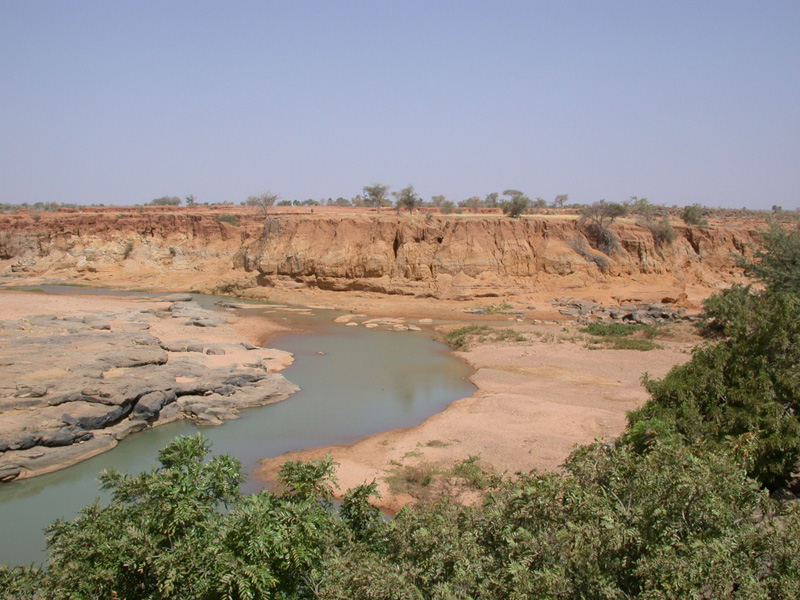
Blick auf einen Teil des Komplexes archäologischer Fundstätten bei Ounjougou im Yamétal bei Bandiagara

Nach dem Ende des letzten Ausdehnungsmaximums der nördlichen Eismassen gegen Ende der letzten Kaltzeit war das Klima von sehr viel höherer Feuchtigkeit gekennzeichnet als heute. Dabei entstand durch den Niger ein gewaltiger Binnensee im Raum um Timbuktu und Araouane sowie ein ähnlich großer See im Tschad. Gleichzeitig entstanden Savannenlandschaften und im Norden Malis eine Landschaft, vergleichbar der, die heute den Süden kennzeichnet. Diese um 9500 v. Chr. einsetzende feuchte Phase nach der Jüngeren Dryaszeit, einer kalten Periode nach der letzten Kaltzeit, wurde um 5000 v. Chr. zunehmend von einer immer trockeneren Phase abgelöst.
Das Neolithikum, die Zeit, in der die Menschen ihre Lebensmittel zunehmend selbst produzierten, statt sie, wie bisher, zu jagen, zu fischen oder zu sammeln, entwickelte sich während dieser Feuchtphase. Diese wird üblicherweise in drei Abschnitte eingeteilt, die voneinander durch ausgeprägte Trockenphasen getrennt sind. Sorghum und Hirse wurden angepflanzt und um 8000 v. Chr. weideten große Herden von Rindern, die den Zebus nahestanden, in der heutigen Sahara; erst viel später kamen aus Westasien Schafe und Ziegen hinzu, während Rinder zuerst in Afrika domestiziert wurden.
Dabei erscheint Keramik, die lange für eine Begleiterscheinung der Neolithisierung gehalten wurde, bereits im frühesten Neolithikum, also zwischen 9500 und 7000 v. Chr., im Aïr nach Marianne Cornevin sogar bereits um 10.000 v. Chr. Damit wird das früheste Neolithikum der Phase der produzierenden Lebensweise zugerechnet, obwohl noch keine Pflanzen kultiviert und kein Vieh gehalten wurde. In Mali wurde der hierher gehörende Fundplatz Ravin de la Mouche auf ein Alter von 11.400–10.200 Jahren datiert. Diese Fundstätte gehört zum Komplex Ounjougou am Yamé, wo alle Epochen seit dem Jungpaläolithikum Spuren hinterlassen haben und die älteste Keramik Malis auf 9400 v. Chr. datiert wurde. In Ravin de la Mouche konnten Artefakte auf die Zeit zwischen 9500 und 8500 v. Chr. datiert werden, die Fundstätte Ravin du Hibou 2 auf 8000 bis 7000 v. Chr. Danach kam es dort, wo die besagten ältesten Keramikreste im Laufe eines seit 1997 laufenden Forschungsprogramms in den beiden Schluchten gefunden wurden, zu einem Hiatus zwischen 7000 und 3500 v. Chr., weil das Klima zu ungünstig war – selbst für Jäger und Sammler.
Das mittlere Neolithikum des Dogon-Plateaus ist an grauen, bifazialen Steinwerkzeugen erkennbar, die aus Quarzit angefertigt wurden. Die ersten Spuren nomadisierender Viehzüchter finden sich (wieder) um 4000 v. Chr., wobei es um 3500 v. Chr. zu einem Ende des relativ feuchten Klimas kam. Grabungen in Karkarichinkat (2500–1600 v. Chr.) und möglicherweise in Village de la Frontière (3590 cal BC) belegen dies, ebenso wie Untersuchungen am Fati-See. Letzterer bestand kontinuierlich zwischen 10.430 und 4660 BP, wie Schlammschichten an seinem Ostrand erwiesen. Um 4500 BP wurde eine 16 cm dicke Sandschicht datiert, womit der Nachweis erbracht war, dass die Austrocknung der Region etwa 1000 Jahre später erfolgte als an der mauretanischen Küste. Tausend Jahre später wiederum erreichte die Trockenphase, die anscheinend Viehnomaden von Osten nach Mali getrieben hatte, ihren Höhepunkt. Die nördlicheren Seen trockneten aus und die Bevölkerung zog überwiegend südwärts. Dabei ist der Übergang vom Neolithikum zum Prä-Dogon noch unklar. In Karkarichinkat zeigte sich, dass zwar Schaf, Rind und Ziege gehalten wurden, doch spielten auch Jagd, Sammeln und Fischen weiterhin eine bedeutende Rolle. Möglicherweise war es sogar so, dass das erfolgreiche Hirtentum eine Durchsetzung der Landwirtschaft lange verhinderte.
Das späte Neolithikum war von erneuten Zuwanderungen aus der Sahara um 2500 v. Chr. gekennzeichnet, die inzwischen zu einer enorm weiträumigen Wüste angewachsen war. Diese Aridisierung setzte sich fort und erzwang weitere Wanderungen nach Süden, die in ihrem ungefähren Verlauf auch archäologisch fassbar sind. Dabei zeigten sich anhand ethnoarchäologischer Untersuchungen von Keramik drei Gruppen, die um Méma, den Canal de Sonni Ali und Windé Koroji an der Grenze nach Mauretanien in der Zeit um 2000 v. Chr. lebten. Dies ließ sich anhand von Keramikuntersuchungen an der Fundstelle Kobadi (1700 bis 1400 v. Chr.), der Fundstätte MN25 bei Hassi el Abiod und Kirkissoy bei Niamey in Niger (1500 bis 1000 v. Chr.) belegen. Offenbar wanderten die beiden Gruppen zuletzt Richtung Kirkissoy. Spätestens in der 2. Hälfte des 2. Jahrtausends v. Chr. erreichte der Hirseanbau die Region am Fundplatz Varves Ouest, genauer gesagt der Anbau von Perlhirse (Pennisetum glaucum), aber auch Weizen und Emmer, die im Osten der Sahara sehr viel früher etabliert waren, erreichten nun (wieder?) Mali. Ökologische Veränderungen weisen darauf hin, dass die Bodenbearbeitung bereits im 3. Jahrtausend eingesetzt haben muss. Doch endete diese Ackerbauphase um 400 v. Chr. wiederum durch eine extreme Trockenheit.
Bei Begräbnissen war der Einsatz von Ocker bis in das 1. Jahrtausend geläufig, auch bei Tieren, wie der spektakuläre Fund eines Pferdes im Westen des Binnendeltas, im Tell Natamatao (6 km von Thial im Cercle Tenenkou entfernt) vor Augen führt, dessen Knochen mit Ocker bestreut worden waren. Hinzu kommen für den gesamten Raum der Sahara typische Felszeichnungen, in denen neben Symbolen und Tierdarstellungen auch Darstellungen von Menschen erscheinen. So fanden sich aus dem 1. Jahrtausend v. Chr. Malereien im Boucle-du-Baoulé-Nationalpark (Fanfannyégèné), auf dem Dogon-Plateau und im Binnendelta des Niger (Aire Soroba).
In Karkarichikat Nord (KN05) und Karkarichinkat Sud (KS05) im unteren Tilemsi-Tal, einem fossilen Flusstal 70 km nördlich von Gao, ließ sich bei elf Frauen erstmals für Westafrika südlich der Sahara nachweisen, dass die Modifizierung der Zähne aus rituellen Gründen auch dort um 4500–4200 BP in Gebrauch war, ähnlich wie im Maghreb. Die Frauen weisen, im Gegensatz zu den Männern, Modifikationen auf, die von Extraktionen bis zu Feilungen reichen, so dass den Zähnen eine spitze Form verliehen wurde. Eine Sitte, die bis in das 19. Jahrhundert bestand.
Außerdem ließ sich dort feststellen, dass die Bewohner des Tals bereits 85 % ihrer Kohlenstoffaufnahme aus Grassamen bezogen, überwiegend von C4-Pflanzen; dies geschah entweder durch den Konsum von Wildpflanzen, wie der wilden Rispenhirse oder bereits durch domestizierte Lampenputzergräser. Damit gelang der früheste Nachweis von landwirtschaftlicher Tätigkeit und von Viehzucht in Westafrika (um 2200 cal BP).
Die Fundplätze der Dhar-Tichitt-Tradition in der Méma-Region, einem ehemaligen Flussdelta westlich des heutigen Binnendeltas, das auch als „Totes Delta“ bezeichnet wird, gehören der Zeit zwischen 1800 und 800/400 v. Chr. an. Ihre Siedlungen maßen zwischen einem und acht Hektar, doch war die Besiedlung nicht kontinuierlich, was möglicherweise damit zusammenhängt, dass diese Region in der Regenzeit nicht für Rinderhaltung geeignet war. Ursache dafür war die Tsetsefliege, die die Ausdehnung dieser Lebensweise nach Süden lange verhinderte.
Im Gegensatz zu diesen Rinderzüchtern, die ihre Herden dann wieder nordwärts trieben, blieben die Angehörigen der gleichzeitigen Kobadi-Tradition, die spätestens seit Mitte des 2. Jahrtausends ausschließlich von Fischfang, dem Sammeln von Wildgräsern und der Jagd lebten, verhältnismäßig ortsfest. Beide Kulturen verfügten über Kupfer, das sie aus Mauretanien herbeiführten. Gleichzeitig pflegten die so unterschiedlichen Kulturen einen lebhaften Austausch.

### Metallverarbeitung

Topographische Karte des Grenzgebirges zwischen Mali und Algerien

Die Wildbeuter sowie die Viehzüchter und frühen Ackerbauern weisen eine lokale Verarbeitung von Kupfer für das 1. Jahrtausend auf.
Die berühmten Felsmalereien, die sich in weiten Teilen Westafrikas finden, entdeckte man auch in Mali in den Iforabergen (Adrar des Ifoghas). Dort waren um das Jahr 2000 bereits über 50 Fundstätten mit Piktografen und Petroglyphen bekannt. Diese Felsmalereien führten zu der Annahme, dass die Metallverarbeitung im Süden Marokkos durch eine von Süden, wohl aus Mali und Mauretanien kommende Bevölkerung mitgebracht wurde. Dies geschah demnach früher als bisher angenommen, also vor dem 2. Jahrtausend v. Chr., als diese Technologie von der iberischen Halbinsel übernommen wurde.
Kupfer wurde von den Kulturen im Méma-Gebiet zunächst aus Mauretanien herbeigeführt, um im 1. Jahrtausend v. Chr. zu ersten Beilen, Dolchen, Pfeilspitzen, aber auch zu Barren und Schmuck verarbeitet zu werden. Dies geschah vor Ort, wie Schlackenfunde erwiesen. Die Auswirkungen auf die Gesellschaft, die im Mittelmeerraum sehr ausgeprägt waren, sind beim derzeitigen Forschungsstand noch unklar.
Ackerbau dürfte spätestens seit 2000 v. Chr. im gesamten Gebiet praktiziert worden sein, wie Funde in Dia, Djenne-Djeno, Toguéré Galia, die alle im Nigerbinnendelta liegen, Tellem (Falaise de Bandiagara), Tongo Maaré Diabel (Gourna), Windé Koroji West I (Gourna) und Gao Gadei belegen. Es wird angenommen, dass der Mann von Asselar, der 1927/28 entdeckt wurde und von dem noch nicht einmal das Geschlecht als gesichert gilt, im Neolithikum lebte.

### Reiskultur im Binnendelta, Stadtkultur aus eigener Wurzel (800/300 v. Chr.–1400 n. Chr.)

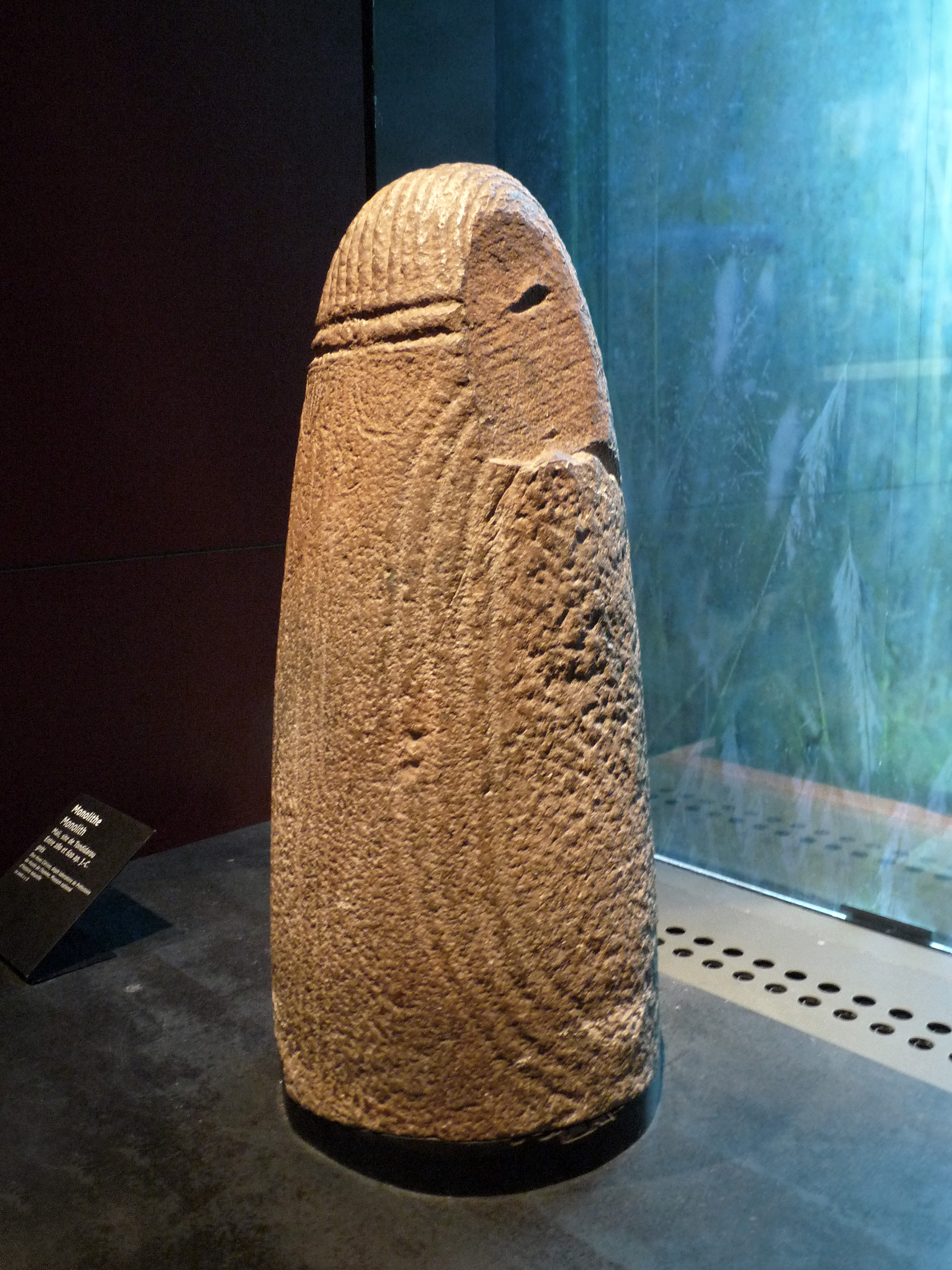
Anthropomorpher Monolith von der Fundstätte Tondidarou, 16 km nördlich von Niafunké, 3.–7. Jahrhundert, Musée du quai Branly, Paris. Dies ist einer von etwa 150 Steinen, die zwischen 25 und 145 cm hoch sind. Sie bestehen aus Sandstein und wurden mit Eisenwerkzeugen bearbeitet. Folgt man den Berichten über die Ausgrabung von 1924, so handelte es sich um einen Friedhof mit Brandbestattung.

Um 800 bis 400 v. Chr. basierte der Landbau in Dia auf domestiziertem Reis (Oryza glaberrima), einer Pflanze, die für die Kultivierung des feuchten Nigergebiets in dieser Zeit wichtiger als andere Arten war, wie etwa Hirse. Zugleich war dieses Gebiet wohl das erste, in dem in Westafrika Reis kultiviert wurde. Die ersten gesicherten Funde stammen aus Djenne-Djeno (300 v. – 300 n. Chr.). Daneben wurde aber auch weiterhin wildes Gras geerntet, vor allem Rispenhirsen.
Erste Städte erschienen im Binnendelta des Niger ab etwa 300 v. Chr. Neben Djenne-Djeno ragt dabei Dia hervor, das nordwestlich davon, jenseits des Flusses lag. Um diese frühe Stadt, die eigentlich aus zwei Siedlungen und einem Tell bestand, befanden sich mehr als 100 Dörfer, die an ehemaligen und noch heute bestehenden Zuflüssen des Niger lagen. Ähnliche Strukturen entstanden um Timbuktu und Gourma-Rharous weiter stromabwärts. So fand man im Wadi El-Ahmar nördlich von Timbuktu, ein Paläokanal, der regelmäßig von den Fluten des Niger gespeist wurde, eine 24 ha große Stätte, die von neun solcher „Satelliten“ umgeben war.
Der Norden des Landes trocknete seit etwa 1000 v. Chr. zunehmend aus und die Nomaden sahen sich gezwungen, sich in die Gebirgszonen zurückzuziehen, die noch Wasser boten, oder nach Süden auszuweichen. Zwischen 200 und 100 v. Chr. wurde der Norden Malis überaus trocken. Die im Norden lebenden Gruppen wurden erst im 11. und 12. Jahrhundert n. Chr. von Berber- und Tuareggruppen ersetzt.
Die ältesten Funde im 1974 bis 1998 ausgegrabenen Djenne-Djeno (auch Jenné-Jeno) im Binnendelta wurden auf etwa 250 v. Chr. datiert und belegen damit die Existenz einer differenzierten Stadtkultur aus eigener Wurzel. In Djenne-Djeno, wie im gesamten Binnendelta, wurde Eisen und Kupfer bereits ab dem ersten Jahrtausend v. Chr. verarbeitet. Dabei lag das nächste Eisenerzlager bei Bénédougou, rund 75 km südwestlich von Djenne-Djeno. Zwei römische oder hellenistische Perlen weisen auf transsaharischen Handel hin, doch sind vom Mittelmeer ansonsten keinerlei Einflüsse erkennbar, so dass man beim Handel und Tausch wohl mit zahlreichen Zwischenhändlern rechnen muss. Um 450 hatte die Stadt bereits eine Fläche von 25 ha erreicht und wuchs bis um 850 auf 33 ha an. Dabei war sie von einer 3,6 km langen Mauer umgeben. Die Häuser bestanden überwiegend aus zylindrischen, sonnengebrannten Ziegeln, die bis in die 1930er Jahre in Gebrauch waren. Zugleich wurde, wenn auch in geringerem Ausmaß, bereits mit rechteckigen Ziegeln gebaut.
Doch um 500 veränderte sich die Gesellschaftsstruktur, denn nun existierten organisierte Friedhöfe mit Bestattungen in großen Gefäßen – meist früher als Vorratsgefäße genutzte Keramik – innerhalb, dazu einfache Beisetzungen in Gruben am Rande oder außerhalb der Stadt. Um 800 bestanden eigene Schmieden an festen Orten, so dass man mit einer kastenartigen Organisation dieses Handwerks rechnet. Inzwischen war die Stadt mit dem benachbarten Hambarketolo zu einem Komplex verschmolzen, der 41 ha umfasste.
Im 9. Jahrhundert kam es zu einer drastischen Veränderung, denn die bisherigen Rundhäuser wurden durch zylindrische Ziegelarchitektur ersetzt – als erstes an der am Fuß 3,7 m dicken Stadtmauer erkennbar – und die bemalte Keramik wurde durch gestempelte und eingravierte ersetzt. Dabei sind um Djenné etwa 60 archäologische Fundstätten im Umkreis von nur vier Kilometern bekannt, von denen viele um 800 bis 1000 florierten. Während jedoch die Fläche der Dörfer vor dem 8. Jahrhundert bis zu 2,9 und 5,8 ha umfasste, erreichten sie danach nur noch eine Fläche von 1,2 ha. Dabei war in der frühen Phase der Abstand zwischen den Metropolen wie Djenné-Djeno oder dem Dia-Komplex besonders groß, denn ersteres umfasste 33 ha, letzter gar 100 ha.
Die bisher dominierende Stadt schrumpfte zugunsten von Djenné um 1200 und wurde um 1400 gar aufgegeben. Dies hing vielleicht mit der Vorherrschaft des Islams zusammen, doch wurden gleichzeitig Gebiete im Norden wegen zunehmender Trockenheit aufgegeben, so dass zahlreiche Menschen südwärts zogen. Möglicherweise führte dies zu schweren politischen Erschütterungen.

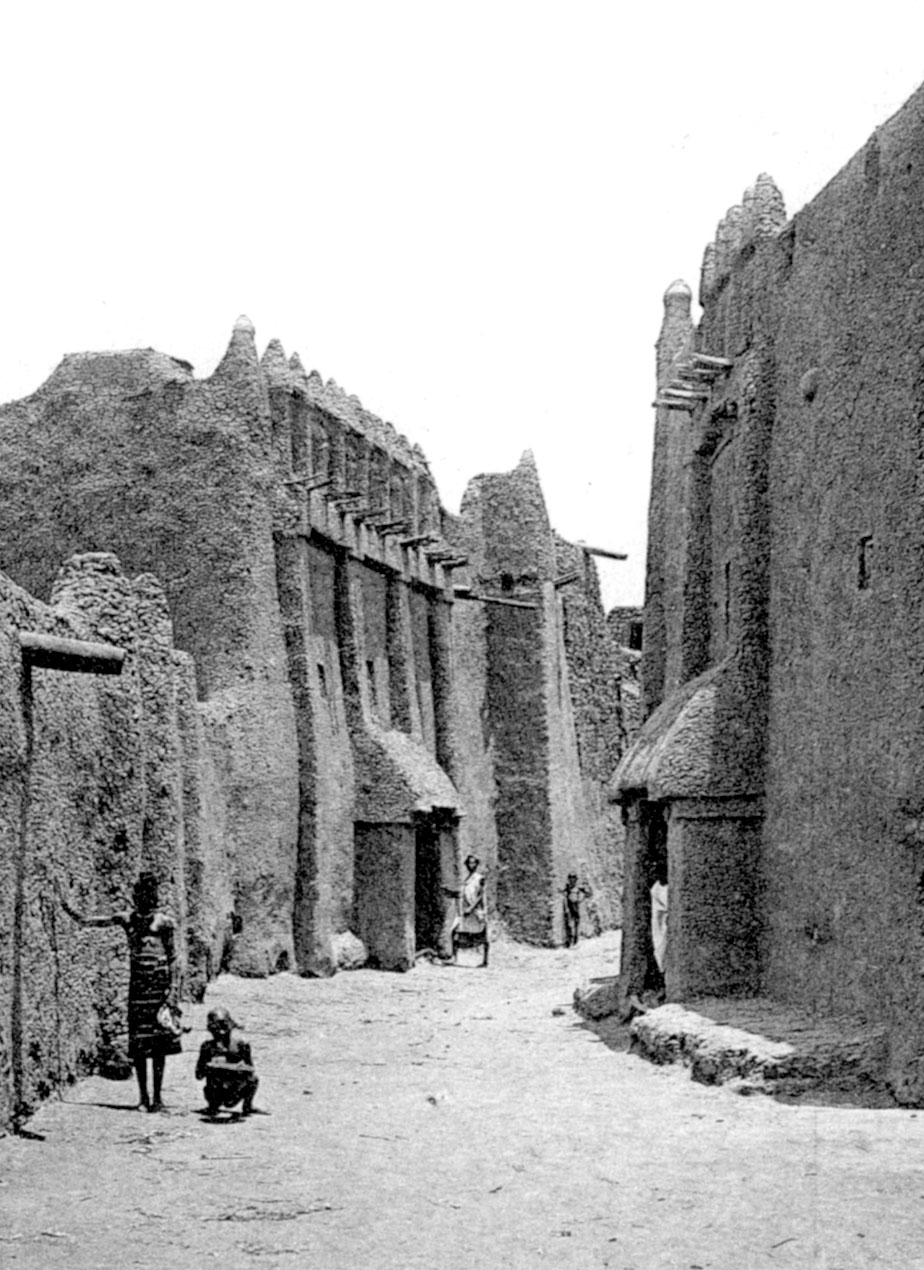
Straße in Djenné, Edmond Fortier (1862–1928), 1906

Erst im 11. und 12. Jahrhundert nahm der Einfluss des Islams zu, zunächst über den auflebenden Transsaharahandel. Archäologisch schlagen sich diese Veränderungen etwa in From von Blechblasinstrumenten, Spinnwirteln und rechteckigen statt runden Häusern nieder. Traditionell wird angenommen, dass sich König (oder Koi) Konboro von Djenné um 1180 zum Islam bekehrte. Das deutlichste Anzeichen sind jedoch die Grundmauern dreier Moscheen, vor allem an Fundstätte 99.

### Transsaharahandel der Berber und Juden
In der Zeit der Römer betrieben, so wird immer wieder behauptet, Berber-Kaufleute einen Etappenhandel auf den Trans-Sahara-Routen südlich von Marokko über das Gebiet des späteren Mauretanien bis an den mittleren Niger und zum Tschadsee, wobei sie die Kultur der ansässigen Bevölkerung merklich beeinflussten. Der Entstehung dieses „Mythos“' ging John T. Swanson 1975 nach, der einerseits auf der Ähnlichkeit der Handelsroute vom Nil nach Timbuktu als Argument für einen solchen Handel ab dem 5. Jahrhundert v. Chr. basiert, die Herodot in seiner Beschreibung Libyas in Buch IV nennt. Andererseits wurde der wachsende Umfang der Goldmünzenprägung im Römerreich zwischen etwa 100 und 700 n. Chr. zugunsten eines transsaharischen Goldhandels angeführt, ebenso wie die schiere Größe der mittelmeerischen Städte Nordafrikas, die sich ohne einen solchen intensiven Handel bis in den Sahel scheinbar nicht erklären ließ. Dieser Handel verminderte sich demnach durch die Invasion der Vandalen in Nordafrika und erholte sich nach der Rückeroberung durch Ostrom. Doch die wenigen Funde reichen als Beleg für einen solch intensiven Handel nicht aus. Die zunehmende Trockenheit und damit die Länge der zu überwindenden Distanzen könnte dennoch die Einführung eines neuen Reit- und Tragetieres, des Kamels, in den Jahrhunderten vor der Zeitenwende begünstigt haben. Pferde und Esel waren dem extremen Klima nicht mehr gewachsen.

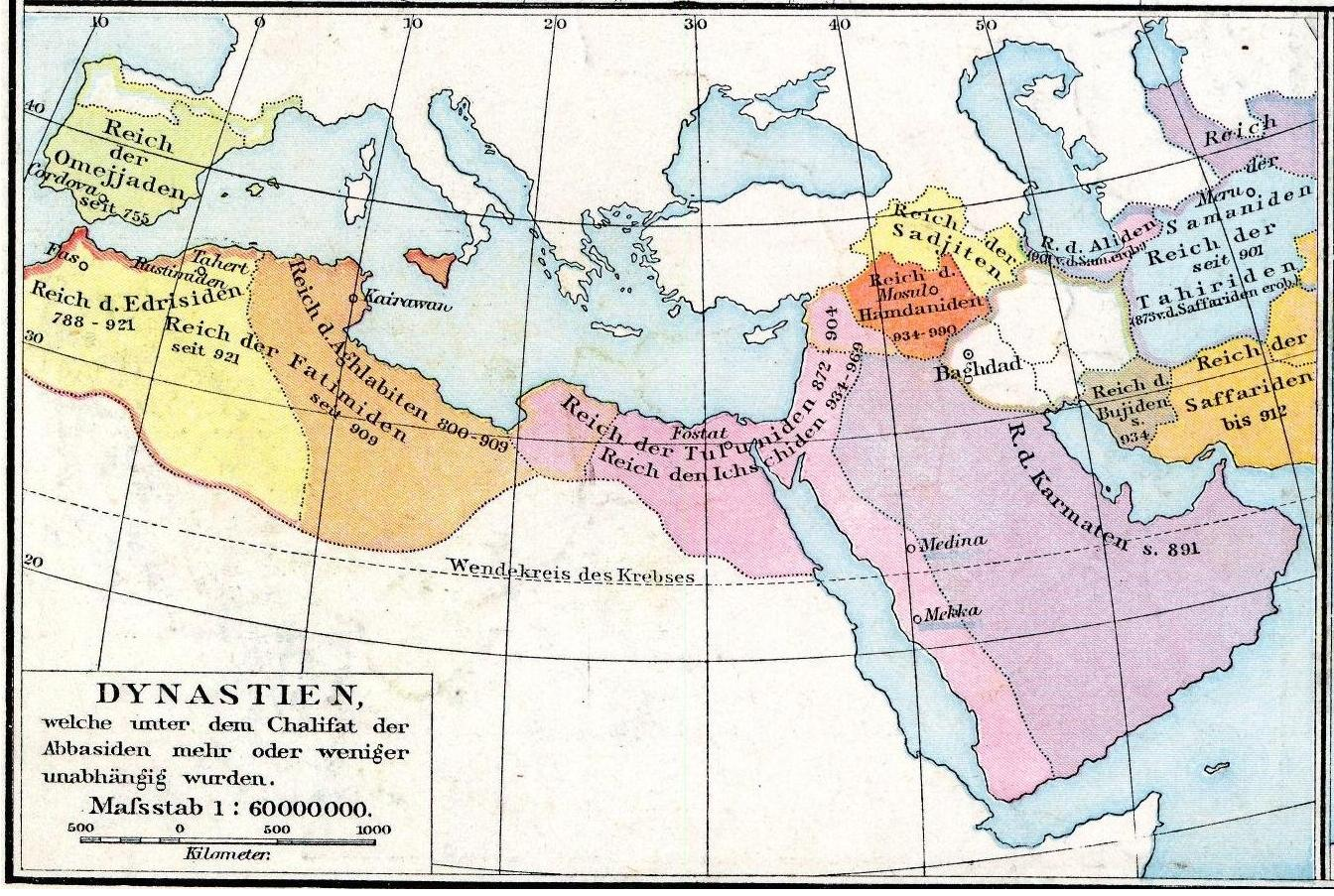
Die Fragmentierung des Abbasidenreiches ab Mitte des 8. Jahrhunderts

Als besonders förderlich erwies sich eine tiefe Spaltung im Islam – neben der zwischen Sunniten und Schiiten –, die mit der herausgehobenen Stellung der Araber zusammenhing, da diese den Propheten Mohammed hervorgebracht hatten. Denn die bald gleichfalls islamisierten Völker, wie die Berber, lehnten diesen Vorrang zum Teil vehement ab. Daher wurden die Berber im Maghreb Anhänger der mit Blick auf die Nachfolge als Kalif egalitären Strömung der Charidschiten, die alle Muslime als gleichberechtigt betrachteten. Die Charidschiten hatten sich 657 abgesondert, da sie das Verfahren der Bestimmung des Nachfolgers des Religionsgründers Mohammed nicht anerkannten. Für sie konnte jeder die muslimische Gemeinde, die Umma, führen. Als die orthodoxen Abbasiden versuchten, diese Bewegung mit massiver Gewalt zu unterdrücken, brachte dies viele Flüchtlinge in die charidschitischen Herrschaftsgebiete im Maghreb, die wiederum bald den Handel in den Süden förderten. Im Maghreb begannen um 740 Aufstände und Charidschiten fanden 757 eine Zuflucht in Sidschilmasa, das bis Mitte des 11. Jahrhunderts den Transsaharahandel Richtung Niger und Senegal beherrschte, vielleicht sogar erst aufbaute.
Im Anschluss an die islamisch-arabische Expansion in Nordafrika bis Ende des 7. Jahrhunderts und eine Zeit relativen Friedens um 800 verwandelte sich der vorherige Etappenhandel in einen durchgängigen Karawanenhandel der Berber und Juden vom Nord- bis zum Südrand der Sahara. Die alles beherrschende Berbergruppe im Norden waren die Lamtuna, die wiederum die große Gruppe der Sanhādscha dominierten, so dass die Haupthandelsroute zwischen Sidschilmassa und Nũl im Antiatlas am einen und Aoudaghost in Mali am anderen Ende als „Lamtuni-Route“ (Ṭarīq Lamtũnī) bezeichnet wurde. Gleichzeitig lag das charidschitische Sidschilmassa am Ende der Handelsroute über den Touat, die weiter im Osten verlief.
Der Aufschwung des Transsaharahandels in dieser Form setzte allerdings die Existenz strukturierter, die politische Ordnung garantierender Reiche südlich der Sahara voraus.

## Großreiche (um 600–1591) und ihre Islamisierung (11.–13. Jahrhundert), Dogon

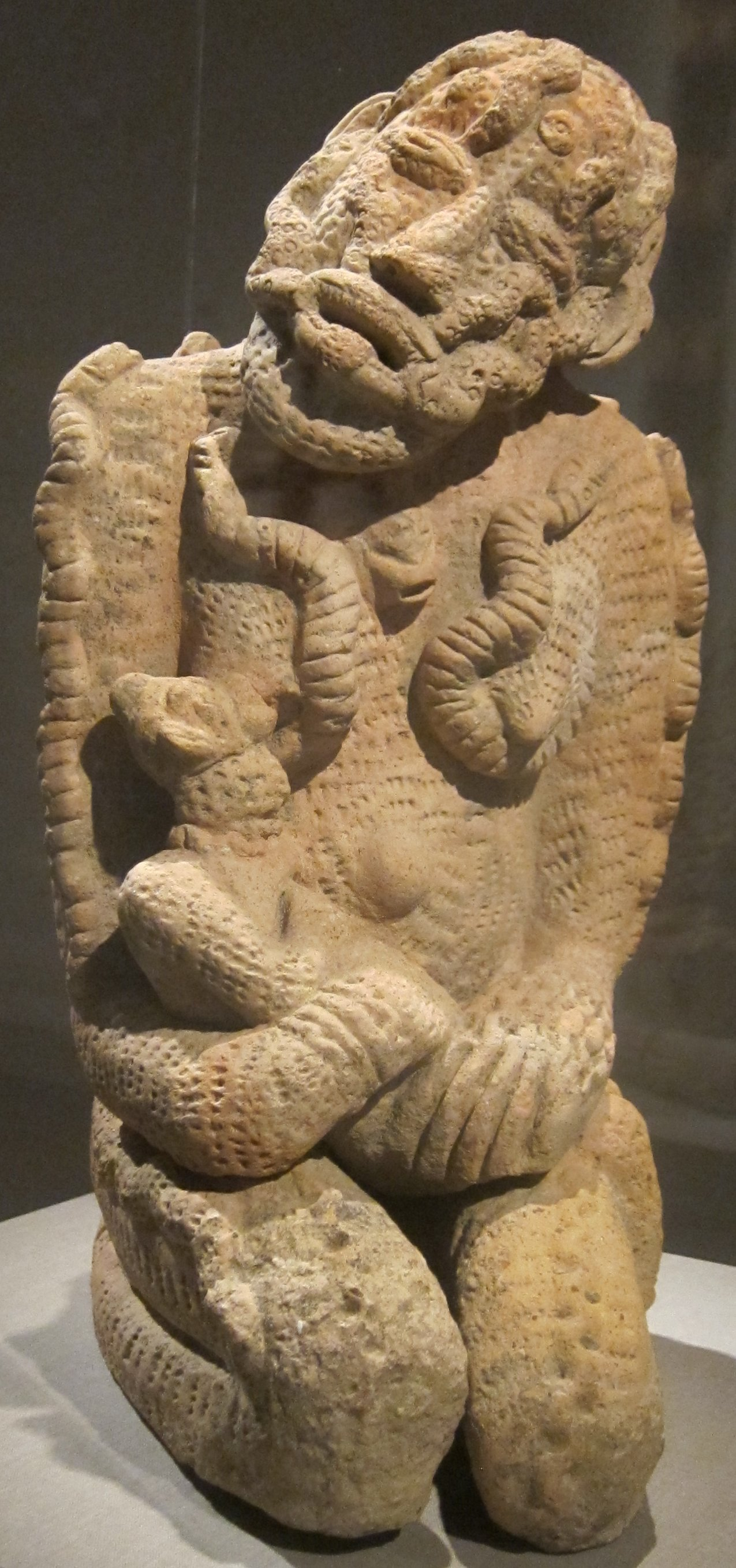
Steingutskulptur aus Djenné, 1100–1400, De Young Museum in San Francisco

### Ghanareich der Soninke (4. Jahrhundert (?) bis um 1200)

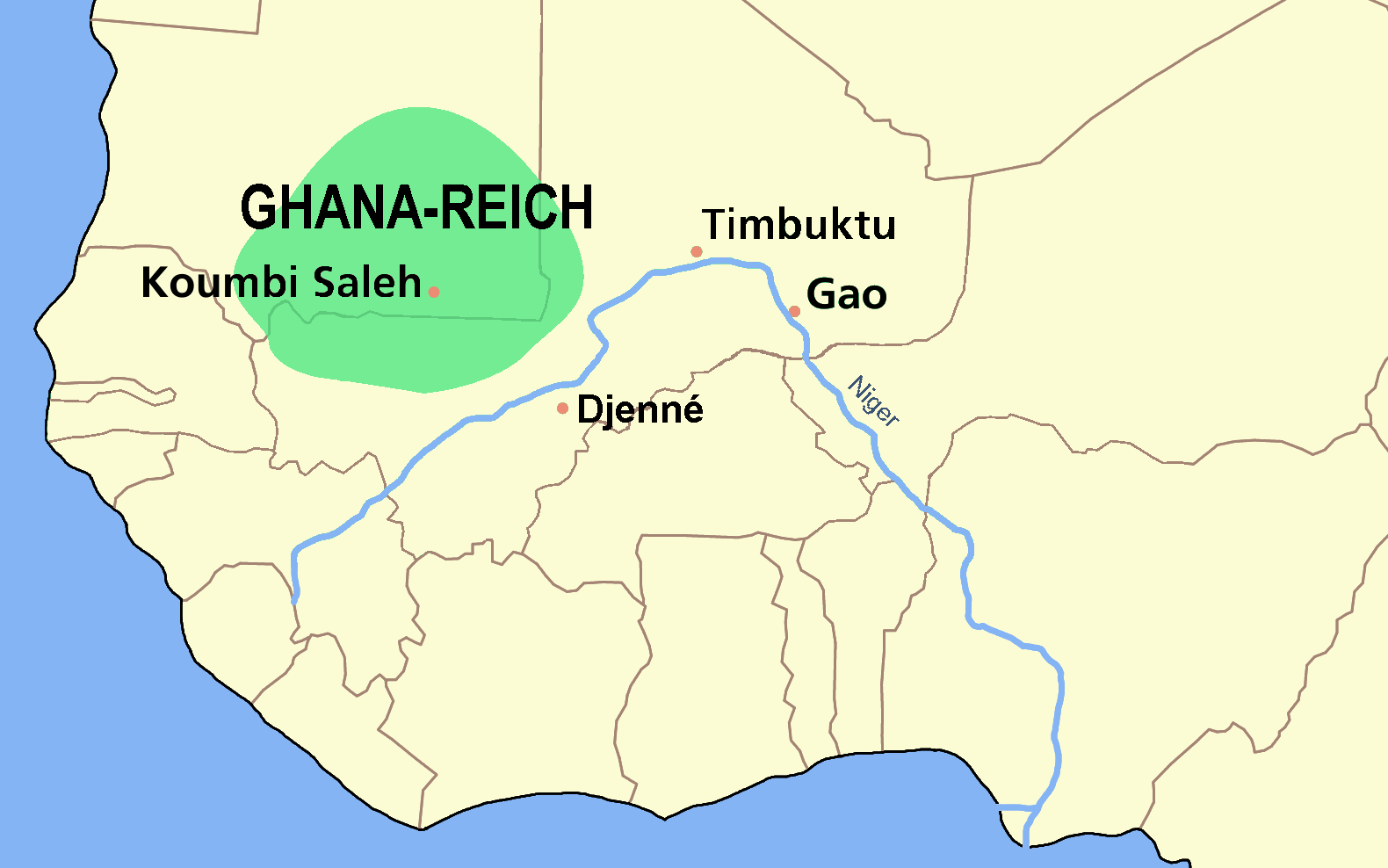
Ungefähre Ausdehnung des Ghana-Reiches

Aus den Soninke-Gruppen im Gebiet des oberen Niger und des Senegal entstand möglicherweise schon im 4. Jahrhundert das Reich Ghana, das lokal als Wagadu, den arabischen Autoren jedoch als Aoukar bekannt war. Über die ersten Jahrhunderte dieses Reiches kann jedoch kaum etwas als gesichert gelten. Die erste Erwähnung erfolgte um 773/774 durch den in Bagdad, der Hauptstadt der Abbasiden lebenden Astronomen und Mathematiker Muhammad al-Fazari, der es als „Land des Goldes“ bezeichnete. Für Ibn Hauqal (977) war der „König von Ghana der reichste König der Erde“, seine Hunde trugen goldene Glöckchen. Eine nähere Beschreibung des Landes findet sich erst aus dem 11. Jahrhundert bei El Bekri, der jedoch selbst nicht dorthin gelangte, sondern Reisende befragt hatte. Zu dieser Zeit kontrollierte Ghana den Handel mit Aoudaghost. Seine Macht reichte vom oberen Senegal im Westen bis zum oberen Niger im Osten. Wahrscheinlich erreichte es seinen Zenit Mitte des 11. Jahrhunderts.
Das Reich Ghana dürfte fast ausschließlich auf der Herrschaftsausübung des Königs und seiner Gefolgsleute gefußt haben. Ein Verwaltungssystem und zentrale Einrichtungen, wie sie in den später entstehenden Reichen Mali und Songhai auftreten sollten, gab es nicht. Wie alle anderen Reiche der Region gründete auch dieses seinen Reichtum im Wesentlichen auf den Handel mit Gold und Elfenbein von Westafrika zum Mittelmeer und in den Nahen Osten. Auch Kupfer, Baumwolle, Werkzeuge und Schwerter (zunächst aus Arabien, später dann auch aus Deutschland), Pferde aus Marokko und Ägypten Kola-Nüsse und Sklaven aus dem südlichen Westafrika passierten dieses Gebiet, ebenso wie Salz. Das Gold stammte zunächst vom Bambouk, später aus Bouré.
Der Untergang Ghanas ist ungeklärt. Zeitlich fällt er mit der Expansion der Almoraviden zusammen, die die Handelsdrehscheibe Aoudaghost 1054 eroberten. Mit ihren Herden verursachten sie zugleich eine ökologische Katastrophe in dem anfälligen Gebiet, die möglicherweise ursächlich für das Auseinanderbrechen Ghanas war. In jedem Falle kontrollierten die Almoraviden nunmehr den Transsaharahandel und sorgten für einen Islamisierungsschub im Sinne einer stärker fundamentalistischen Lehre.
Eine lange weithin anerkannte Hypothese lautete, die Almoraviden hätten die Hauptstadt des Ghanareiches im Jahr 1076 erobert, die heidnische Bevölkerung zur Konversion zum Islam gezwungen und das Land zwei Jahrzehnte lang beherrscht. Diese Nachricht basiert auf den erheblich späteren Angaben von Al-Zuhari († zwischen 1154 und 1162) sowie Ibn Chaldūn († 1406) und wird inzwischen bezweifelt. Nach Pekka Masonen und Humphrey Fisher geht die Nachricht von der Eroberung durch die Almoraviden auf Leo Africanus zurück. Obwohl dieser keineswegs eine almoravidische Eroberung behauptet, fügte sich nach und nach eine solche Annahme zusammen. Ausgangspunkt war der spanische Chronist Luis del Mármol Carvajal (1524–1600), der 1573/99 die Schilderungen Leos übernahm, einschließlich seiner Verachtung für die Kultur der Schwarzen. Er ergänzte als einziges, die Lamtuna-Berber hätten Timbuktu erobert. Nach ihm herrschten die Almoraviden damit über bereits islamisierte Einwohner. Möglicherweise sollte diese almoravidische Südexpansion das historische Vorbild für den Feldzug des marokkanischen Herrschers von 1591 liefern, in dem er tatsächlich Timbuktu erobern ließ.
Zeitgenossen Mármols aus dem nordsaharischen Touat, die besorgt waren, Schwarze versklavt zu haben, die freiwillig zum Islam konvertiert waren – was strikt verboten war –, fragten in Timbuktu bei einem dortigen Rechtsgelehrten nach, ob diese Schwarzen militärisch durch muslimische Herrscher unterworfen worden und erst daraufhin konvertiert seien. In diesem erzwungenen Falle hätte selbst eine Annahme der neuen Religion nie wieder vor Versklavung geschützt. Der Befragte, Ahmad Baba aus Timbuktu (1556–1627), antwortete, dass zwar ungläubige Schwarze rechtmäßig versklavt worden seien, doch die muslimischen Schwarzen des Sudans seien vor der Konversion niemals unterworfen worden. Demnach waren sie also freiwillig zum Islam übergetreten. Die Motivlage beider Seiten bleibt dabei unklar. Möglicherweise wollte Ahmad Baba muslimische Schwarze vor Versklavung durch ihre Glaubensgenossen schützen, aber auch das Gegenargument kann so gedeutet werden, dass es im Interesse der Sklavenhändler sein musste, freie Bahn zu haben. Die Version der Sklavenhändler setzte sich jedenfalls in Europa durch, wie Francis Moore, ein englischer Sklavenhändler 1738 in Gambia schrieb. Mitte des 19. Jahrhunderts galt die almoravidische Unterwerfung heidnischer Schwarzer als gesichert, von denen man zuweilen sogar annahm, sie seien zuvor Christen gewesen. Im Gegensatz zur britischen kannte die deutsche Geschichtsschreibung diese Version noch nicht. So erwähnen weder Johann Eduard Wappäus noch Friedrich Kunstmann eine Eroberung im Jahr 1076.

Haupthandelsrouten und Goldminengebiete zwischen etwa 1000 und 1500

Gegen die angebliche Eroberung von 1076 spricht zudem, dass erst kurz nach 1200 die Hauptstadt des Ghana-Reiches durch die Armee von Soso erobert wurde. Aber auch diese Nachricht, gleichfalls überliefert von Ibn Chaldūn, führte zur Annahme, die Susu Guineas hätten die Stadt zerstört. Doch basiert dieser Irrtum nur auf der klanglichen Ähnlichkeit der beiden Namen. Tatsächlich geht der Name des Erobererreiches auf den Ort Soso zwischen Goumba und Bamako zurück, der sich Ende des 11. Jahrhunderts vom Ghana-Reich unabhängig machte. Um 1180 gelang es einer Familie, die der Kaste der Waffenschmiede angehörte, die Macht an sich zu reißen. Unter dem Zauberer und Feldherrn Sumanguru Kannte gelang schließlich die Eroberung der Residenz des einstigen Oberherrn. Schließlich zerstörte 1240 Sundiata Keïta, der erste Mansa (König) des Mali-Reiches, die Stadt und besetzte Ghana, nachdem ihm um 1235 bereits Sumanguru unterlegen war.
Im Einzelnen ist sehr wenig über diese Hauptstadt bekannt. Als Residenz des Herrn des Ghana-Reiches galt zwar eine Stadt namens Ghana beim heutigen Koumbi Saleh, 200 km nördlich von Bamako. Doch Abū ʿUbaid al-Bakrī überliefert 1067/68, dass diese Stadt eigentlich aus zwei Städten bestanden habe, zwischen denen sich dichte Siedlungen entwickelten. Dabei habe der König in El-Ghaba residiert. In der anderen Stadt, deren Name nicht überliefert ist, sollen demnach muslimische Araber und Berber gelebt haben.
Die Frage der Konversion zum Islam durch die Könige von Ghana ist bisher nicht endgültig zu klären. Um 1009 konvertierte jedenfalls der Songhai-König Dia Kossoi anlässlich der Verlegung seiner Hauptstadt von Kukiya nach Gao zum Islam. Takrur am Senegal folgte um 1040, schließlich Kanem um 1085. Die Konversion erfolgte in der frühen Phase vergleichsweise friedlich, während zugleich die Militärmacht der Almoraviden 1071 den Sunnitismus gegen die Charidschiten gewaltsam durchsetzte. Erst mit der Anbindung an die islamisierte, zutiefst von Schriftgebrauch geprägte Welt entstand in Mali ein wachsender Bedarf an Büchern, die zu einem überaus bedeutenden Handelsgut aufstiegen. Nach der Eroberung durch die Almoraviden verlor zudem das vorherige sakrale Königtum im Verlauf des Islamisierungsprozesses nach und nach weitgehend seine herrschaftstragende Funktion.

### Dogonkultur

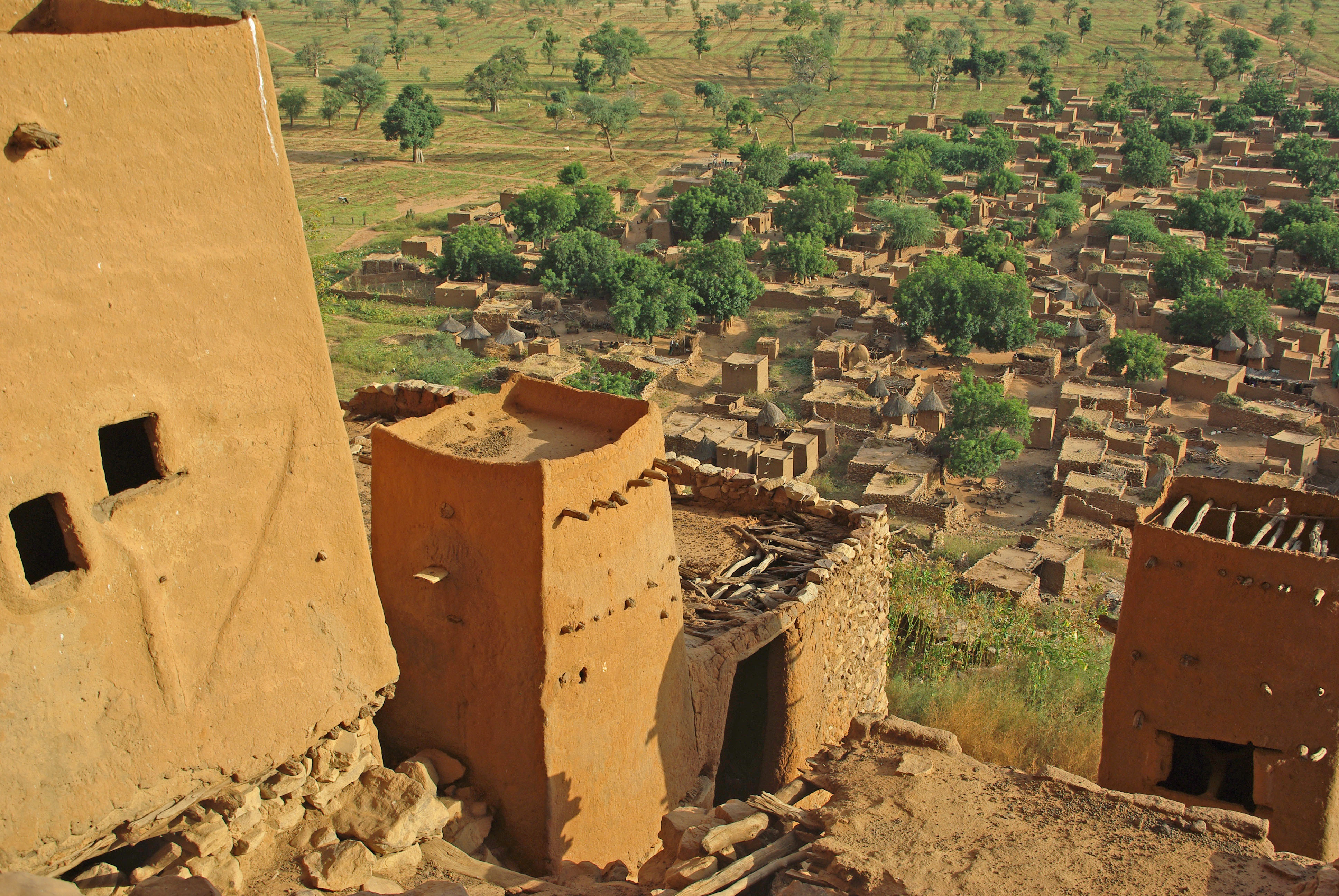
Blick von einem aufgegebenen Dorf auf ein Dogon-Dorf

Ganz anders als die Großreiche entwickelte sich die Kultur der Dogon. Folgt man der mündlichen Tradition, so entstand deren Kultur auf den bis zu 500 m hohen und 150 km langen Bandiagara-Klippen, welche 1989 zum Weltkulturerbe erklärt wurden, zwischen dem 8. und dem 15. Jahrhundert. Nach Christopher D. Roy lebten die Dogon noch bis 1480 im Nordwesten von Burkina Faso. Ihre Kultur wurde von den Mandinka, verschiedener Gruppen der Gur-Sprachen und Songhai getragen, litt aber immer wieder unter Raubzügen der Fulbe, Bambara und Mossi. Dies hing damit zusammen, dass sie nach islamischen Grundsätzen als Nichtgläubige versklavt werden durften. Heute leben mehr als 400.000 von ihnen in den cercles Koro, Bankass, Bandiagara und Douentza. Ein Teil von ihnen ist zum Islam konvertiert.

### Malireich der Malinke, Islamisierung (um 1230)

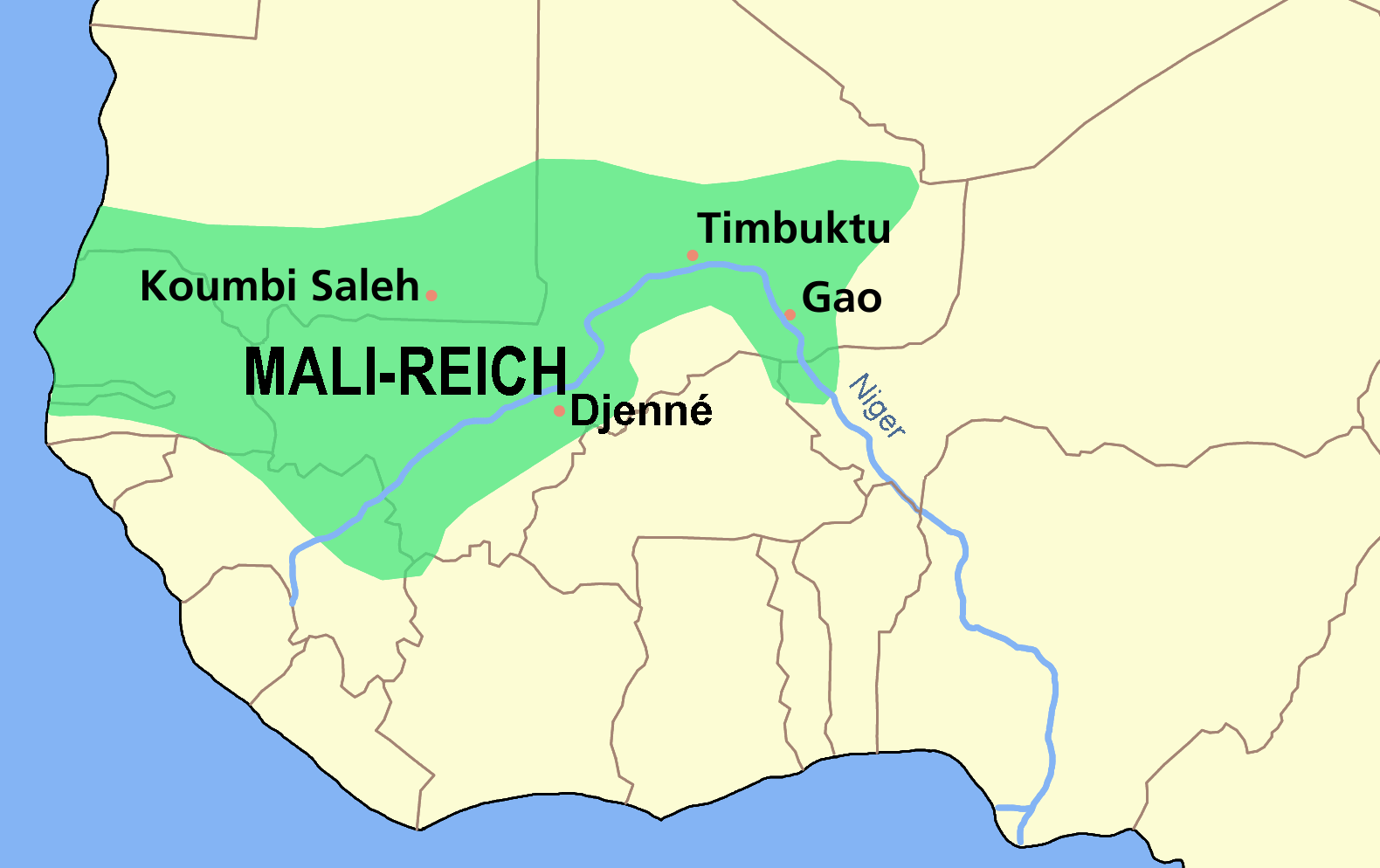
Ungefähre Ausdehnung des Malireiches im 14. Jahrhundert

Das Mali-Reich ging aus dem Kangaba-Reich am oberen Niger hervor, östlich von Fouta Djallon in Guinea. Die dortigen Mandinka oder Malinke, die den transsaharischen Goldhandel betrieben, rebellierten unter Sundiata Keïtas um 1230 gegen den Susu-Häuptling Sumanguru. Sundiata Keita, der Bruder des vertriebenen Herrschers von Kangaba, wurde zum mansa (König) und trat zum Islam über. Zu dieser Zeit wurde der Name Kangaba durch die Bezeichnung Mali verdrängt. Der Übertritt zum Islam stellte einerseits eine Freundschaftsgeste gegenüber den Handelspartnern im Norden dar, andererseits nutzte er dadurch aber auch die Vorteile von Effizienz und Organisation, die ein Bündnis mit dieser Religion mit sich brachte. Dennoch verdankte Sundiata seinen politischen Erfolg ebenso sehr der Ausnutzung des traditionellen Glaubens wie der des Islams, aber auch dem Umstand, dass die Mandinka die erfolgreichsten Kultivierer der Flüsse Gambia und Casamance waren. Sundiata gelang die Unterwerfung der Goldminen in Bondu und Bambouk im Süden, von Jarra am Gambia, und er drang entlang des Niger bis zum Débo-See im Zentrum des heutigen Mali vor.

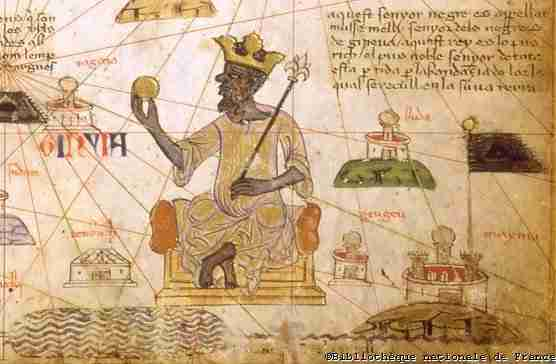
Darstellung des sagenumwobenen Königs des Malireiches Mansa Musas auf einer Landkarte, der König mit einem gewaltigen Goldklumpen in der Hand, Katalanischer Weltatlas, um 1375

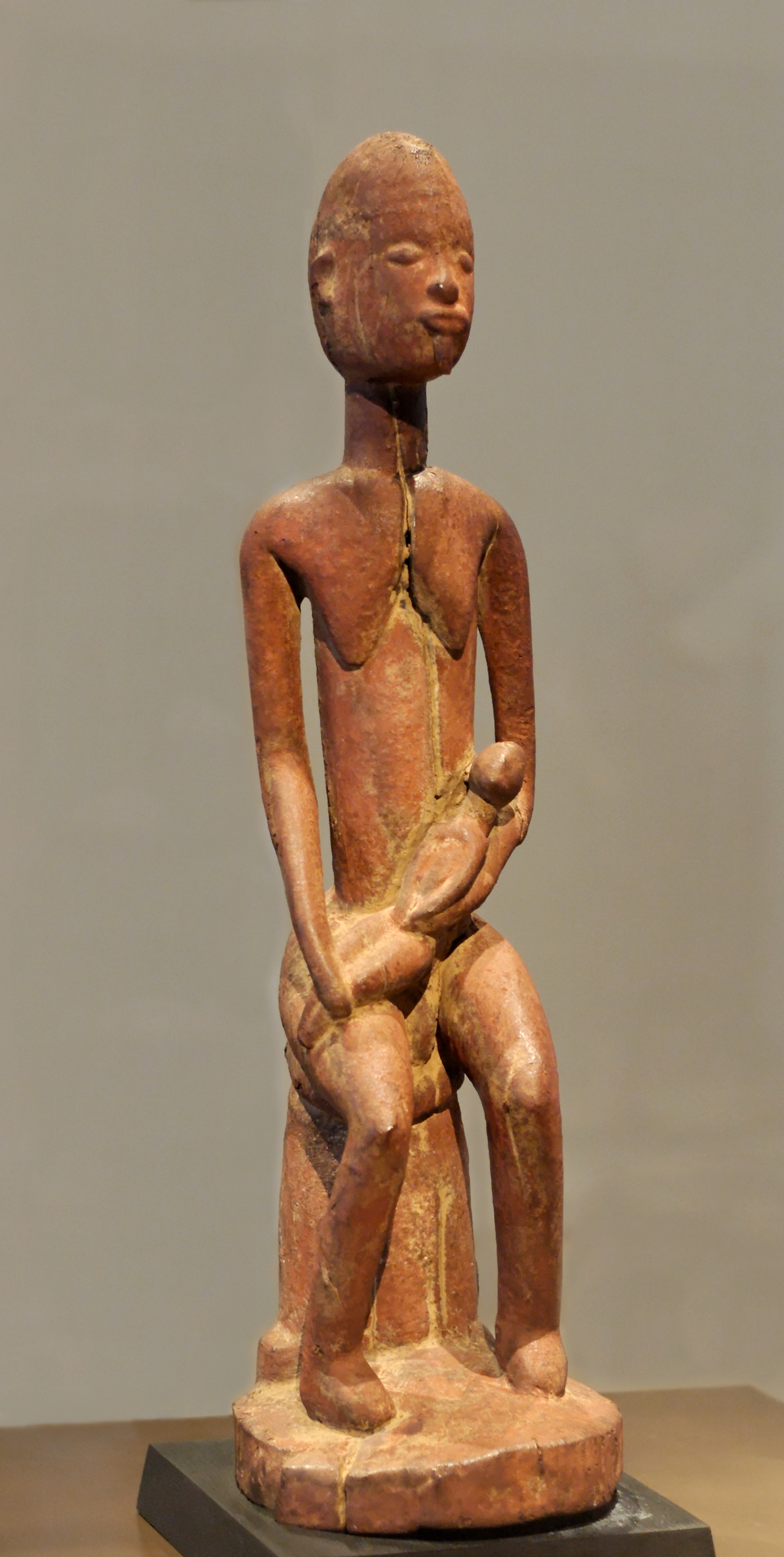
Mutter und Kind, Holzskulptur, 75 cm hoch, Dogon-Plateau, 14. Jahrhundert, Louvre, Paris

Das neue Reich mit der Hauptstadt Niani erreichte unter Mansa Musa (1307/1312–1337) seine größte Flächenausdehnung, als es sich vom Atlantik bis an die Grenze des heutigen Nigeria erstreckte. Mansa Musa beherrschte Timbuktu und Gao, dehnte seine Macht bis ins südost-mauretanische Walata und nach Taghaza aus, das 800 km nördlich von Timbuktu lag. Damit gewann er die Kontrolle über das dort gewonnene Salz, aber auch über den Handel mit dem südmarokkanischen Sidschilmassa. Im Osten wurden die dortigen Hausa unterworfen, im Westen griffen seine Armeen Takrur und die Länder der Fulbe und Tukulor an. Zu dieser Zeit erreichte der Transsaharahandel seinen Höhepunkt, die Händler Malis wurden als Dyula oder Wangara bekannt. Mansa Musa schickte Gesandte nach Marokko und nach Ägypten. Das Reich unter Mansa Musa war derart wohlhabend, dass, als dieser Herrscher auf einer Pilgerfahrt nach Mekka durch Ägypten kam, dort die Währung – der auf Gold basierte ägyptische Dinar – aufgrund seiner großzügigen Goldgeschenke auf Jahre hinaus zusammenbrach. Musa brachte vielleicht zehn Tonnen Gold auf den Markt, so dass in Venedig, der Drehscheibe von Gold- und Silberhandel, die Wertrelation der beiden Edelmetalle schlagartig von 1 zu 20 (1340) auf 1 zu 11 (1342), bis 1350 schließlich auf 1 zu 9,4 einbrach. Der Wert des Goldes im Verhältnis zum Silber fiel, bis, wohl in den 1370er Jahren, ein vollständiges Abreißen der Goldkarawanen den Zustrom beendete. Der Tod Sulaymans (Mansa Musas Bruder und Nachfolger) und die folgenden Auseinandersetzungen führten zum Zerfall des Reiches und brachten das komplizierte transsaharische (Gold-)Handelsnetz zum Zusammenbruch.

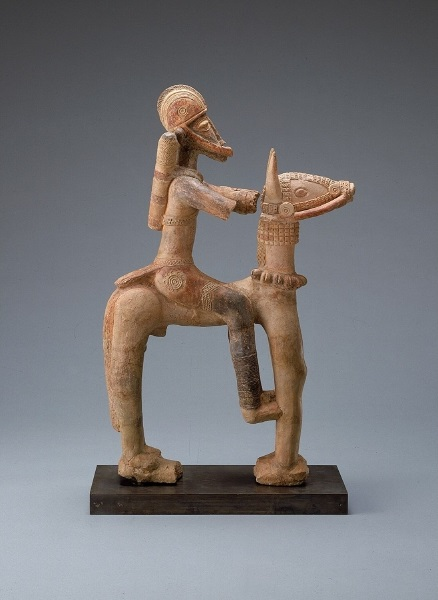
Eine bei Djenné entdeckte Reiterstatuette aus dem 13.–15. Jahrhundert. Der aus gebrannter Terracotta geformte, 70,5 cm hohe Bogenschütze trägt einen Köcher, Helm und weite Hosen sowie ein Messer am linken Arm; das Pferd trägt eine Trense und eine Kette um den Hals. Smithsonian National Museum of African Art

Musas Herrschaft stellte eine Periode der Stabilität und des Wohlstandes dar, und in diese Zeit fällt auch der beginnende Aufstieg Timbuktus und Djennés zu Zentren von Bildung und kultureller Blüte. Musa holte Architekten aus Arabien, die in diesen Städten neue Moscheen bauen sollten, und er verbesserte die Verwaltung, indem er sie methodischer aufbaute. Der tatsächliche Beginn einer Staatsverwaltung kam allerdings erst mit dem Aufstieg der Songhai. Bemerkenswert war der starke Einfluss, den Sklaven als königliche Administratoren zeitweise im Mali-Reich auf die Regierung ausübten.
Das Gebiet, auf dem sich heute Mali und zu einem geringeren Teil auch Niger und Senegal befinden, bildete eines der bedeutendsten Handelszentren in der gesamten islamischen Welt. Einige seiner Handelsstädte – insbesondere Djenné, Timbuktu und Gao – wurden als Zentren von Reichtum und kulturellem Glanz bekannt und sind von einer Mystik umgeben, die sich über die Jahrhunderte hinweg bis heute erhalten hat. Andere, wie zum Beispiel Kumbi und Aoudaghost, die in jener Zeit nicht minder berühmt waren, sind inzwischen nur noch als Ruinen am Rande der Sahara vorhanden.
Der Aufstieg dieser Städte geht nicht unwesentlich auf die Ausbreitung des Islams zurück, der in jenen Tagen zur Religion des Handels wurde. Während der gesamten Zeit blieb der jeweilige traditionelle Glaube von entscheidender Wichtigkeit und hat sich bei Stämmen wie den Dogon, Songhai und Mossi bis heute erhalten.
Der Reichtum der Handelsstädte basierte in erster Linie auf den Abgaben, die auf die Goldtransporte von Westafrika nach Nordafrika und in den Nahen Osten und auf den Karawanenhandel mit Salz aus den Sahara-Oasen nach Westafrika erhoben wurden. Das Gold aus Westafrika hatte eine derart große Bedeutung, dass der Gebrauch dieses Metalls als Zahlungsmittel im Mittelmeerraum ohne diese Quelle nicht denkbar gewesen wäre. Sogar die Monarchen in England ließen ihre Münzen aus Gold anfertigen, das aus Westafrika stammte.
Der Niedergang des Malireiches begann bald nach der Mitte des 14. Jahrhunderts und setzte sich verstärkt in der ersten Hälfte des 15. Jahrhunderts fort. 1362 eroberten Tuareg Sidschilmassa, der König von Mali sah sich 1373/74 gezwungen, seine wertvollsten Goldreserven zu veräußern, darunter einen gewaltigen Nugget mit einem Gewicht von 30 englischen Pfund. Gao rebellierte um 1400, die Tuareg eroberten Walata und Timbuktu, das 1433 kampflos eingenommen wurde. Takrur und seine Nachbarn, insbesondere die Wolof warfen Malis Oberherrschaft ab und die Mossi im heutigen Burkina Faso störten massiv den Handel. Um 1550 spielte Mali keine politische Rolle mehr.

### Reich der Songhai (1335–1591)

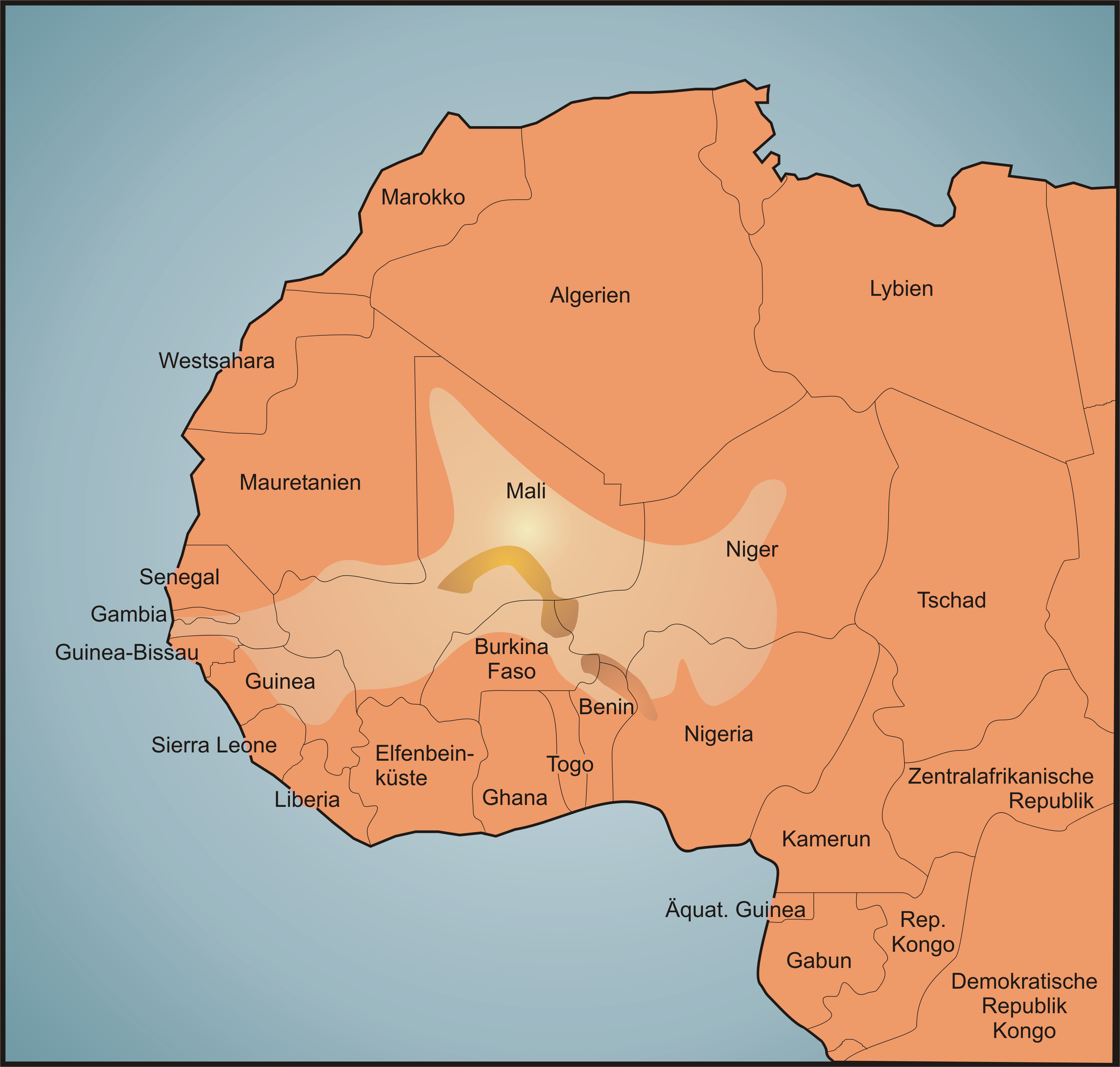
Reich Songhai

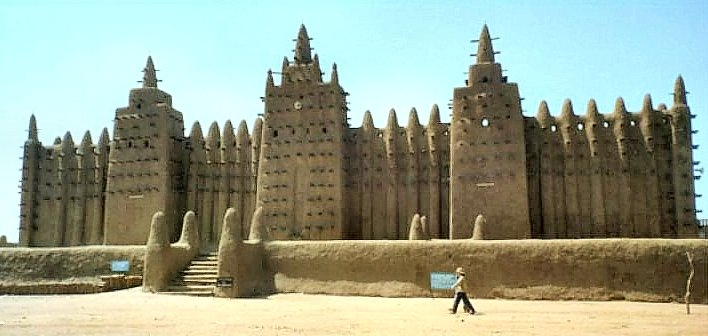
Große Moschee von Djenné in traditioneller Lehmbauweise

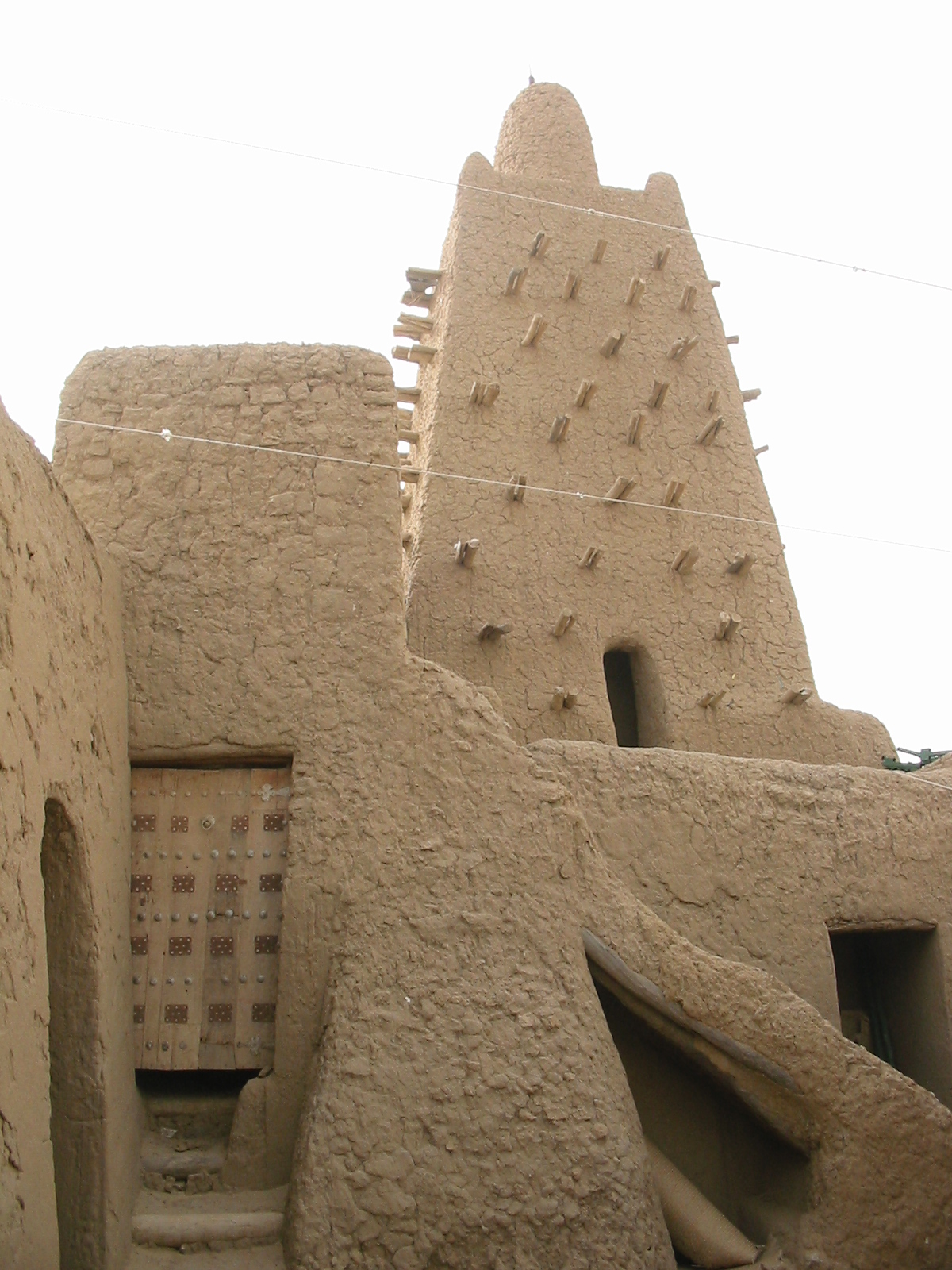
Außenansicht der Djinger-ber-Moschee in Timbuktu

Die Songhai unterhielten um 600 Märkte in Kukiya beim heutigen Dorf Bentia und Gao und gründeten um 670 ein eigenes Herrschaftsgebiet. Es bestanden Handelskontakte mit den Berbern von Tadmekka in den Iforas-Bergen, so dass die Songhai vom Salzhandel profitieren konnten.
Obwohl sie ursprünglich Vasallen des Mansa Musa waren, hatten sie bis 1375 einen starken Stadtstaat mit Zentrum in Gao aufgebaut und waren in der Lage, die malische Oberherrschaft abzuschütteln und selbst zu Fortsetzern der Reichstradition des Westsudan zu werden. Allerdings waren die Kämpfe zwischen den Tadmekka-Berbern und Mali so heftig, dass die Stadt zwischen 1374 und 1377 aufgegeben werden musste. In der Mitte des 15. Jahrhunderts waren die Songhai stark genug, bis in das Seengebiet des Niger und nach Djenné vorzudringen und 1464 machten sie sich unter der Führung von Sunni Ali Ber schließlich daran, das Sahelgebiet zu erobern, um hier die Nachfolge des geschwächten Malireiches anzutreten. 1468 eroberten sie Timbuktu, das wirtschaftlich und kulturell prosperierte.

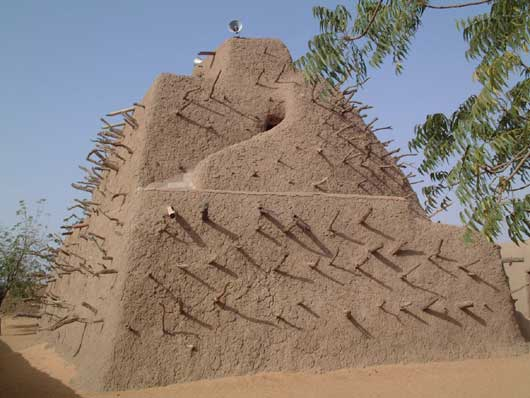
Askia-Grabmal in Gao

Das letzte Jahrhundert des Reiches dominierte die Dynastie der Askia, die die Za-Dynastie 1492 stürzte, die seit dem 7. Jahrhundert geherrscht hatte. Nachdem Askia Mohamed Toure, ausgestattet mit dem Recht, im West-Sudan als Kalif des Islam zu agieren, von seiner Pilgerfahrt nach Mekka zurückgekehrt war, schickte er sein Heer im Westen bis an die Atlantikküste und im Osten bis an die Grenzen der Hausa-Staaten. Anschließend eroberte die Songhai-Armee die Oasen von Aïr und siedelte dort – in den Festen der Tuareg – Gruppen von Songhai an, deren Nachfahren noch heute dort leben. Als bedeutendster Songhai-Herrscher gilt Askia Daoud (1549–1583).
Wie die Mali-Herrscher traten auch die Songhai-Herrscher zum Islam über, waren aber gleichzeitig darauf bedacht, ein Gleichgewicht zwischen der einheimischen Staatstradition und dem Islam zu bewahren. Verglichen mit dem Malireich lag das Zentrum des Songhai-Reiches weiter im Nordosten am mittleren Lauf des Niger. Von diesem Kerngebiet aus erfolgte seine Expansion auch über weite Teile der Sahara, sodass seine Ausdehnung die des Mali-Reiches übertraf.
Machtgrundlage der frühen Songhai-Herrscher waren zunächst die Bauern auf dem Land gewesen, doch allmählich spielten die von Muslimen dominierten städtischen Eliten eine immer wichtigere Rolle. Hierin lag die entscheidende Schwäche der Reiche dieser Region, denn ein solches Arrangement funktionierte nur solange, wie die Herrscher ihre ursprüngliche Machtbasis den sakralen vorislamischen Staat nicht zugunsten einer Islamisierung und der islamischen Staatsdoktrin aufgaben.
Muhammad al-Maghīlī († um 1505), der bereits die Synagoge im algerischen Tlemcen hatte zerstören lassen und der die jüdischen Berber im algerischen Touat (wohl 1492) bekämpft hatte, ging, da seine Unternehmungen von den muslimischen Herrschern abgelehnt wurden, nach Timbuktu. Doch auch in Takidda, Kano, im Emirat Katsina und in Gao lehrte er bei den Songhai, deren Herrscher auf seine Initiative Juden den Zutritt zu ihrem Reich untersagten.

## Marokkanische Invasion (1591), Rolle des Sufismus, Königreiche (bis 1893)

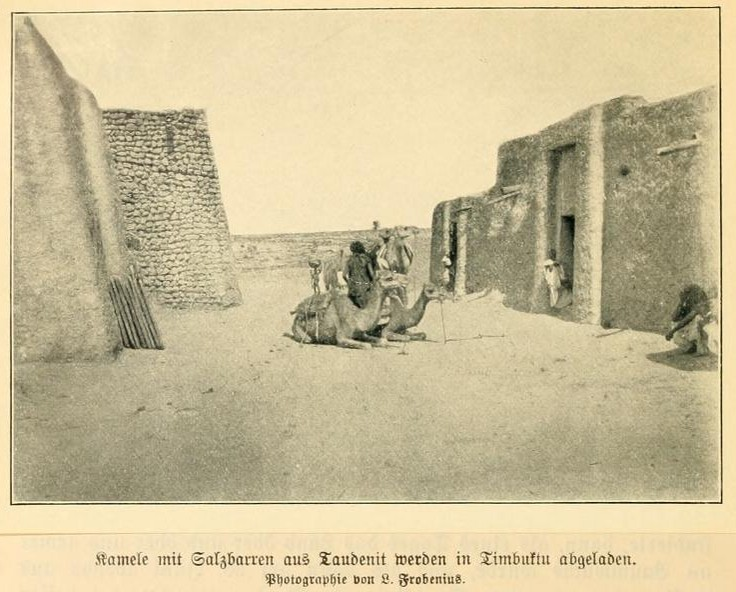
Salzhändler mit ihren Kamelen in Timbuktu, Bericht der Zweiten Deutschen Inner-Afrika-Expedition (1907–09), Foto von dem Ethnologen Leo Frobenius, publiziert 1911

Ahmad al-Mansur, ab 1578 Sultan von Marokko, verlangte für den Unterhalt der islamischen Armee (gegen die Portugiesen) von Askia Daoud eine Abgabe von einem mithqal Gold auf jede einzelne der Salzladungen, die die Minen von Taghaza verließen. Dieser schickte dem Sultan stattdessen ein Geschenk von 10.000 mithqal Gold, was mehr als 22 kg entsprochen haben dürfte. Askia Ishaq († 1549) hatte seine Reiter noch südlich von Marrakesch, ohne jemanden zu töten, ein Dorf plündern lassen, um seine Macht zu demonstrieren. Al-Mansur eroberte 1585 die Salzminen, die sich die Songhai jedoch bald zurückholten.
Doch al-Mansur, der sich von den Portugiesen, die bereits 1565 über den Senegal Kontakt mit Timbuktu aufgenommen hatten und die 1578 versucht hatten, Marokko zu erobern, ebenso bedrängt sah wie von den Osmanen, die sein Reich von Algier her angriffen, sah sich gezwungen, seine Ambitionen weiter zu verfolgen. Dazu besetzten Marokkaner 1582 Touat und Gurara, und dem Sultan gelang es 1583, von Bornu die Anerkennung als Kalif zu erhalten. Der dortige König sah sich von der Expansion des Osmanenreiches ebenfalls bedroht. Damit waren die Vorbereitungen für weitreichende Eroberungen abgeschlossen, doch ein erster Versuch, zum Senegal vorzustoßen, scheiterte aus unbekannten Gründen. Al-Mansurs Armee, die schließlich am 30. Oktober 1590 von Marrakesch aufbrach, traf ein durch dynastische Kämpfe nach dem Tod Askia Daouds geschwächtes Reich, das zudem 1582 durch eine Epidemie und 1586 durch eine Hungersnot schwer erschüttert war. Askia Ishaq II. nämlich, ein Sohn Daouds, folgte 1588 auf seinen Bruder Askia Mohammed Bani. Dieser war wiederum bei einem Feldzug nach Westen gestorben, denn dort hatte sich Mohammed el-Sidiq für unabhängig erklärt und zum Askia ausgerufen.

Kurzzeitige Ausdehnung des marokkanischen Saadier-Reiches bis nach Mali, um 1591

Am 1. März 1591 stieß in dieser Situation eine marokkanische Armee unter Führung Djouders auf den Niger und erreichte elf Tage später Tondibi, 50 km vor Gao. Ishaq II., der mit seinen 18.000 Reitern und 9000 Mann Fußvolk den nur 4000 mit Musketen bewaffneten Marokkanern bei Tondibi unterlag, machte Djouder ein Friedensangebot, das dieser annahm. Doch lehnte der marokkanische Sultan Verhandlungen ab und sandte stattdessen Pascha Mahmoud b. Zarkun, der am 17. August 1591 Timbuktu erreichte. Er besiegte die Songhai am 14. Oktober 1591 bei Zenzen nahe Bamba. Ishaq II. wurde durch seinen Bruder Mohammed Gao ersetzt, Ishaq floh nach Burkina Faso, wo er jedoch im März und April 1592 mitsamt seinen Anhängern ermordet wurde. Jedoch bekämpfte Askia Nouh, ein weiterer Sohn Askia Daouds, die Eroberer in einem mehrjährigen Guerillakrieg. Er musste sich jedoch erst in die Provinz Dendi südöstlich von Gao zurückziehen, wo er bis 1599 die Reste seiner Herrschaft zusammenhielt. Er wurde in diesem Jahr durch seinen Bruder Moustapha ersetzt, dem weitere Herrscher folgten. 1594 kam Mahmoud in einem Gefecht ums Leben und Djoudar sollte nun wiederum die Eroberung abschließen, was jedoch angesichts des Widerstands der Fulbe, Bambara und Manden unter Askia Mahmoud nicht möglich war. Letztlich konnten sich die Marokkaner nur in einigen Forts entlang des Niger zwischen Djenné und Timbuktu halten. In die Einsetzung lokaler Imame, Kadis oder lokaler Herrscher mischten sich die marokkanischen Paschas nicht ein, wenn ihnen auch die Kandidaten präsentiert werden mussten. Ab 1599 wurden die christlichen Legionäre, die im marokkanischen Heer dienten, wieder nach Marrakesch zurückgeschickt, während al-Mansur Gruppen, die er sowieso aus Marokko entfernen wollte, an den Niger schickte. Dazu zählten drei Guish-Stämme (diese waren von den ersten Saadiern künstlich geschaffene Stämme, die von Abgaben befreit und mit Land ausgestattet worden waren), die Ḥáḥa (südlich von Essaouira), die Ma'kil (Araber, die ursprünglich aus dem Jemen stammten) und die gleichfalls arabischen Djusham.
Die Schwäche der Songhai und die Ferne Marokkos stärkten die Stellung der Richter von Timbuktue und Djenné, wo diese Kadis bereits in der Zeit vor den Askia-Herrschern eine bedeutende Stellung innegehabt hatten.
Der Erfolg der marokkanischen Armee beruhte hauptsächlich auf der technischen Überlegenheit der Eroberer, die vor allem den Salz- und Goldhandel unter ihre Kontrolle bringen wollten, nachdem der Sultan ohne durchschlagende Erfolge gegen die Portugiesen blieb, die sich an der Atlantikküste dauerhaft festsetzten. Während sich der Großteil der herrschenden Elite den marokkanischen Invasoren unterwarf und in Timbuktu einem Schattenkönig Gefolgschaft leistete, leistete eine Reihe aufeinanderfolgender Gegenkönige jahrzehntelang Widerstand gegen die Marokkaner. Die Intellektuellen Timbuktus wie Aḥmad Bābā (1556–1627) mussten ins Exil nach Marrakesch gehen, ebenso wie ganze Bibliotheken, wie die königliche Bibliothek von Gao. Dabei wurde letztlich auch der marokkanische Saharahandel so sehr geschädigt, dass er sich ostwärts nach Tripolis und Tunis verlagerte, zumal das Reich ab 1603 in verschiedene Herrschaftsgebiete zerfiel. 1604 erschien der letzte marokkanische Pascha Mahmoud Longo mit 300 Mann.
Inzwischen herrschte nicht mehr Gold oder Salz als Handelsgut vor, sondern der Sklavenhandel. In diesen Handel hatten die Saadier Marokkos schon vor 1591 investiert, da sie die Sklaven für Wasserbauarbeiten zur Gewinnung von Zucker brauchten. Doch Anfang des 17. Jahrhunderts brach dieser Versuch, im Süden Marokkos eine Zuckerindustrie aufzubauen, zusammen, weil die Portugiesen in Brasilien hierin erheblich erfolgreicher waren.
Doch mit dem Wiedererstarken Marokkos ab den 1660er Jahren verlegte sich Marokko auf eine Sklavenarmee, so dass der Transsaharahandel hierin wieder sein „Haupthandelsgut“ sah. Zunächst begnügte sich der Sultan mit der Versklavung der in Marokko lebenden, schwarzen Ḥarãtĩn, doch nach Klagen muslimischer Gelehrter verlegte er sich auf die südlichen Stämme, die auf Raubzüge bis zum Senegal ausgingen, und auf den Sklavenmarkt von Timbuktu. Aber dieses System einer Sklavenarmee brach mit dem Tod von Mulai Ismail nach 1727 zusammen.

### Reiche der Bambara

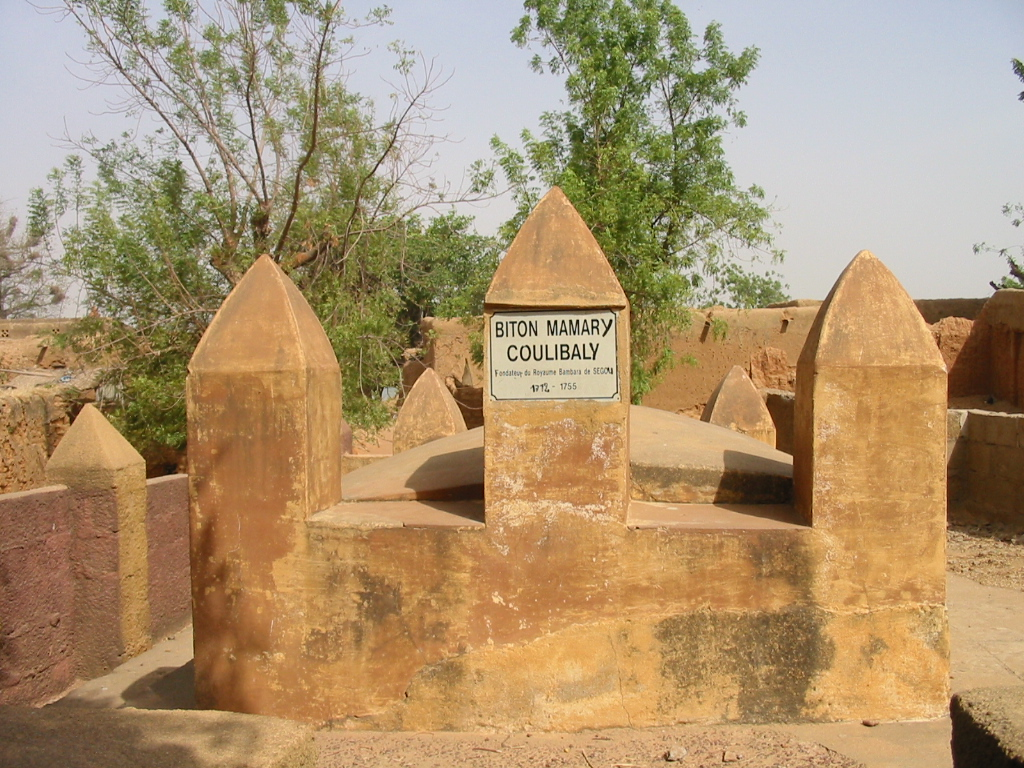
Grabmal des Biton Mamary Coulibaly (1712–1755) bei Ségou; die Inschrift bezeichnet ihn als Gründer des Königreiches der Bambara von Ségou

Das Vordringen der Marokkaner, die Verlagerung des Saharahandels nach Osten und der transatlantische Handel führten zu einem drastischen Bedeutungsverlust Malis und ganz Westafrikas, auch wenn einzelne Karawanenstrecken weiterhin betrieben wurden. Auch die religiöse Bedeutung der großen Städte als Zentren des staatstragenden Islams ging zurück. Zudem löste sich die Abhängigkeit der wirtschaftlich und territorial wachsenden europäischen Staaten vom westafrikanischen Gold durch die Ausbeutung überseeischer Minen stark. Darüber hinaus bildeten die unter der Kontrolle des Osmanenreiches stehenden Barbareskenstaaten zunehmend eine Handelsbarriere. Westafrika litt demzufolge unter einer starken Isolierung von der Mittelmeerwelt.
Nach 1660 errichteten die Bambara in der Region Ségou einen Staat, der seine Glanzzeit unter Biton Kulibali (1712–1755) hatte. Er selbst war kein Muslim, doch sein Sohn Bakary wurde von muslimischen Gelehrten erzogen. Als er seinem Vater nachfolgte, verstärkte sich der entsprechende Einfluss.
Biton Kulibali überantwortete dem ehemaligen Sklaven Ngolo Diara die Stellung eines „Wächters der vier Kulte von Ségou“. Ihm gelang es, 1753 die Macht an sich zu reißen und das unabhängige Bambara-Reich von Kaarta im Westen Malis zu gründen. Ebenso wie seine Vorgänger, die nicht zum Islam konvertiert waren, versuchte er zwischen den Religionen auszugleichen. Er folgte zwar islamischen Riten, doch zugleich blieb er Priester der schützenden Idole, denn die Bambara blieben ihren Traditionen treu. Dennoch entfernten sich die Herrscher kulturell immer deutlicher von ihren Untertanen, so dass der Islam zunehmend als Herrschaftsideologie eingesetzt wurde. Nioro du Sahel wurde Hauptstadt des Reiches.
Im Gegensatz zu Ethnien und Staaten konnten religiöse Gruppen, wie die Anhänger des Sufismus, ohne unmittelbare Herrschaftsstrukturen am Handel partizipieren. Sie gründeten Schulen und importierten für ihren Schreibbedarf Papier aus Europa, ebenso wie Bücher. So entstanden durch die al-Kunti-Scheichs von Timbuktu zwischen 1760 und 1870 zahlreiche Werke. Die Sufi-Orden oder -Bruderschaften, zunächst die Qādiriyya, gewannen stark an Einfluss, auch in Timbuktu. Dies galt vor allem für die Kunti, die sich auf arabische Wurzeln zurückführten. Ende des 18. Jahrhunderts entstand in Fes die Tidschānīya, die gleichfalls zunehmend Handelsrouten kontrollierte. Am bekanntesten wurden die Sanūsīya aus der Kyrenaika, die ab 1843 in dieser Region herrschten, jedoch ohne sich direkt in den Handel einzumischen.
1861 fiel Ségou dem Dschihad des ʿUmar Tall zum Opfer, einem Sufi des Tidschānīya-Ordens, der zwar 1857 von französischen Truppen besiegt worden war, der jedoch sein Reich nunmehr nach Osten auf Kosten des Reiches der Bambara ausdehnte. 1864 wurde er jedoch von den Bambara geschlagen und kurz darauf ermordet. Allerdings sollten die Tidschānīya und einige Zweige der Qādiriyya die kolonialen Regelungen im Sahel eher unterstützen, während sich die libyschen und algerischen Sufi-Bruderschaften an die Spitze des Widerstandes setzten.

### Sufismus und Dschihad-Reiche zwischen den Kolonialmächten, „Häretiker“

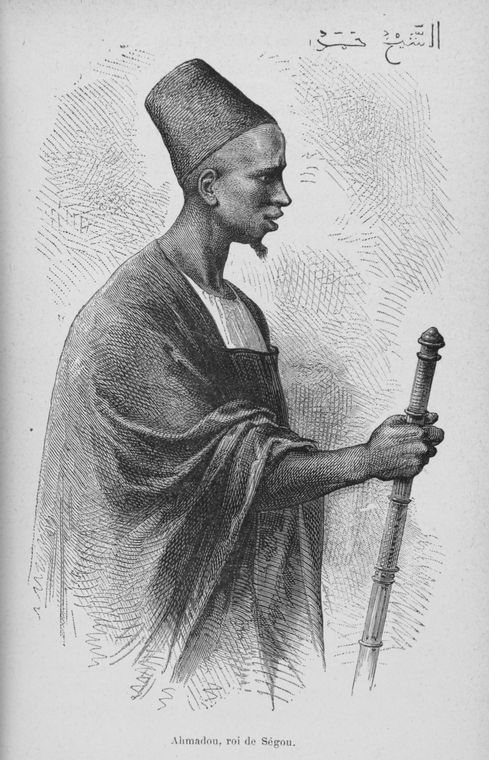
Ahmadou, König von Ségou (1864–1892), um 1863–1866 (Camille Pietri: Les français au Niger; voyages et combats, par le Capitaine Pietri, Librairie Hachette, Paris 1885, S. 95)

Amadu Hammadi Bubu unternahm zu Beginn des 19. Jahrhunderts den Versuch, das Massina-Reich zu errichten. Dazu rief er 1818 einen Dschihad aus und gründete ein Reich um Mopti. Daraufhin eroberte er Timbuktu und 1819 Djenné, wo er um 1830 die große Moschee aus dem 13. Jahrhundert zerstören ließ.
Doch gegen seine Art der politischen und religiösen Dominanz wandte sich ein Zweig eines in Marokko entstandenen Sufi-Ordens. Sein wichtigster Verfechter, ʿUmar Tall, geboren um 1797 im südlichen Senegal, entstammte einer arabisch gebildeten Familie. 1820 ging er auf Pilgerreise nach Mekka und kehrte mit einem Mandat zur Gründung eines Kalifats für die Tidschaniya-Sufis zurück. Der Herrscher von Sokoto gab ihm zwei seiner Töchter zu Frauen. 1850 gründete er, inzwischen El Hadsch Omar genannt, einen eigenen Staat in Dingiraye. 1851 begann er einen Dschihad gegen nicht-muslimische und muslimische Nachbarn, die er für „heidnisch“ hielt. Er überfiel in den frühen 1850er Jahren das Königreich Kaarta, erzwang dessen Konversion zum Islam und ließ 1854 in der Hauptstadt Nioro eine große Moschee erbauen. In den 1920er Jahren wurde Nioro zum Zentrum der Hamālīya, eines Zweigordens der Tidschānīya, der schnell als häretisch angesehen wurde. 1936 änderten die Anhänger des Ordens ihre Qibla und beteten fortan Richtung Nioro, das sie ihr Mekka nannten. 1854 wandte sich ʿUmar Tall gegen die französische Senegal-Kolonie, doch scheiterte er 1857 an der Festung Medina. 1861 wandte sich ʿUmar Tall Richtung Ségou, in das er am 10. März 1861 einzog. 1861 eroberte er das islamische Fouta Toro am Unterlauf des Senegal und besetzte am 16. März 1862 Hamdullahi, die Hauptstadt des Reichs von Massina im Nigerbinnendelta, das vom Qādirīya-Orden geprägt war, den der Eroberer der „Apostasie“ bezichtigte. Dessen Fulbe-Herrscher hatte sich zudem zum Amīr al-Mu'minīn (Beherrscher der Gläubigen) ausgerufen.

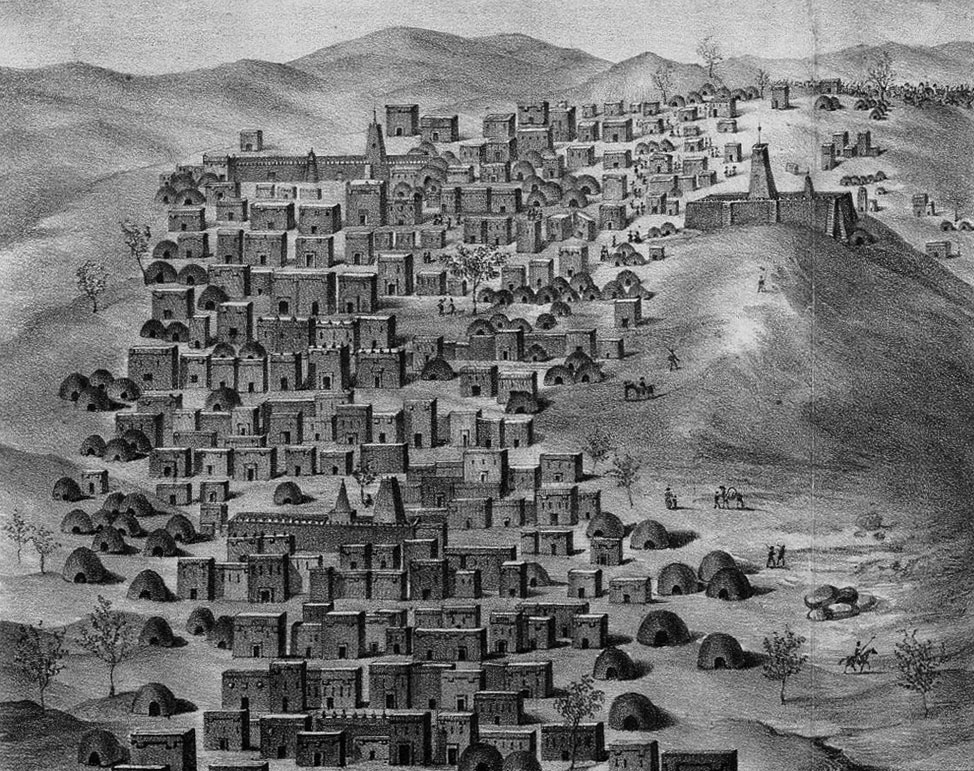
Ansicht von Timbuktu von René Caillié, der 1828 die Stadt besuchte; zu erkennen sind die drei Moscheen: im Vordergrund die Sidi-Yahya-, rechts die Sankoré-, in der Mitte die Djinguereber-Moschee, auch Große Moschee genannt

Es gelang ʿUmar Tall dennoch nicht, die Bambara und die Fulbe zu befrieden, die sein Regiment ablehnten. Nach seiner Ermordung übernahm sein Sohn und Nachfolger Amadou 1863 zwar die Herrschaft, doch geriet er in Konflikt mit Frankreich, das sein Kolonialreich 1891 auf die Region ausweitete. 1884 hatte er bereits Ségou verlassen und die Stadt seinem Sohn Madani übergeben, doch französische Truppen besetzten die Stadt 1888. Amadou floh 1892 nach Sokoto in Nigeria, wo er um 1898 starb. Frankreich gründete aus seinen bis dahin unzusammenhängenden Eroberungen am 16. Juni 1895 eine Kolonie.
Die Tidschānīya-Bruderschaft war in Mauretanien und am Niger mit der einflussreichen Qadiriyya, vor allem mit den Ulama (Korangelehrten) aus dem Clan der al-Baqqā'ī in Timbuktu aneinandergeraten, die als oberste Autoritäten in theologischen und juristischen Fragen bei den Kunta galten. Bis zur französischen Eroberung folgten Streitigkeiten um Auslegung von Koranvorschriften für den Alltag und Auseinandersetzungen mit anderen Sufiorden. Beide Orden sind, ebenso wie die dahinterstehenden Clans, bis heute von großer Bedeutung. Zu den beiden ältesten Zweigen des Tidschānīya-Ordens zählt die von ʿUmar Tall gegründete ʿUmarīya. Sie wurde von 1984 bis 2001 von dem reformistischen Gelehrten Ahmad Tidschānī Bā angeführt. Er stammte aus Mali und war ein Nachkomme von ʿUmar Tall.
Sidi Ahmad al-Baqqai, ein Kunta aus der Oase Mabruk in der Region Azawad, nördlich von Timbuktu, entstammte einem Clan, der bereits seit der Eroberung von Timbuktu durch die Fulbe um 1820 in dauerndem Konflikt mit den Emiren, später Kalifen von Massina stand, die gleichfalls den Rang eines religiösen Führers beanspruchten. Als 1826 der Brite Alexander Gordon Laing in Timbuktu ankam, wurde er von Sidi Muhammad al-Mukhtar vor dortigen Fundamentalisten geschützt. Er starb kurz nach der Ermordung Laings. 1847 folgte Ahmad al-Baqqai seinem Bruder als Herr von Timbuktu. Der größte Teil seiner umfangreichen Bibliothek ging verloren, als sein Sohn nach der Besetzung Timbuktus durch die Franzosen (1895/96) zu den Tuareg des Ahaggar-Gebirges floh. In den Auseinandersetzungen zwischen den Kunta und Tuareg trat er als Schlichter auf. Der Franzose Henri Duveyrier, der um 1860 die Tuareg im Süden Libyens besuchte, berichtet, al-Baqqais Ansehen reiche selbst bis ins Tassili n'Ajjer. In vielen Fragen der Religion und der Rechtsprechung wurde er von den Korangelehrten der nördlichen Tuareg respektiert.

Lager des al-Baqqai im Frühjahr 1854 in der Nähe von Timbuktu (nach Heinrich Barth)

Al-Baqqai wurde auch in Europa bekannt, als er den Deutschen Heinrich Barth, der im September 1853 nach Timbuktu kam, unter seinen Schutz stellte. Dies führte zu einem offenen Konflikt mit dem Oberherrn der Stadt. Gegen dessen Befehl, Barth zu vertreiben oder zu töten, wandte sich al-Baqqai, denn in seinen Augen verstieß der Befehl gegen die Grundsätze des Islams. Außerdem bestritt er dem Herrscher den Rang eines Kalifen; im Gegenteil hätten er und seine Räte in geistlichen und juristischen Fragen das Urteil des obersten Korangelehrten von Timbuktu einzuholen. Barth und al-Baqqai, die einen extensiven Dialog auf Arabisch über theologische Literatur führten, schlossen einen Vertrag ab, in dem sich Großbritannien verpflichtete, die Souveränität der Tuareg und Timbuktus gegenüber den Franzosen, die von Algerien und vom Senegal gegen das Nigerknie vorrückten, zu schützen.

## Kolonialzeit: 1883–1960

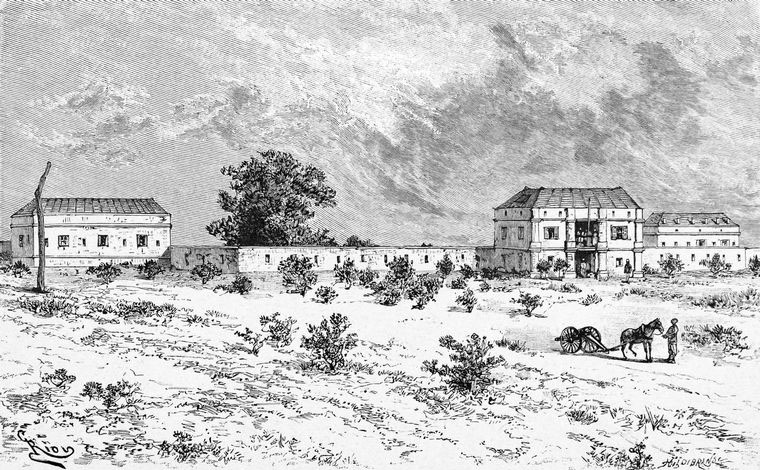
Das 1883 errichtete Fort Bammakou

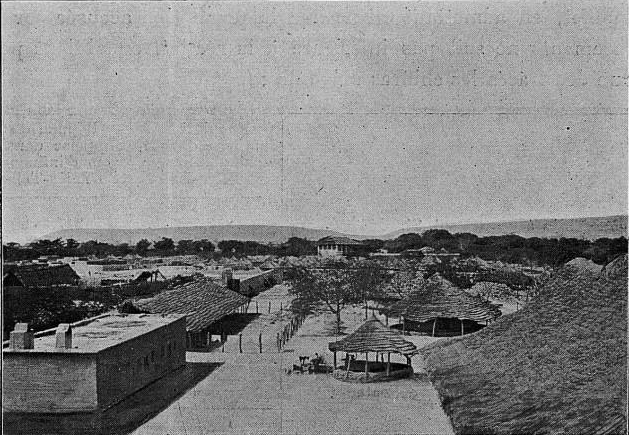
Bamako um 1908

Der Übergang zur Kolonialzeit wurde erheblich von klimatischen Veränderungen beeinflusst. Der Sahel war auch vor und während der Kolonialzeit starken Schwankungen der Regenmengen ausgesetzt, was in diesem für Ackerbau und Viehzucht schwierigen Gebiet zu heftigen Fluktuationen der Bevölkerungszahl und zu massiven Ab- und Zuwanderungen führte. Während von 1870 bis 1880 vergleichsweise reiche Regenfälle von geschätzt 500 mm pro Jahr gute Ernten begünstigten, fielen ab etwa 1895 die Regenmengen und zwischen 1910 und 1920 kam es zu einer schweren Dürre. Die Unterwerfung unter die französische Kolonialherrschaft fiel dementsprechend in eine Phase zunehmender Trockenheit mit entsprechend schlechteren Ernten und Problemen für die Viehhalter. Diese Dürre milderte sich nach 1920 ab und etwas reichere Regenfälle kennzeichneten die Jahre bis um 1950, wenn sie auch nicht mehr das Niveau des 19. Jahrhunderts erreichten. Ab Mitte der 1960er Jahre folgte eine erneute Dürre, wenn sich auch die durchschnittliche Regenmenge zwischen 1961 und 1990 auf etwa 371 mm pro Jahr stabilisierte. Doch betraf die Dürre nicht den gesamten Sahel, denn in einigen Jahren stiegen die Niederschläge im Nordwesten sogar an. Zu den klimatisch bedingten Schwankungen kamen militärische Auseinandersetzungen, die die expandierende Kolonialmacht Frankreich auslöste.

### Französische Eroberung (1883–1898)

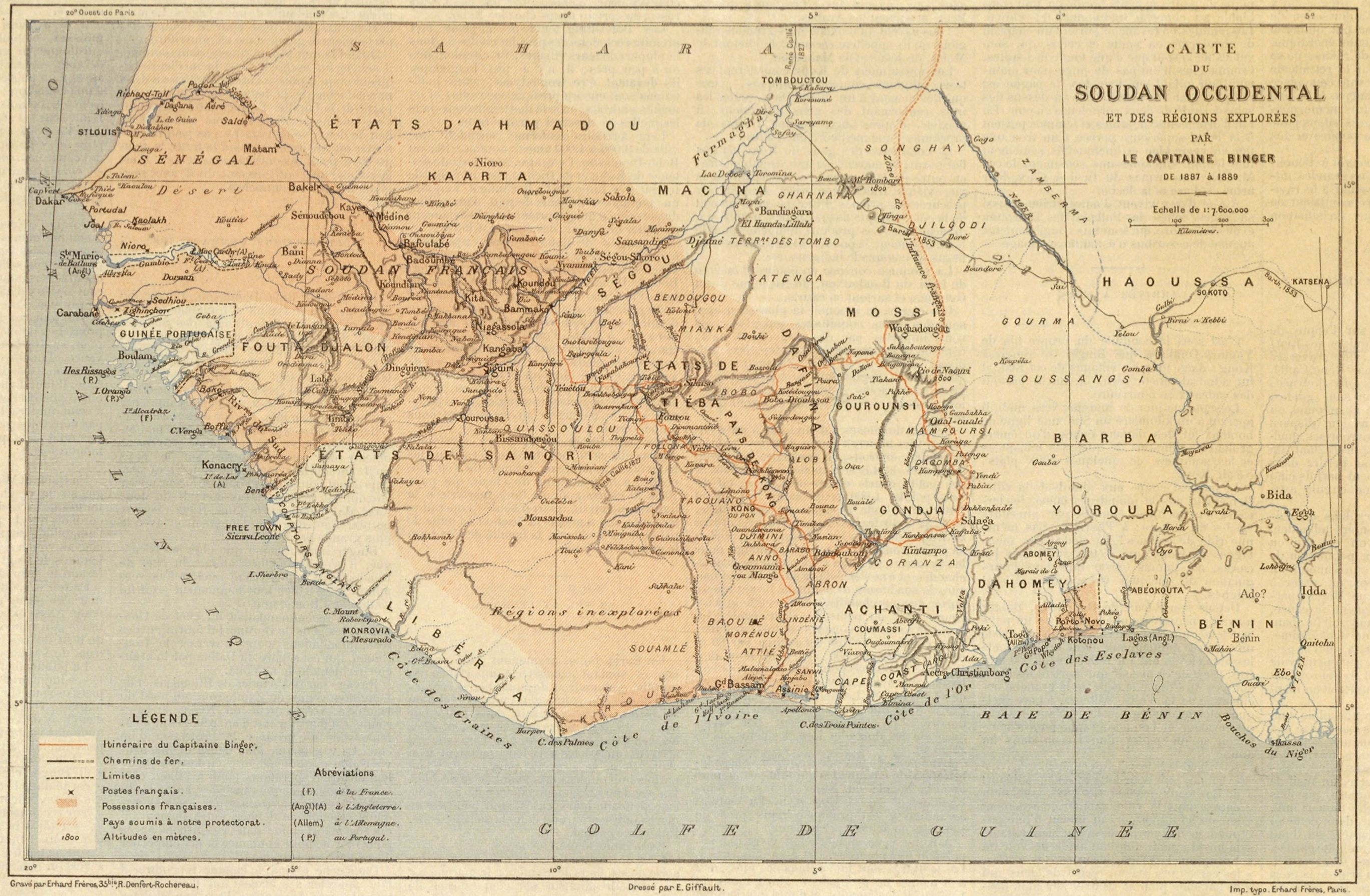
Der französische Sudan Ende der 1880er Jahre

1883 besetzten französische Truppen Bamako. Amadu Schechu hielt zwar lange an seinem anti-französischen Kurs fest, doch besetzte 1890 und 1891 der französische Kommandant Louis Archinard Ségou und Nioro und vertrieb die aus dem Fouta Toro eingewanderten ʿUmarianer aus Kaarta. Bandiagara, die letzte Festung Amadu Schechus, fiel 1893. Während Archinard nunmehr Agibu als neuen „König von Massina“ inthronisierte, vollzogen Amadu und seine Anhänger die Hidschra in die noch unter muslimischer Herrschaft stehenden Gebiete bei Niamey. Einige kehrten 1894/95 nach Bandiagara zurück und arrangierten sich mit der Kolonialmacht, andere wanderten 1897 ins Hausaland aus.
1894 unterwarfen die Franzosen schließlich durch General Joseph Joffre Timbuktu. Im Süden wurde der Widerstand gegen die Besatzung vor allem durch den Malinke Samory Touré geführt. Er betraf allerdings hauptsächlich die südlichen Nachbargebiete. Dieser Widerstand endete erst 1898.

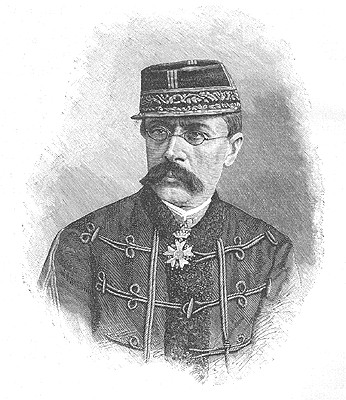
Louis Faidherbe, um 1860

Als Architekt des Kolonialreiches in Westafrika gilt Louis Léon César Faidherbe, der von 1854 bis 1861 und von 1863 bis 1865 im senegalesischen Saint-Louis residierte. Unterstützt wurde sein Plan von einer Kolonie, die vom Atlantik bis an das Rote Meer reichte, von Kaufleuten aus Bordeaux, die sich als Lobbygruppe betätigten, um vom französischen Staat politische und militärische Unterstützung zu erhalten. Nach dem Verbot des Sklavenhandels konzentrierte sich deren Handel auf Gummi arabicum, der bald von Küstenforts geschützt und gegen einheimische Konkurrenz abgeschottet wurde. 1863 entsandte Faidherbe Abdou-Eugène Mage zu Amadou, mit der Bitte, Kanonenboote auf dem Niger zuzulassen, dazu den Bau von Forts bis in das Gebiet von Bamako. Amadou hielt Mage zwei Jahre im Lande fest und unterzeichnete gegen Waffenlieferungen einen Handelsvertrag.
Faidherbes Nachfolger Louis-Alexandre Brière de l’Isle konzentrierte sich jedoch stärker zwischen 1876 und 1881 auf die Verbindung zwischen Senegal und Algerien. Dazu sollte zwischen den schiffbaren Abschnitten von Senegal und Niger eine Eisenbahnverbindung entstehen. Auch er entsandte einen Emissär zu Amadou, der unterwegs Schutzverträge mit lokalen Potentaten schloss. Joseph Simon Gallieni blieb von Juni 1880 bis März 1881 in Nango am Rande von Ségou. Doch die französische Regierung ratifizierte nie den Vertrag von Nango und Amadou Tall reklamierte, seine arabische Textfassung habe nie ein Protektorat Frankreichs vorgesehen. De l’Isle errichtete einen Militärbezirk am Senegal, dessen Kommandant Gustave Borgnis-Debordes von seiner Residenz in Médine ostwärts zog und im Februar 1883 Bamako besetzte. Noch im selben Jahr wurde das Kanonenboot Niger über Land von Médine nach Koulikoro gebracht, von wo es über den Fluss bis nach Diafarabé östlich von Ségou fuhr.

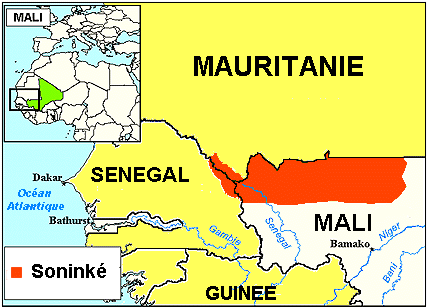
Wohngebiete der Soninké im heutigen Westmali, Südmauretanien und Ostsenegal

Die Besetzung des heutigen Mali erfolgte durch Gallieni und Louis Archinard. 1887 griffen Gallienis Truppen Mamadou Lamine Dramé an, einen nationalistischen Führer der Soninke, der im Westen Malis und im Osten von Guinea und des Senegal einen Staat gegründet hatte. Dramé rief zum Dschihad sowohl gegen die Franzosen als auch gegen Amadou Tall auf, was letzteren zu einem Bündnis mit dem Franzosen veranlasste. Er unterzeichnete im Mai 1887 den Vertrag von Gouri, der ein französisches Protektorat vorsah. In Verbindung mit einem Vertrag mit Samory Touré im Senegal gelang es Frankreich, den Briten von Sierra Leone den Weg zu einer eigenen Expansion abzuschneiden. Nach dem Vorbild einer Schule im Senegal, die noch Faidherbe 1857 gegründet hatte, entstanden im Westen Malis Schulen für die Kinder der lokalen Führungsgruppen. Für ehemalige Sklaven und Flüchtlinge aus lokalen Kriegen entstanden villages de liberté (Freiheitsdörfer). 1888 hatte die Eisenbahn Bafoulabé erreicht.

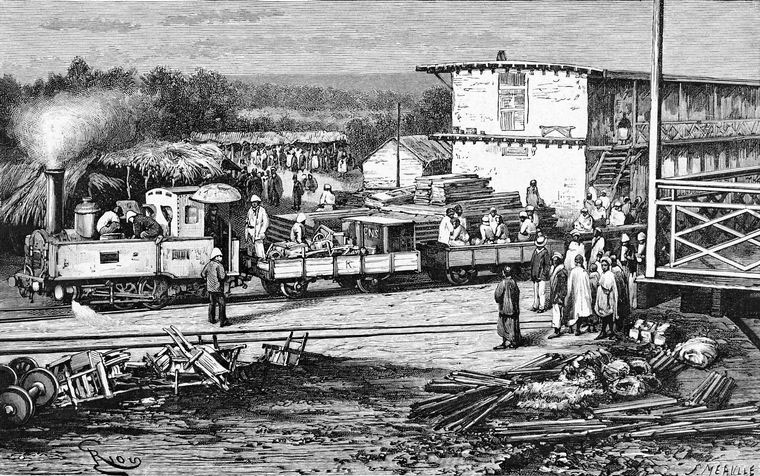
Bahnhof Kayes an der Strecke nach Bafoulabé, 1889

Unter Gallienis Nachfolger Louis Archinard, der das Gebiet zwischen Kayes und Bandiagara besetzen ließ, erfolgte 1890 die Besetzung von Ségou; Massina und Bandiagara folgten 1893. Sein Nachfolger Eugène Bonnier initiierte gegen den Willen des Gouverneurs des französischen Sudan einen Feldzug gegen Timbuktu.
Die besetzten Gebiete wurden in administrative Einheiten aufgeteilt, die cercles, denen ein comandant vorstand. Darunter entstanden cantons, die von lokalen Honoratioren geführt wurden, die jedoch den französischen Kommandanten berichtspflichtig waren und deren Weisung Folge zu leisten hatten. Deren Aufgabe bestand in der Rechtsprechung, der Vermittlung zwischen Kolonialmacht und Bevölkerung, der Eintreibung von Steuern und der Beschaffung von Zwangsarbeitern für öffentliche Bauarbeiten. Dadurch gelangten loyale und des Französischen mächtige Männer in die Ränge der bis dahin allein vorherrschenden Clans. Dabei war das Kolonialregiment zentralistisch aufgebaut, höchster Vertreter Frankreichs war der lieutenant gouverneur in Dakar. Die Kommandanten hatten das Recht, auch bei kleinen Vergehen Haftstrafen und Lagerhaft zu verhängen. Auslöser waren meist rückständige Steuerzahlungen, Verweigerung der Zwangsarbeit, aber auch angeblicher Mangel an Respekt gegenüber den kolonialen Behörden.

### Französischer Sudan (ab 1904)

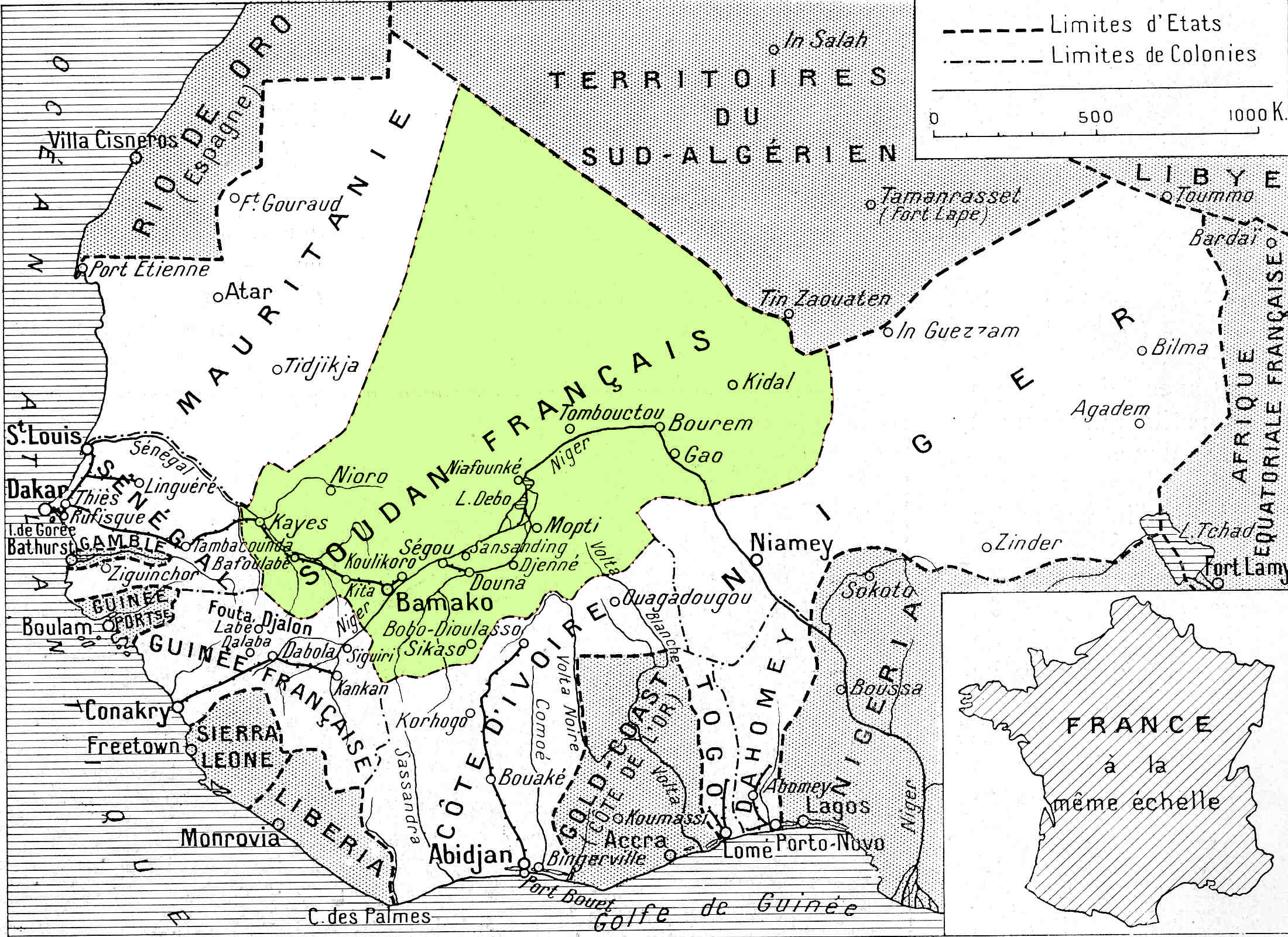
Der Französische Sudan, 1936

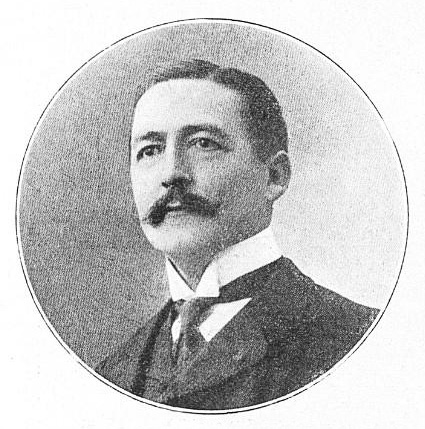
William Ponty, 1899–1904 Gesandter, bis 1908 lieutenant-gouverneur, 1908 bis 1915 Generalgouverneur Französisch-Westafrikas

1904 gliederte Frankreich das Territorium des heutigen Mali der Kolonie Französisch-Sudan an. Bereits 1893 setzte Frankreich einen zivilen Gouverneur ein, doch erst 1937 wurde aus dem lieutenant gouverneur des französischen Sudan ein gouverneur, der nunmehr dem Generalgouverneur in Dakar zu berichten hatte. Mali war bis zur Unabhängigkeit Teil von Französisch-Westafrika. Seit 1899 war das riesige Kolonialgebiet auf mehrere der Nachbarkolonien wie Senegal oder Guinea, Dahomé oder Elfenbeinküste stärker verteilt worden; es entstand eine Kolonie namens Haut-Sénégal bzw. Moyen-Niger (Mittelniger). Schon 1902 wurde daraus Senegambia et Niger. Zu dieser Zeit teilten sich drei Militärbezirke das Gebiet des heutigen Mali. Am 18. Oktober 1904 entstand nun Afrique Occidentale Française als Zusammenfassung mehrerer westafrikanischer Kolonien. Nun hieß die Kolonie bis 1920 wiederum Haut-Sénégal et Niger, die drei besagten Militärbezirke wurden in die Kolonie inkorporiert. Die seit 1881 bestehende Hauptstadt in Kayes wurde 1908 nach Bamako verlegt, das seit 1904 mit der Eisenbahn zu erreichen war. 1911 wurde das Gebiet des heutigen Staates Niger abgespalten, 1919 das des heutigen Burkina Faso unter dem Namen Obervolta (Haute Volta). Am 4. Dezember 1920 wurde Französisch-Sudan wiederhergestellt, Obervolta 1932 aufgehoben, um 1947 wiederhergestellt zu werden. Der Gouverneur wurde erst 1959 durch einen Hochkommissar ersetzt. 1899 bis 1908 war William Ponty, 1924 bis 1931 Jean Henri Terrasson de Fougères höchster Stellvertreter Frankreichs, 1946 bis 1952 Edmond Jean Louveau. Ponty, mit vollem Namen Amédée William Merlaud-Ponty, war 1908 bis 1915 Generalgouverneur Französisch-Westafrikas.
Wie auch in anderen französischen Kolonien wurden die Bewohner allmählich zum Anbau exportbestimmter Produkte, in erster Linie Erdnüsse, Baumwolle und Gummi arabicum, gezwungen, und zwar zunächst durch Zwangsarbeit, später durch die Erhebung von Steuern. Wie im benachbarten Obervolta stellt das Erbe dieser auf Exporternten statt auf Nahrungsmittelernten konzentrierten Politik bis heute innerhalb der Landwirtschaft des Landes ein immenses Problem dar. Dabei konnte der Handel über Land nicht mehr mit dem über See konkurrieren, zumal die Kolonialmacht kein Interesse daran hatte, in den Kolonien Fertigwaren zu produzieren, die den französischen Waren hätten Konkurrenz machen können. Dementsprechend schwach entwickelte sich der Handel, die Karawanen wurden kleiner. Die Sklaverei spielte nur noch für die Oasenwirtschaft eine Rolle und der Sklavenhandel verschwand weitgehend.
Zwar bestanden auch nach der Unterwerfung Strukturen unterhalb der obersten Ebene fort, doch Frankreich tendierte dazu, auf jeden einzelnen seiner Untertanen Zugriff zu erlangen. Damit etablierte sich ein moderner, zentralistischer Verwaltungsstaat. Zugleich wurden vielfach traditionelle Territorien mit ihren Weiderechten, Stammesverwandtschaften, Sufi-Bruderschaften und Marktgemeinschaften zerschnitten und zu neuen Einheiten zusammengefasst.

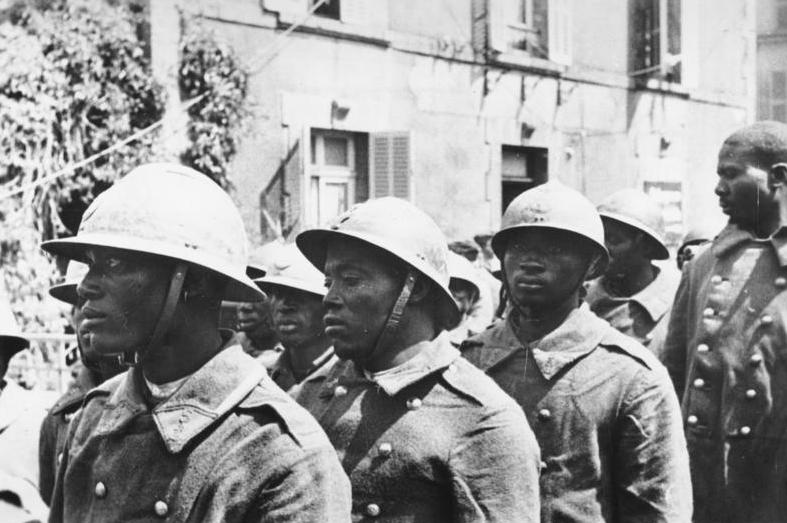
Französische Soldaten als Kriegsgefangene in Deutschland

Die Verfassung, die sich die französische Nationalversammlung im Oktober 1946 gab und die die Grundlage für die Vierte Republik darstellte, gab den Kolonien erweiterte Mitspracherechte. Die Versammlungen der Territorien konnten nun Delegierte mit Beratungsrechten wählen, sowie Repräsentanten, die man Senatoren nannte. Darüber hinaus konnten die Bewohner sehr viel stärker über die Mittel der jeweiligen Kolonie verfügen. Vor allem aber wurde die Kategorie des sujet in allen Kolonien abgeschafft, mit dem man Bewohner bezeichnet hatte, die keine bürgerlichen Rechte besaßen und dem indigénat unterworfen waren, dem gewohnheitsmäßigen Recht. Die Bewohner der Kolonien wurden zu französischen Bürgern, was einen gewaltigen Anstieg der Zahl der Bürger bedeutete, von denen es in ganz Westafrika 1937 nur 72.000 gegeben hatte.

### Weg in die Unabhängigkeit (ab 1956)
Die politische Lehre der französischen Republik basierte auf fundamentalen Rechten, die jedem Bürger nunmehr auch in den Kolonien zustanden. Über die Bildung in Schulen und an der École normale William Ponty bei Dakar gelangten nunmehr Afrikaner zunehmend in Führungspositionen, arbeiteten jedoch zunächst bis etwa 1930 ausschließlich als Angestellte, Lehrer oder Techniker. Die so entstandene Bildungselite engagierte sich auf den Sektoren der Sozial-, Kultur- und Sportpolitik. Der so entstandenen Bewegung gab der Schriftsteller, Schullehrer und Verwaltungsangestellte Mamby Sidibé in der Association des Lettrés (etwa: Vereinigung der Gebildeten) eine organisatorische Einheit. Sidibé wurde aus Bamako entfernt und musste in Bandiagara leben, doch die Verbliebenen engagierten sich in neu entstehenden Vereinigungen, in denen bald über die Frage der Unabhängigkeit debattiert wurde. Zugleich entstanden enge Verbindungen über die ethnischen und religiösen Grenzen hinweg unter den Alumni der Hochschule in Dakar. Die Franzosen ermutigten sie, sich in einem Maison du peuple (Haus des Volkes) zu verbinden und ein gleichnamiges Haus zu beziehen; die Amis du Rassemblement Populaire du Soudan Français (ARP), eine Gruppe von Kolonialoffizieren, die die Volksfrontregierung in Frankreich unterstützte, unterstützte sie zwar, doch die Kolonialregierung versuchte die Unabhängigkeitsbewegung auch mittels der ARP zu kontrollieren. 1937 entstand mit einer Lehrergewerkschaft unter Führung von Mamadou Konaté die erste Gewerkschaft im Lande. Damit waren die Grundlagen für eine Massenbewegung gelegt. Sissokos Anhänger gründeten 1946 den Parti Progressiste Soudanais (PPS), den die Kolonialregierung unterstützte, denn er zielte zwar auf größere Partizipation, jedoch in Zusammenarbeit mit Frankreich.
Im August 1945 konnten Afrikaner erstmals an Wahlen zum Nationalparlament teilnehmen. Unter den Kandidaten war der Lehrer und Cantonsleiter Fily Dabo Sissoko, der ein bedeutender Vertreter der traditionellen Eliten im Westen Malis war. Die Kolonialregierung sah in ihm einen konservativen Repräsentanten und unterstützte ihn. Modibo Keïta hingegen wurde von den Groupes d’Études Communistes (GEC) unterstützt sowie von den französischen Kommunisten. Doch die erste Wahl – es traten hauptsächlich Einzelkandidaten an – brachte kein klares Ergebnis. Daher entstanden erste Parteien, wie 1945 der kurzlebige Parti Démocratique Soudanais (PDS). Nach der Wahl Sissokos entstand der Bloc Soudanais, den Modibo Keïta und Mamadou Konaté gründeten. Dieser wurde wiederum als Union Soudanaise bis 1966 von der Kommunistischen Partei Frankreichs unterstützt.
Entsprechend der Loi Lamine Guèye von 1946 hatten alle Bürgerinnen und Bürger bei Wahlen zum französischen Parlament und auch bei lokalen Wahlen ein Wahlrecht. Das passive Wahlrecht wurde in dem Gesetz nicht ausdrücklich erwähnt, war aber auch nicht ausgeschlossen. Bei den Wahlen zum Pariser Parlament gab es in Französisch-Westafrika kein Zweiklassenwahlrecht wie in anderen französischen Kolonien, für alle örtlichen Wahlen jedoch schon. 1956 wurde unter der französischen Kolonialverwaltung die loi-cadre Defferre eingeführt, die das aktive und passive allgemeine Wahlrecht garantierte. Damit war das Frauenwahlrecht eingeführt.
Bei Wahlen 1956 konnte Modibo Keïta, der ebenso wie Mamadou Konaté der Association des Lettrés angehörte, zum einen in der Malischen Territorialversammlung, zum anderen in der französischen Nationalversammlung einen Sitz gewinnen. Keita und seine Partei, die US-RDA, strebten daraufhin in Richtung Unabhängigkeit, was sie in starke Gegnerschaft zum PPS brachte. Mit dem loi cadre von 1956 wurden die Rechte des Generalgouverneurs bereits stark eingeschränkt. Sissoko änderte den Namen des PPS in PRS, Parti du Régroupement Soudanais, später schlossen sich er und seine Anhänger der US-RDA an. Konaté starb 1956 an Leberkrebs, was für Keïta den Weg zur Macht ebnete. Am 25. September 1956 entschieden sich die französischen Kolonien in einem Referendum, das ihnen die Wahl zwischen völliger Integration in Frankreich, politischer Autonomie innerhalb der Französischen Gemeinschaft (Communauté française) oder sofortiger Unabhängigkeit gab, für die Autonomie. Nur Guinea stimmte für die Unabhängigkeit. Im Oktober 1956 wurde Keïta Regierungschef der République Soudanaise.
Am 24. November 1958 wurde Sudan autonome Republik innerhalb der Communauté Française, doch am 25. März 1959 schlossen sich nur Mali und Senegal zur Mali-Föderation zusammen.

## Unabhängige Republik Mali (seit 1960)

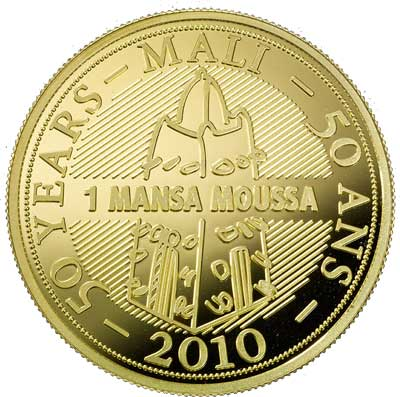
2010 geprägte Münze zum 50. Jahrestag der Unabhängigkeit Malis

### Einparteien-Regime (1960–1991)
Nachdem die französische Verfassung von 1958 den Kolonien volle innere Autonomie erlaubte, vereinigten sich die Kolonien Senegal und Französisch-Sudan am 4. April 1956 und erklärten sich als Mali-Föderation am 20. Juni 1960 unabhängig. Das allgemeine aktive und passive Wahlrecht wurde bestätigt. Keïta wurde Premierminister. Die Grenzziehung zwischen den Teilstaaten war willkürlich durch das Kolonialterritorium vorgegeben und hielt sich nicht an Traditionen, Völkerschaften, gewachsene Beziehungen oder Feindschaften. Dementsprechend trat Senegal am 20. August desselben Jahres aus der Föderation aus, und am 22. September 1960 wurde der verbliebene Teil als Republik Mali formell selbständig. Zuvor waren im Osten die Armee, im Westen die Polizei mobilisiert worden. Keïta und seine Gefolgsleute wurden am 22. August 1960 in einem versiegelten Zug aus dem Senegal entfernt und nach Bamako gebracht. Im Gegensatz zu vielen ehemaligen Kolonien entstanden die Konflikte nicht entlang ethnischer Linien, sondern entlang ideologischer. Dies hat seine Ursache darin, dass diese Konflikte zwischen den Führungseliten Bamakos ausgetragen wurden, also eher städtischen Charakter hatten.
Modibo Keïta, der erste Präsident des Landes und Sekretär der US-RDA, brachte Mali auf einen sozialistischen Kurs. Die Franzosen mussten ihre Militärbasen im Land räumen, die Verwaltung wurde afrikanisiert und 1962 verließ Mali den Franc-Verbund und setzte eine eigene Währung ein (1967 kehrte das Land allerdings in den Verbund zurück). Staatseigene Gesellschaften wurden gegründet und die Industrialisierung gefördert.

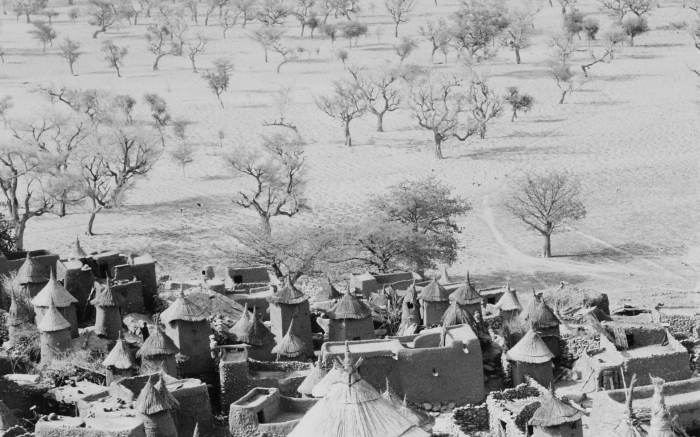
Dogondorf an der Falaise de Bandiagara, um 1970/71

Etwa vier Jahre später jedoch zwangen Misswirtschaft und exzessive Bürokratie die Regierung dazu, strenge Maßnahmen anzukündigen. Dies wurde von der Öffentlichkeit nur zögernd akzeptiert, weil auch ihr nicht verborgen blieb, dass nach wie vor Profite gemacht wurden. Am 5. Mai 1967 musste die Währung, die bis dahin nicht konvertierbar war, um 50 % abgewertet werden. 1967 entstand ein Nationalkomitee zur Verteidigung der Revolution (Comité National de Défence de la Révolution, CNDR), das ab August aktiv wurde. Ihm gehörten der Außenminister Ousmane Ba an, der Entwicklungsminister Seydou Badian Kouyaté und der Verteidigungsminister Madeira Keita an, sowie der Militär Sékou Traoré. Der Präsident kündigte in einer Radioansprache die Machtübernahme durch das CNDR an. Im Januar 1968 löste sich die Nationalversammlung selbst auf und autorisierte Keïta, eine Versammlung zu ernennen. Die aus 3000 Mann bestehende Volksmiliz (Milice Populaire) wurde reaktiviert, und nach dem Vorbild der Roten Garden bzw. der Kulturrevolution in China wurden „Säuberungen“ durchgeführt.

### Moussa Traoré (1968–1991)

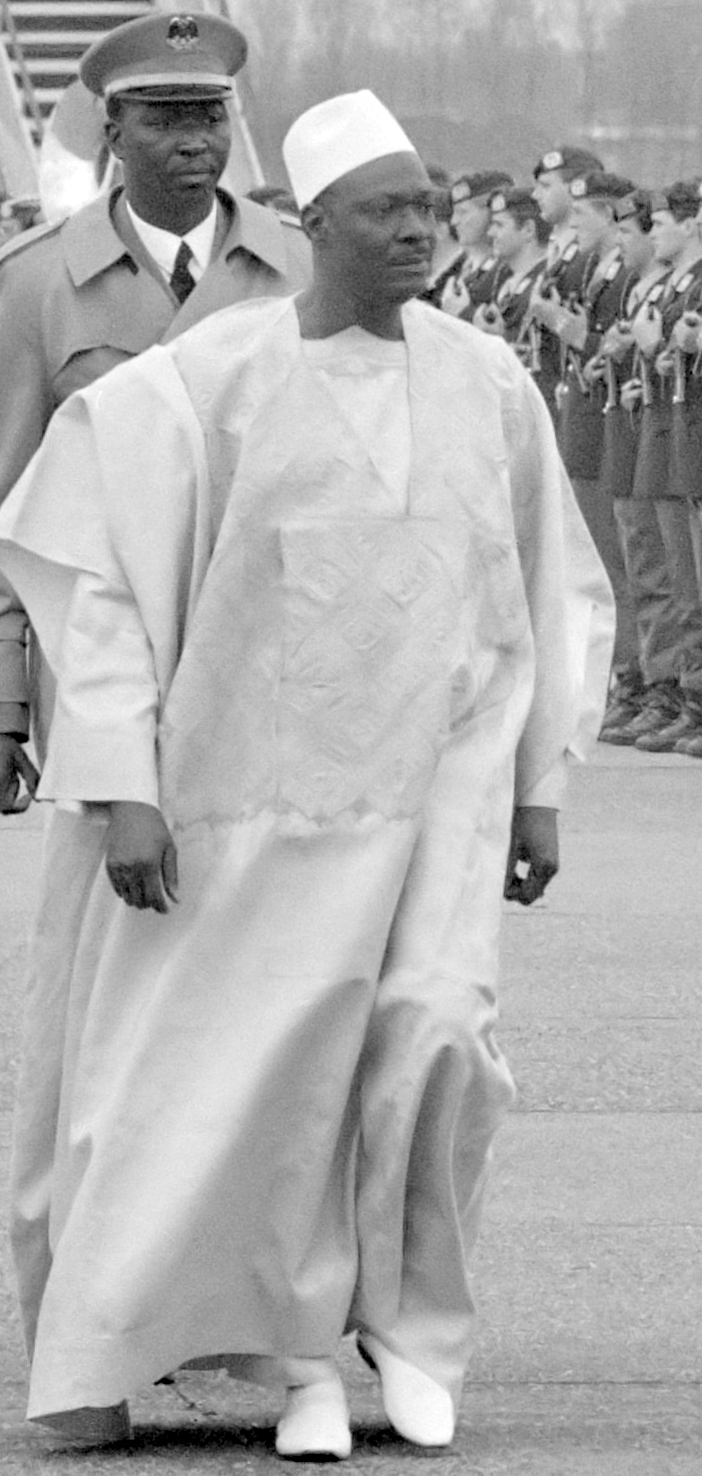
Präsident Moussa Traoré auf Staatsbesuch in den Niederlanden, 1989

Am 19. November 1968 wurde Keïta in einem unblutigen Putsch einer Offiziersgruppe unter Führung von Oberst Moussa Traoré gestürzt (siehe Putsch in Mali 1968). Diese gründete nach der Verhaftung des Präsidenten den zunächst 14-köpfigen Comité Militaire de la Libération Nationale unter Führung von Moussa Traoré. US-RDA und CNDR wurden aufgelöst und verboten. Bis Ende der 1980er Jahre wurde das Land von den Anführern dieses Coups regiert, die zunächst der Öffentlichkeit unbekannt waren und zugleich ohne jede politische und administrative Erfahrung. Neue Gesetze wurden formuliert, die bis 1974 Gültigkeit beanspruchten. Moussa Traoré verdrängte den zunächst regierenden Yoro Diakité von der Macht, der sich stärker an Frankreich und dem Westen orientiert hatte. Diakité starb 1973 im Gefängnis, nachdem man ihm 1971 Pläne für einen Staatsstreich vorgeworfen hatte, ebenso wie Malik Diallo. Zuvor war schon Mamadou Sissoko 1969 bei einem Autounfall ums Leben gekommen, so dass nunmehr nur noch elf Männer das Land beherrschten. Neben Traoré spielte dabei Filifing Sissoko, der Theoretiker des Regimes, eine zentrale Rolle.
Der Regierung blieb angesichts der Tatsache, dass die meisten Bewohner der Städte in der Staatswirtschaft und in der Verwaltung arbeiteten, nichts übrig, als an ihr festzuhalten. Dennoch wurde kollektiviertes Eigentum wieder privatisiert, die regelmäßigen Sitzungen zur Indoktrination beendet und die dazugehörigen organisatorischen Einheiten aufgelöst. Auch wurden die Steuern beseitigt, die der Finanzierung der Regierungspartei gedient hatten. Zudem wurden die zahlreichen paramilitärischen Verbände aufgelöst und mehr persönliche Freiheiten zugelassen. Neben den wirtschaftlichen Problemen hatte die Regierung mit einer ausgeprägten Dürre zu kämpfen, in deren Folge etwa 80.000 Nomaden südwärts wanderten.
Am 2. Juni 1974 legte die Regierung eine neue Verfassung vor, der 99 % der Wähler zustimmten. Eine einzige Partei war nunmehr vorgesehen, dazu ein fünfjähriger Wahlzyklus für den Präsidenten und ein vierjähriger für die Angehörigen der Nationalversammlung (1981 auf drei Jahre verkürzt). Jede politische Betätigung wurde jedoch für die Dauer von zehn Jahren den ehemaligen Angehörigen der Regierung und des Parlaments untersagt. Doch am 22. September 1975 kündigte Traoré die Gründung einer neuen Partei an. Im nächsten Jahr entstand daher die Union Démocratique du Peuple Malien (UDPM). Im Laufe des Jahres 1975 waren 21 ehemalige Mitstreiter Keitas aus dem Gefängnis entlassen worden; im Februar 1977 kehrte Keita zwar aus Kidal im Nordosten nach Bamako zurück, doch starb er überraschend am 16. Mai. Bei seinem Begräbnis kam es zu Demonstrationen gegen den CMLN, der mit Massenverhaftungen reagierte.

### Demokratisierung unter Alpha Oumar Konaré (1992–2002)
Am 19. Juni 1979 wurde Traoré bei den ersten Wahlen zur Bestätigung seiner inzwischen elfjährigen Präsidentschaft erstmals demokratisch bestätigt. Der CMLN wurde am 28. Juni 1979 formell aufgelöst. Ende 1985 eskalierte ein Streit mit dem Nachbarstaat Burkina Faso zum Krieg um den Agacher-Streifen, ein Gebiet, das nur wenige Quadratkilometer umfasste. Dieser Konflikt wurde jedoch bereits nach zehn Tagen eingestellt und schließlich durch einen von beiden Staaten akzeptierten Urteilsspruch des Internationalen Gerichtshofs in Den Haag beigelegt. 1989 lag die Auslandsverschuldung bei 2,2 Milliarden US-Dollar. 1988 wurden die islamische Stadt von Djenné und das historische Stadtbild von Timbuktu in die UNESCO-Weltkulturerbe-Liste aufgenommen.
Unruhen und Demonstrationen in Bamako und nach einem Generalstreik am 26. März 1991 führten zum Sturz von Staatspräsident Moussa Traoré durch einen „Rat der Nationalen Versöhnung“ unter Führung von General Amadou Toumani Touré, der Übergangsstaatspräsident wurde. Am 31. März 1991 gab der Militärrat die Macht an einen von Zivilisten dominierten Übergangsausschuss ab, der freie Wahlen innerhalb von neun Monaten vorsah. Dem „Übergangskomitee für die Rettung des Volkes“ gehörten 10 Offiziere und 15 Zivilisten an, darunter Vertreter der malischen Menschenrechtsvereinigung, der Gewerkschaften und der Studentenverbände (siehe auch Putsch in Mali 1991). Am 9. April 1991 wurde der frühere Finanzminister Soumana Sacko Ministerpräsident der Übergangsregierung. Am 14. Juli wurde der für die innere Sicherheit zuständige Innenminister Oberst Lamine Diabira nach einem gescheiterten Putschversuch verhaftet.
Trotz einiger Zugeständnisse war der interne Druck auf das Regime durch die Alliance pour la Démocratie en Mali (ADEMA) und den Comité National d’Initiative Démocratique (CNID) seit langem gewachsen. 1990 und 1991 war es zu heftigen Zusammenstößen zwischen Polizei und Demonstranten gekommen, am 26. März 1991 wurde Traoré durch einen Militärputsch unter Führung von Amadou Toumani Touré, der von 2002 bis 2012 Präsident von Mali werden sollte, gestürzt.
Unter dem Druck von ADEMA und CNID wurde der von Touré gegründete Conseil de Reconciliation National (CRN) aufgelöst und der Comité de Transition pour le Salut du Peuple entstand. Bereits am 12. Juni 1992 wurde eine neue Verfassung angenommen, am 23. Februar und 8. März fanden Wahlen statt. Die ADEMA erhielt 48,4 % der Stimmen, der CNID 5,5 %, der US-RDA fielen immer noch 17,6 % zu. Alpha Oumar Konaré konnte im zweiten Wahlgang 69 % der Stimmen auf sich vereinigen und wurde am 8. Juni 1992 als Präsident vereidigt. Seine erste fünfjährige Amtszeit wurde von Prozessen gegen Traoré und seine Anhänger beherrscht sowie vom ersten Tuaregaufstand. Hinzu kamen wirtschaftliche Probleme und die ambivalente Rolle der Staatsbediensteten. 1997 erhielt Konaré 95,9 % der Stimmen, doch verbot die Verfassung eine dritte Amtszeit.

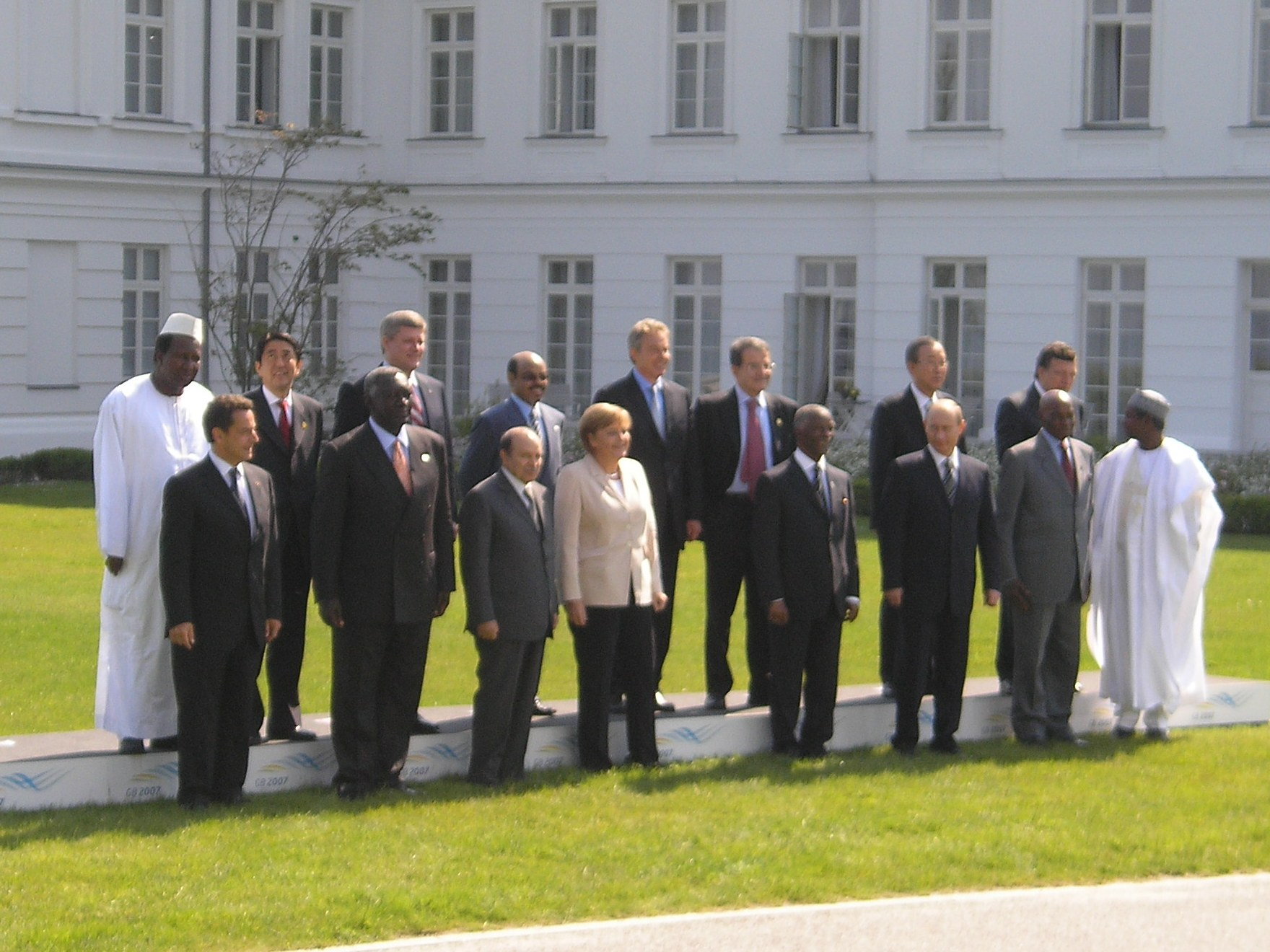
Der Präsident und Vorsitzende der Kommission der Afrikanischen Union Alpha Oumar Konaré beim G8-Gipfel in Heiligendamm 2007 (ganz links)

Im Januar 1992 wurde eine neue Verfassung verabschiedet und begründete so die Dritte Republik. Darauf folgten im März und April erste demokratische Wahlen zur Nationalversammlung. Im Juni 1992 trat der aus direkten Wahlen hervorgegangene Staatspräsident Alpha Oumar Konaré sein Amt an. Am 9. Juni 1992 wurde Younoussi Touré zum Premierminister ernannt. Trotz weiter anhaltender Unruhen vor allem im Konflikt mit den Tuareg und eines Putschversuchs Ende 1993 erschien Mali nach mittlerweile drei erfolgreich durchgeführten Wahlgängen als eine relativ stabile Republik. Nach dem Ende der zweiten und verfassungsgemäß letzten Amtszeit Konarés erfolgte ein friedlicher Machtübergang an den ehemaligen General Amadou Toumani Touré. Dieser wurde am 29. April 2007 für eine zweite und letzte Amtsperiode wiedergewählt. Auch zwei freie und demokratische Kommunalwahlen wurden abgehalten.
Seit 1999 engagiert sich das Land bei der Stärkung afrikanischer Regionalorganisationen. Ex-Präsident Konaré wurde 2003 zum ersten Vorsitzenden der Kommission der Afrikanischen Union gewählt. In den Jahren 2000 und 2001 war Mali einziges schwarzafrikanisches Mitglied im Sicherheitsrat der Vereinten Nationen. Die Beziehungen zu den Staaten der Europäischen Union sind durch die ehemalige Kolonialmacht Frankreich geprägt, aber auch andere Länder hatten ihre Beziehungen zu Mali in den letzten Jahren intensiviert. Nach der Anlehnung an den Ostblock in den Jahren 1960 bis 1968 sahen die USA Mali nunmehr als Stabilitätsfaktor der Region an.

### Dürrekatastrophe (1968–1985)

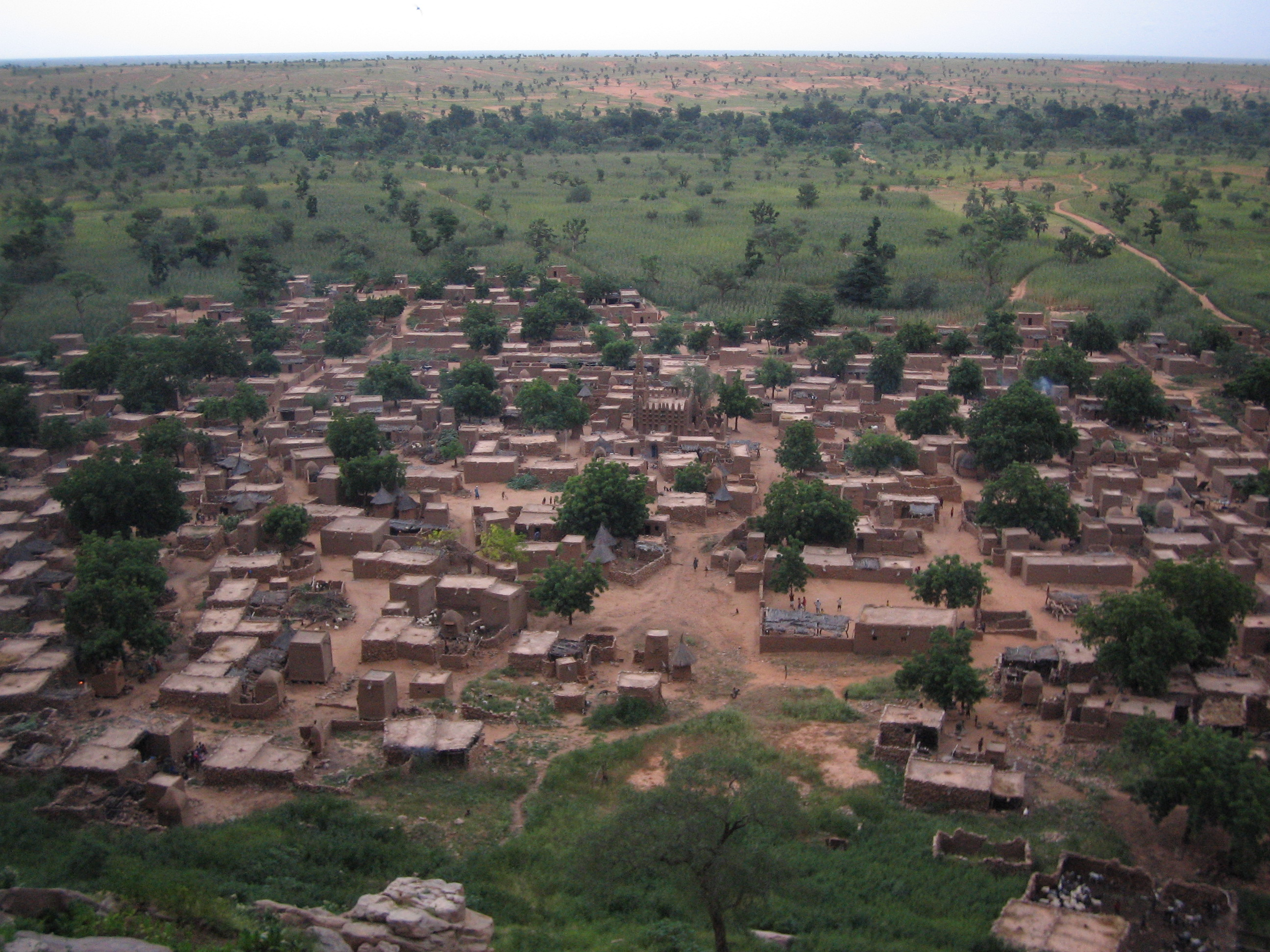
Ein Dogon-Dorf um 2006

Im Hintergrund stand, wie so häufig, eine klimatische Veränderung, die zu erheblichen Binnenwanderungen führte. Als Teil der Sahelzone war Mali von den verheerenden Folgen der von 1968 bis 1985 andauernden Dürrekatastrophe massiv betroffen, die „alles änderte“. Die Dürre verwandelte riesige, einst als Weide- und Ackerland nutzbarer Flächen in Wüste, denn die Trockenheit zerstörte gewaltige Flächen der sogenannten bourgoutières, die als Viehweiden in der Trockenzeit bis Juli/August dienten und den Reisbauern als Schutz gegen schädliche Fische, den Fischern wiederum als Zuchtgebiet. Zugleich waren diese Gebiete von hohem ökologischem Wert, denn die auch als Flusspferdgras bezeichneten Pflanzen schützten Wildtiere. Der Name der Pflanze geht auf das als bourgou bezeichnete Echinocloa stagnina zurück, eine Art aus der Gattung der Hühnerhirsen. Diese lieferte nicht nur essbare Samen, sondern stabilisierte als Puffer riesige Weidegebiete gegen die stark schwankenden Regenmengen. Folglich bedeutete das Verschwinden des bourgou für die Wüstennomaden das Ende eines jahrhundertealten Lebensstils, an dessen Ende auch die Baumbestände zerstört wurden, um das Vieh am Leben zu halten. Die Angehörigen dieser Nomadenstämme bevölkern heute als Flüchtlinge die malischen Städte. Zugleich brachen die Fischbestände zusammen. 1982 begann unter Federführung des United Nations Sudano-Sahelian Office ein Wiederherstellungsprogramm für die bourgoutières auf einer Fläche von 30.000 km².

### Kleinere Aufstände der Tuareg (1989–2008)
1989 bis 1994 kam es zu Auseinandersetzungen mit den Tuareg im Norden des Landes. 80.000 Menschen mussten aus ihrer Heimat fliehen, 2000 starben. Hintergrund war – neben der Dürre – auch die Rückkehr vieler ausgewanderter Gastarbeiterfamilien aus der Erdölindustrie Algeriens und Libyens, die in diesen Jahren einen Niedergang erlebten. Als die versprochenen Wiedereingliederungshilfen ausblieben, kam es zu Protesten, die mit Verhaftungen und Folter beantwortet wurden. Die Tuareg griffen zu den Waffen, überfielen Polizeistationen und planten die Gründung einer Widerstandsorganisation. Das staatliche Militär schlug mit brutaler Gewalt auch gegen unbeteiligte Zivilisten zurück. Am 15. August 1990 forderte Amnesty International die malische Regierung auf, die Ermordung der Tuareg umgehend zu unterbinden. Im Mai 1991 wurden zahlreiche Geschäfte von Tuareg in Timbuktu verwüstet, in anderen Städten führende Tuareg ohne Prozess erschossen. Am 6. Januar 1991 schlossen die malische Regierung und die um mehr Autonomie kämpfenden Tuareg im algerischen Tamanrasset ein Friedensabkommen. Das Abkommen sah eine Demilitarisierung der Konfliktzonen und eine stärkere Dezentralisierung der Verwaltung vor. Zudem sollte die Regierung mehr staatliche Investitionen im Norden des Landes vornehmen. Mit dem Frieden wurde den Opfern dieser Politik erst die Rückkehr und nach und nach auch die Aufnahme in die Verwaltung und die Armee ermöglicht. Auf die zugesicherte Autonomie warten sie allerdings noch bis heute.
Im Juli 2006 unterzeichneten die Tuareg-Gruppierung Allianz für Demokratie und Freiheit (ADC; französisch Alliance démocratique du 23 mai pour le changement) unter Führung von Ibrahim Ag Bahanga und die Regierung von Mali in Algerien ein Friedensabkommen. Im Mai 2007 kam es in der Region Kidal aber erneut zu schweren Unruhen. Im März 2008 wurde erneut die Waffenruhe gebrochen und die Tuareg-Gruppierung um Ibrahim Ag Bahanga entführten zahlreiche Zivilisten und Soldaten. Nach Offensiven der malischen Armee floh Ibrahim Ag Bahanga ins Exil nach Libyen.
Im Oktober 2009 vereinbarten die malische Regierung und die bewaffneten Tuareg-Gruppen aus Niger und Mali eine neue Friedensvereinbarung, in der sich die Regierung verpflichtete, die Region Kidal besser zu unterstützen, und die Tuareg sagten ihre Unterstützung im Kampf gegen die Al-Qaida im Maghreb zu. Im Januar 2010 kehrte der Tuareg-Führer Ibrahim Ag Bahanga aus dem Exil in Libyen in den Norden Malis zurück und intervenierte zu Gunsten von Muammar al-Gaddafi im libyschen Bürgerkrieg. Danach kehrten die Tuareg-Gruppen mit weiteren Waffen Ende 2011 wieder in den Norden Malis zurück und die Kämpfe gegen die malische Armee erreichten im Januar 2012 einen neuen Höhepunkt.

### Amadou Tomani Touré (2002–2012)

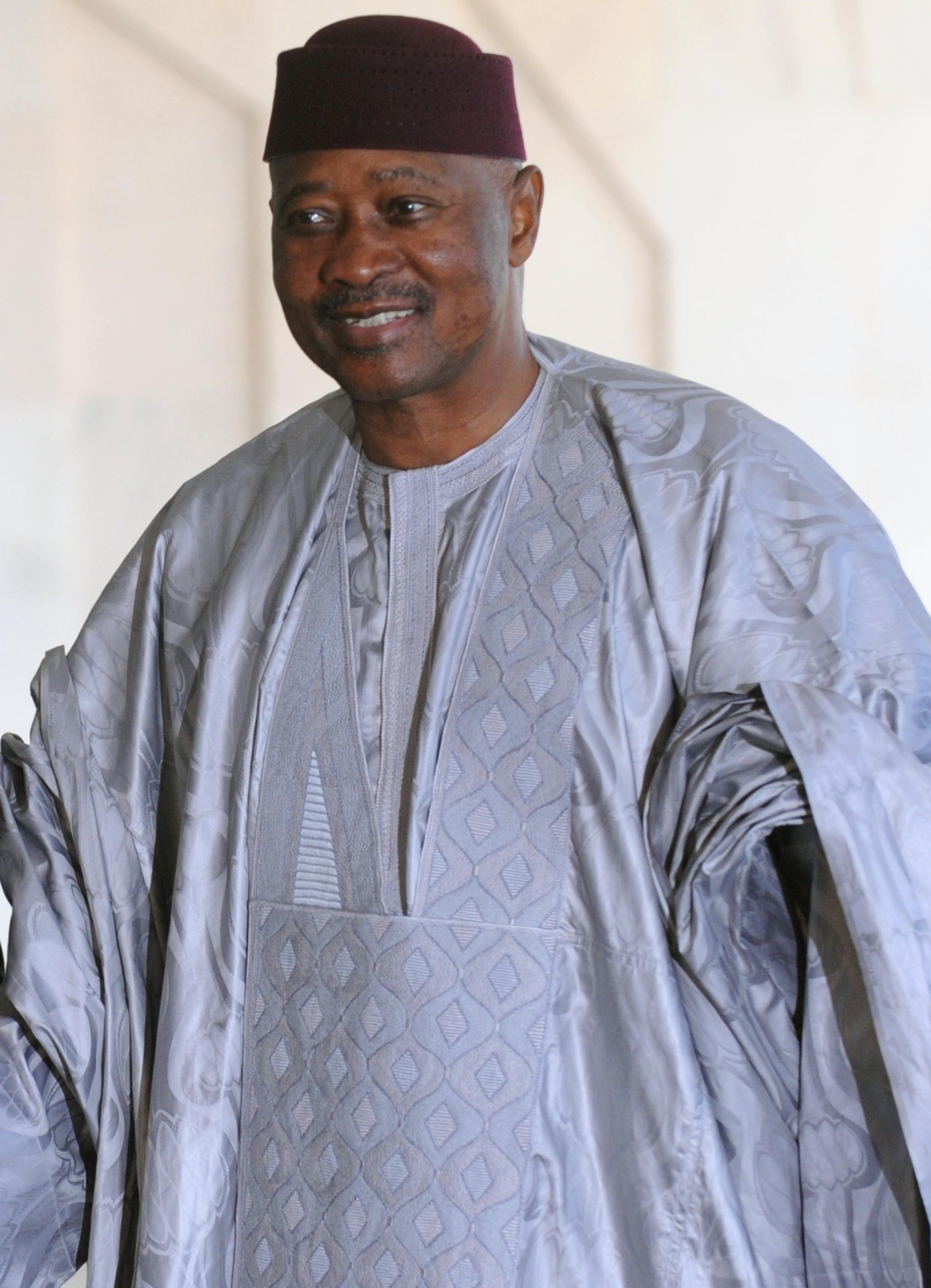
Amadou Touré im Jahr 2010

Amadou Toumani Touré, der 1991 bis 1992 kurzzeitig Präsident gewesen war, gewann in den Wahlen des Jahres 2002 im ersten Durchgang als parteiloser Kandidat 28,9 %, im zweiten 65 % der Stimmen. Die ADEMA erhielt in den Wahlen zur Nationalversammlung vom 28. Juni 2002 36,1 % der Stimmen, während ihr Gegner, der Rassemblement pour le Mali (RPM) auf 31,3 % kam. Damit erhielt die ADEMA 53 der 147 Sitze, der RPM 46. Die breite Unterstützung für Touré begann 2005 zu erodieren, als sich die Parteien für die nächste Wahl im Jahr 2007 zu positionieren begannen. Bis dahin war es Touré gelungen, mit Gewerkschaften, Parteien, Islamisten und ethnischen Gruppen im Gespräch zu bleiben und Verhandlungen zu führen. Seine Wahlgegner waren Ibrahim Boubacar Keïta vom RPM und Tiéblé Dramé vom Parti pour la Renaissance Nationale (PARENA). Daneben kandidierte erstmals mit Sidibé Aminata Diallo eine Frau. Sie kandidierte für den Rassemblement pour l’Education à l’Environnement et au Développement (REDO).
Touré gewann 71,2 % der 2.265.483 Stimmen, Keïta nur 19,6 %. Dementsprechend wurde Touré am 8. Juni 2007 zum zweiten Mal vereidigt. Bei der Wahl zur Nationalversammlung erhielt die aus 12 Parteien bestehende Alliance pour la Démocratie et le Progrès (Allianz für Demokratie und Fortschritt) 113 der 147 Sitze. Die ADEMA erhielt dabei 51 Sitze, während ADEMA-Dissidenten, die die Union pour la République et la Démocratie gegründet hatten, überraschend 34 Sitze errangen. Hingegen verlor der CNID 6 seiner bis dahin 13 Sitze. Heute besteht das Land aus acht régions und 48 cercles. Hinzu kommen 702 ländliche Kommunen, die meist aus mehreren Dörfern bestehen. Damit konnte erstmals das ländliche Mali an politischen und administrativen Prozessen partizipieren.

### Beginn des großen Tuareg-Aufstands (Oktober 2011) und Militärputsch (März 2012)

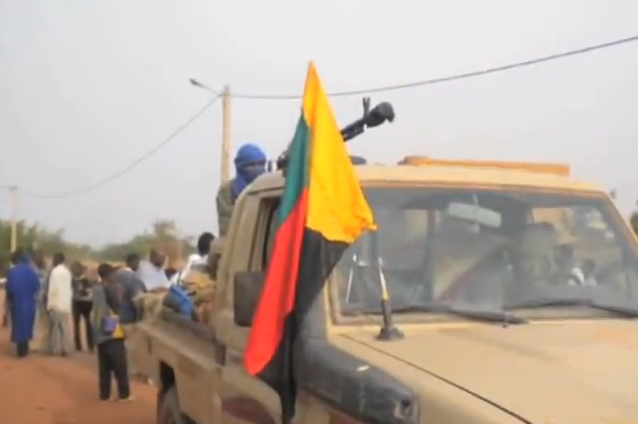
Tuareg-Rebellen im Norden Malis

Doch in diese verhältnismäßig stabilen Verhältnisse wurde schlagartig von außen erhebliche Unruhe gebracht, die jedoch im Lande auf bereits vorhandene Konflikte einwirkte. Nach den gescheiterten Aufständen der Tuareg in Mali seit den 1990er Jahren waren tausende malische Tuareg in der libyschen Armee integriert. Während des Libyschen Bürgerkriegs im Jahr 2011 kämpften sie überwiegend auf Seiten Muammar al-Gaddafis und wurden mit der sich abzeichnenden Niederlage aus Libyen vertrieben. Ab Oktober 2011 drangen diese bewaffneten Tuareg-Gruppen über Niger nach Mali ein. Sie treten seitdem als Nationale Bewegung für die Befreiung des Azawad (Mouvement national de libération de l’Azawad, MNLA) auf und brachten zunächst einzelne grenznahe Städte in Nordmali unter ihre Kontrolle. Im Januar und Februar 2012 zogen sich die malischen Streitkräfte aus großen Teilen des Nordens zurück und beschränkten sich auf Hubschrauberangriffe auf Stellungen des MNLA.
Die malischen Sicherheitskräfte beklagten eine fehlende Unterstützung durch die Regierung bei der Bekämpfung des neu entfachten Aufstand der Tuareg. Am 21. März 2012 begann in Mali ein Militärputsch, am folgenden Tag floh Präsident Touré mit loyalen Soldaten aus dem Präsidentenpalast in Bamako. Mehrere Minister wurden jedoch festgesetzt. Die Putschisten unter Führung von Hauptmann Amadou Sanogo setzten die Verfassung außer Kraft und sagten die für April angesetzten Präsidentschaftswahlen ab.
Der UN-Sicherheitsrat, die Afrikanische Union und die damalige EU-Außenbeauftragte Catherine Ashton verurteilten den Staatsstreich, die Militärjunta wurde mit Sanktionen belegt. Die EU-Kommission kündigte an, ihre Entwicklungshilfe für Mali vorübergehend einzustellen. Am 1. April kündigte Sanogo an, die Verfassung wieder in Kraft zu setzen und „freie, offene und demokratische Wahlen“ zu ermöglichen. Am 6. April stimmte Sanogo einem Rahmenabkommen mit der Westafrikanischen Wirtschaftsgemeinschaft (ECOWAS) zur Machtübergabe an eine zivile Regierung zu. Der malische Parlamentspräsident Dioncounda Traoré soll eine Übergangspräsidentschaft übernehmen und innerhalb von 40 Tagen Neuwahlen organisieren, die ECOWAS beendet im Gegenzug ihre Sanktionen.

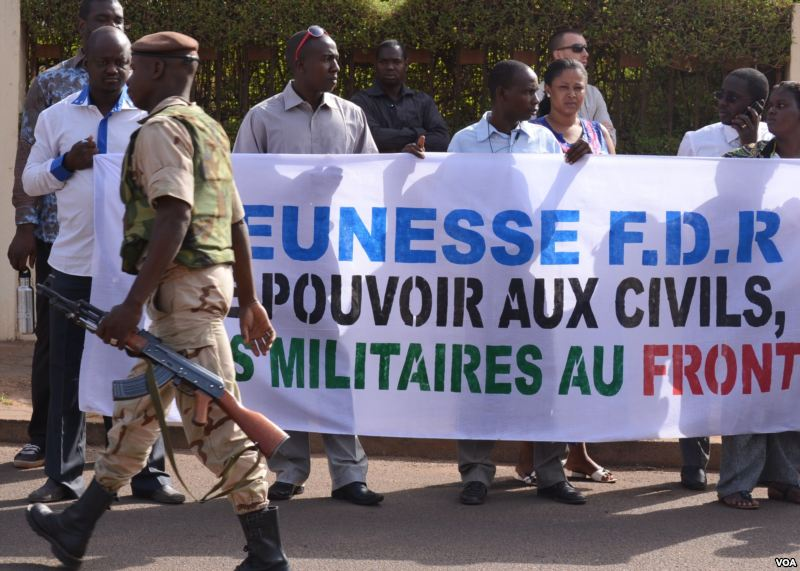
Öffentlicher Protest gegen Verhaftungen und für die Pressefreiheit, Juni 2012

Unterdessen nahmen die Tuareg-Rebellen des MNLA im Norden des Landes weitere Städte ein, die regulären Streitkräfte zogen sich aus dem gesamten Norden zurück. Bis Anfang April wurden alle Städte der Region Azawad durch den MNLA eingenommen, die daraufhin am 6. April 2012 die einseitige Unabhängigkeit des Azawad erklärte. Die Separatistenregion wurde jedoch von keinem anderen UN-Mitglied offiziell als Staat anerkannt. Die afrikanischen und arabischen Nachbarstaaten kündigten an, die Eigenständigkeit des Azawad auch zukünftig nicht anzuerkennen.
Als umstritten werden Verbindungen zwischen den Aufständischen der Tuareg zu Al-Qaida im Maghreb (AQMI) angesehen. Zu Beginn des Tuareg-Aufstands soll der MNLA gegen AQMI-Gruppen gekämpft haben, während des Vorrückens nach dem Putsch im März 2012 wird dagegen von gemeinsamen Operationen mit der Al-Qaida nahestehenden islamistischen Gruppe Ansar Dine berichtet. Nach der Unabhängigkeitserklärung des Azawad vertrieben islamistische Gruppen die Tuareg aus einigen Städten und riefen die Scharia aus. Zu diesen Gruppen gehörten neben der Ansar Dine und AQMI die Bewegung für Einheit und Dschihad in Westafrika (Mujao). Ein Sprecher von Ansar Dine teilte mit, dass die Unabhängigkeit des Azawad nicht anerkannt werde, da die Revolution der Tuareg nicht im Namen des Islam stattfinde. Die Tuareg hatten dagegen erklärt, dass der neue Staat „im Einklang mit den Grundsätzen der Vereinten Nationen stehen solle“.

### Französische Militärintervention (Januar 2013 bis August 2022), Präsidentschaftswahlen (2013 und 2018) und Corona-Pandemie (seit März 2020)
Als im Januar 2013 „der Kollaps der malischen Armee und ein Durchmarsch der Islamisten in die Hauptstadt Bamako drohte“, richtete der Präsident der malischen Übergangsregierung, Dioncounda Traoré, ein offizielles Gesuch um militärische Unterstützung zur Verhinderung der jihadistischen Offensive an die frühere Kolonialmacht Frankreich. Der französische Staatspräsident François Hollande kam diesem Gesuch umgehend nach, wie er einen Tag später bekannt gab. Die französische Armee intervenierte in Mali ab dem Nachmittag des 11. Januar 2013. Dieser begann mit einer Schlacht um die Kleinstadt Konna; danach ließ der Widerstand der Rebellen stark nach.
Am 28. Juli 2013 fand die Präsidentschaftswahl in Mali statt. Die meisten Stimmen erhielt der frühere Premierminister Ibrahim Boubacar Keïta, doch war eine Stichwahl nötig, weil er die absolute Mehrheit verfehlte. Keïta siegte gegen Soumaïla Cissé. Am 4. September wurde Keïta als Präsident vereidigt. Er ernannte Oumar Tatam Ly zum Premierminister.
Im Mai 2014 kam es zu erneuten Kämpfen, so dass im Dezember 2014 rund 140.000 Flüchtlinge das Land verlassen hatten, weitere 100.000 lebten innerhalb des Landes. Im Januar 2016 beschloss der deutsche Bundestag den Einsatz von bis zu 650 Soldaten, von denen 400 bis Juni 2016 in Gao stationiert werden sollten. Das Mandat wurde bis Mai 2020 verlängert, wobei bis zu 1100 Soldaten entsandt werden können.
Am 25. März 2020 trat auch in Mali die Corona-Pandemie auf, als zwei Menschen als erkrankt registriert wurden. Am 26. März kamen zwei weitere hinzu, am 27. zählte man 11, einen Tag später 18, am 30. März 25 und am 31. März zählte man 28 Betroffene. Am 28. März erklärte die Regierung den Medizinischen Notstand, die Wahlen am 29. fanden dennoch statt, es soll am 29. April zur Stichwahl kommen. Oppositionsführer Cissé wurde am 26. März 2020 in Timbuktu von Dschihadisten entführt. Am 1. April waren bereits 31 Menschen als infiziert gemeldet, am 8. waren es 59. Sieben von ihnen waren zu diesem Zeitpunkt bereits gestorben. Daraufhin setzte die EU-Ausbildungsmission ihren Betrieb weitgehend aus. Die Zahl der Infizierten stieg weiter an, am 10. April waren es 74, am 12. bereits 105, neun Menschen waren verstorben.

### Militärputsche (August 2020, Mai 2021), angeblicher Gegenputschversuch (Mai 2022)

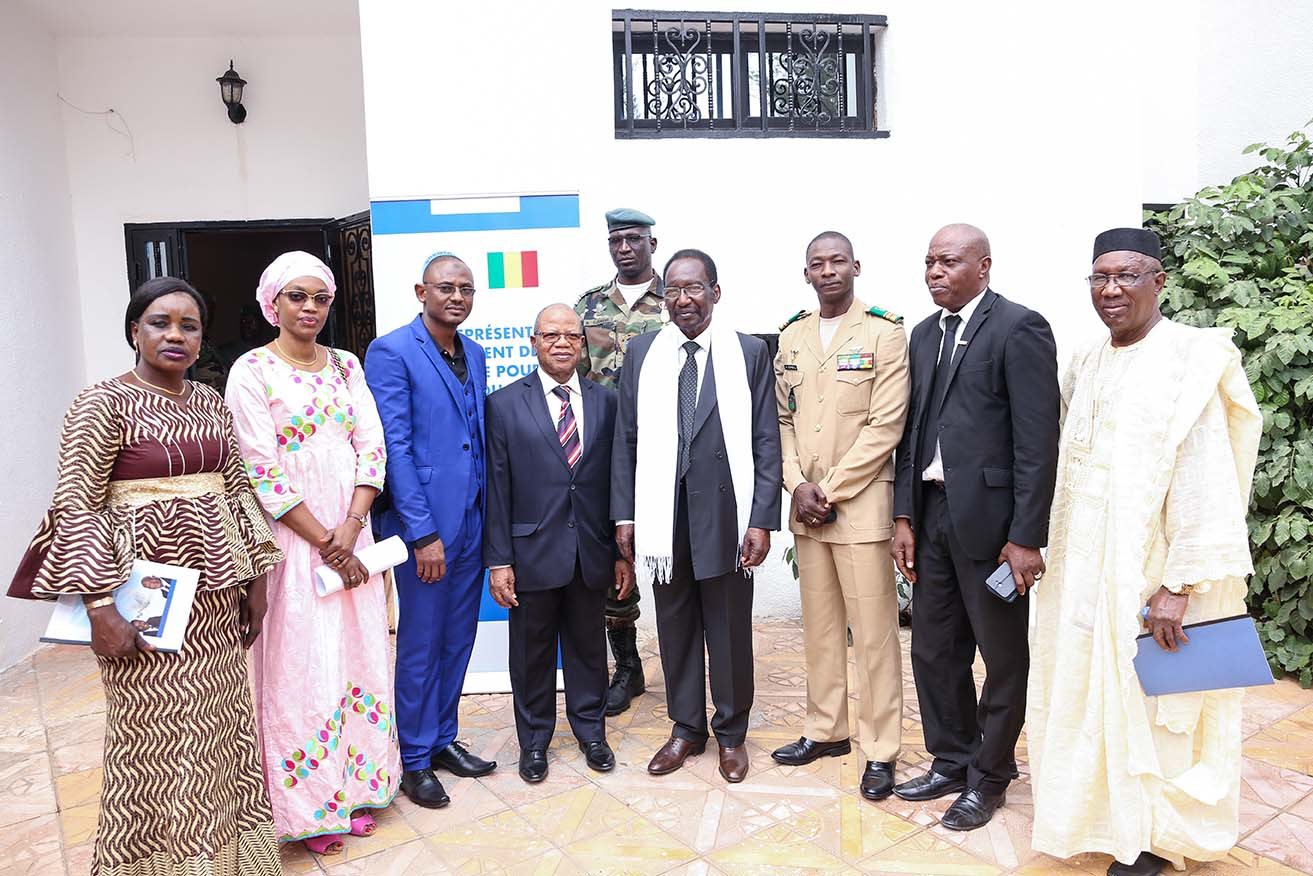
Präsident Dioncounda Traoré Anfang 2020

Seit Anfang Juni 2020 führte das aus Vertretern der Opposition, Bürgerrechtlern und Religion unter Führung des Imams Mahmoud Dicko bestehende Bündnis Mouvement du 5 Juin - Rassemblement des Forces Patriotiques (M5-RFP) regelmäßig Großdemonstrationen gegen die Regierung durch. Es unterstellte Wahlfälschung bei der Wahl von einunddreißig Abgeordneten während der Parlamentswahlen im März und April und verlangte eine Ungültigerklärung durch das Verfassungsgericht. Dieses hatte einen Teil der Ergebnisse anerkannt. Gemäß einem Vermittlungsvorschlag der Wirtschaftsgemeinschaft der westafrikanischen Staaten (ECOWAS) für ein Gesamtpaket zur Befriedung der anhaltenden Proteste löste Staatspräsident Keita das Verfassungsgericht auf und ließ mehrere Richterposten umbesetzen.
Im August 2020 initiierten dennoch Mitglieder der malischen Streitkräfte aus dem unter ihre Kontrolle gebrachten Militärlager Kati nahe der Hauptstadt Bamako heraus erneut einen Putsch. Sie verhafteten Staatspräsident Ibrahim Boubacar Keïta und den Premierminister Boubou Cissé. Daraufhin verkündete Keïta am frühen Morgen des 19. August 2020 seinen erzwungenen Rücktritt, den der gesamten Regierung sowie die Auflösung der Nationalversammlung. Ismaël Wagué, stellvertretender Stabschef der malischen Luftwaffe, erklärte im öffentlichen Fernsehsender ORTM, ein Comité national pour le salut du peuple (CNSP, deutsch: Nationales Komitee für das Wohl des Volkes) habe die Macht übernommen. Alle internationalen Verpflichtungen Malis würden respektiert und nach einer Übergangszeit Neuwahlen durchgeführt. Das Komitee verkündete eine nächtliche Ausgangssperre sowie die Schließung der Land- und Luftgrenzen. Die ECOWAS verweigerte den Putschisten jegliche Legitimation und forderte die Einstellung aller Handels- und Finanzbeziehungen zwischen den Mitgliedsländern der ECOWAS und Mali. Die Putschisten übergaben daraufhin die Macht an Übergangspräsident Bah N’Daw und Ministerpräsident Moctar Ouané.

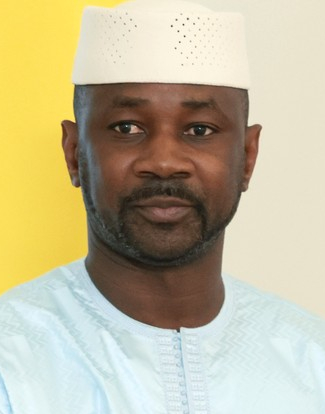
Kommissarischer Präsident Assimi Goïta (2023)

Am 24. Mai 2021 wurden neben weiteren Regierungsmitgliedern Übergangspräsident Bah N’Daw und Ministerpräsident Moctar Ouané von Militärs festgenommen und, wie im Jahr zuvor Ibrahim Boubakar Keita, in das Militärcamp in Kati gebracht. Wenige Stunden zuvor hatte die Übergangsregierung per Dekret ein neues Kabinett ernannt, in dem das Militär trotz gegenteiliger Versprechen strategisch wichtige Ämter besetzte. So wurden die Ministerien für Verteidigung, Sicherheit, territoriale Verwaltung und nationale Versöhnung von Offizieren geleitet. Einige Armeeoffiziere seien jedoch von der neuen Regierung ausgeschlossen worden. Nach dem Putsch erklärten die Festgenommenen ihre Rücktritte und wurden daraufhin freigelassen. Das Präsidentenamt übernahm kommissarisch Oberst Assimi Goïta.
Nach Angaben der Junta sei im Mai 2022 ein angeblich gegen sie gerichteter Putsch vereitelt worden.

### Abzug Frankreichs nach Menschenrechtsverletzungen der malischen Armee, Einfluss Russlands
Bis August 2022 zog Frankreich seine Truppen ab; ein Camp wurde von der russischen Söldnertruppe Gruppe Wagner übernommen. Grund für den Abzug waren die brutalen Operationen der russischen Söldner mit der malischen Armee; so waren im März in Moura hunderte Männer wahllos exekutiert worden. Dies sei so, seit das Militär gemeinsame Operationen mit den Söldnern durchführe, so ein Ermittler von Amnesty International. Durch eine russische Desinformationskampagne war eine feindselige Stimmung gegen Frankreich geschürt worden. Da eine solche Kampagne befürchtet worden war, hatten die Franzosen ihren ehemaligen Stützpunkt in Gossi mit Drohnen überwacht. Sie konnten nach zwei Tagen eine Inszenierung eines „Leichenfundes“ dokumentieren, laut französischen Angaben gebe es „keine Zweifel“ an der Beteiligung von Wagner-Mitgliedern an der Inszenierung.
Die Sicherheitslage verbesserte sich durch das Vorgehen der Junta keineswegs; rund 2700 Menschen starben in Mali im ersten Halbjahr 2022, das waren rund 40 % mehr als im ganzen Jahr 2021. Zudem habe der Staat laut einem Bericht der Vereinten Nationen vom Juni nur noch 15 % der Landesfläche unter seiner Kontrolle.

## Umgang mit dem historischen Erbe
Die Art und Weise, in der mit dem historischen Erbe Malis umgegangen wird, resultiert zum einen aus der Umstrittenheit kultureller Symbole, die aus bis heute nicht als beendet betrachteten kulturellen Konflikten resultieren. Hinzu kommt das zunehmende Bewusstsein, dass es sich vielfach nicht nur um nationale Monumente handelt, sondern auch der Anspruch der Weltgemeinschaft, dass das jeweilige kulturelle Erbe auch als Kulturerbe der Menschheit zu betrachten sei. So begann 2015 eine juristische Aufarbeitung der Zerstörungen insbesondere in Timbuktu, wo 16 Grabmäler von Heiligen – die Stadt wird vielfach als „Stadt der 333 Heiligen“ bezeichnet – aus dem 15. und 16. Jahrhundert zerstört worden sind. Darüber hinaus verschwanden mindestens 4.000 Manuskripte, die durch die mediale Darstellung weltweit in den Fokus rückten, während 370.000 von ihnen nach Bamako in Sicherheit gebracht wurden. Mit der Strafverfolgung, und zwar erstmals als Kriegsverbrechen der Zerstörung kultureller Güter, wurde kein nationaler Gerichtshof, sondern der Internationale Gerichtshof befasst. Im August 2016 bekannte sich einer der Angeklagten schuldig, neun Grabmäler und die aus dem 15. Jahrhundert stammende Sidi-Yahia-Moschee in Timbuktu im Jahr 2012 zerstört zu haben. Er wurde zu neun Jahren Haft verurteilt, die Mausoleen werden mit internationaler Hilfe wiederaufgebaut. Dieser Wiederaufbau schuf 140 Arbeitsplätze, die Kosten für die Jahre bis 2019 werden auf 11 Millionen Dollar geschätzt.
Weniger im Blickpunkt der Öffentlichkeit ist der seit Jahrzehnten anhaltende Raub und die Ausplünderung archäologischer Stätten (etwa von Natamatao), ein Raub hinter dem vielfach internationale Banden stecken, die den Kunstmarkt mit Fälschungen, aber auch zahlreichen Artefakten und Kunstwerken versorgen. 1993 lag der Anteil der durch Plünderung zerstörten Fundstätten, von denen zu dieser Zeit 834 registriert waren, bereits bei 45 %.

## Literatur

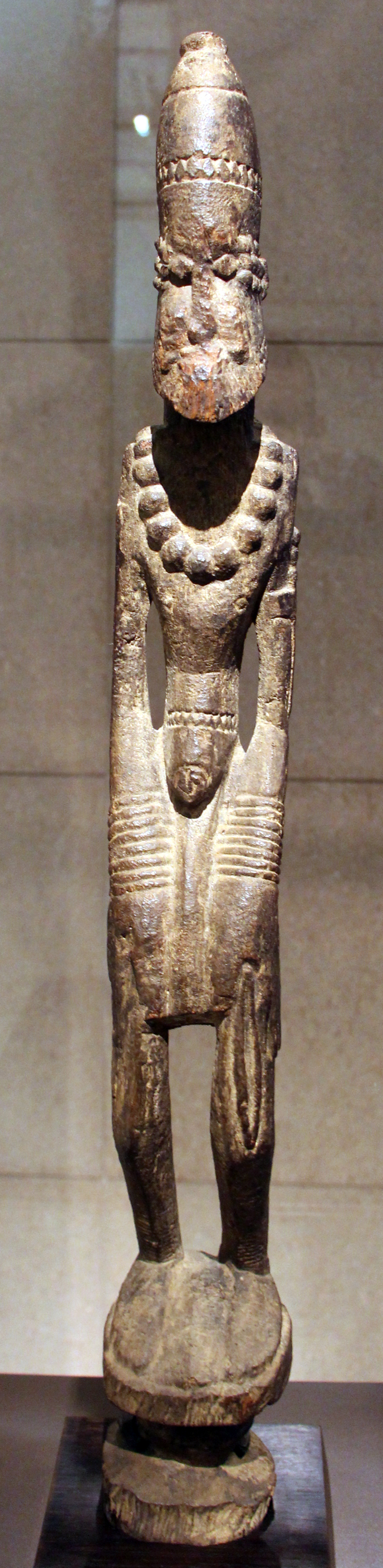
Hölzerne Skulptur, 13. Jahrhundert, Louvre, Paris